# ワンパンマン
『ワンパンマン』は、ONEによる日本の漫画。2009年7月3日からウェブサイト上で連載され、2012年9月2日放送のNHK『ネット発 マンガ革命』によれば、1日2万回閲覧され累計1000万人以上が閲覧したという。
リメイク版（作画：村田雄介）が『となりのヤングジャンプ』（集英社）において2012年6月14日から連載されている。リメイク版で併記されている英語タイトルは『One Punch-Man』。

## 概要
あらゆる敵をパンチ1発（ワンパン）で倒してしまう、最強ヒーローサイタマが主人公のギャグ系アクション漫画。話数カウントは「○撃目」。
2011年6月24日までウェブコミック投稿サイト「新都社」に登録されていた。現在も作品ページ（ONEのホームページ）は存続しており更新継続中である。
本作は当初、ONEがパソコン用の漫画原稿制作ソフトComicStudioの練習のために執筆したものであった。しかし、読者からの反応が予想より大きかったことを受けて最終話までのプロットを制作し、現在はそれに従い制作しているという。
村田雄介の作画によるリメイク版が『となりのヤングジャンプ』（集英社）において2012年6月14日から連載されている。
2015年3月12日発売の『週刊ヤングジャンプ』15号にて、リメイク版のテレビアニメ化が発表された。2016年3月には、第2回SUGOI JAPAN Awardでマンガ部門1位を獲得した。
原作は2017年1月から更新が止まっていたが、2017年9月に作者のONEが原作（ONE版）の更新休止をホームページ上にて正式に発表。その後2019年4月8日に更新を再開した。
2020年、アメリカのヴァラエティ誌は『ワンパンマン』がソニー・ピクチャーズ制作の下ハリウッドで実写映画化される予定があると報じた。同誌によると脚本を担当するのは『ヴェノム』のスコット・ローゼンバーグとジェフ・ピンクナーでありプロデューサーはアヴィ・アラッドであるという｡
単行本の累計発行部数は2024年3月時点で3000万部を突破している。
以前よりキャラクターデザインの変更など描き直しが多い作品であるが、近年（2020年時点）は単行本化前にストーリー自体を変更させる描き直しが増えており、当初描かれた話では死んでいたキャラクターを生き残らせている場合もある。また、この描き直しは必ずしも話の順番通りに行われているわけではなく、現時点で描き直されていない話もあり、前後の話の辻褄が合わなくなっているものもあるので注意が必要である。なお、描き直しに関しては全て作画の村田主導で行っているとONEが発言しており、描き直し後の240話では村田の希望で書き直していることが明記されている。また、村田は何度でも描き直しできることがWeb漫画の強みと話している。ただし、原作（ONE版）は描き直されたことはない。

## リメイクの経緯
ONEが漫画家として活動しようとそれまで1年間務めた仕事を辞めて1週間ぐらいたった頃、『ワンパンマン』の読者であった村田雄介がTwitterでONEにコンタクトを取り、共に漫画を制作することを持ちかけた。二人では読み切り作品『怒涛の勇者達』という読み切りを制作するなど新作の制作に向けて動き、ONEは当時生活の見通しがあまり立っていなかったこともあり、集英社とは異なる出版社から『ワンパンマン』を書籍化するために描き直す作業を行っていた。そんな中で村田が試しに『ワンパンマン』の一話を描いてONEに見せたことがきっかけで作画を担当することになった。それが新たなウェブ漫画サイトの設立を企画していた『ヤングジャンプ』編集長の目に止まり、『となりのヤングジャンプ』設立の看板作品として連載が決定した。また、「連載は単行本化を前提」「漫画の内容は村田とONEのみで打ち合わせして決定（編集者が介入しない）」が決め手だったと村田が語っている。

## あらすじ
物語開始から3年前、就職活動に行き詰まっていた青年・サイタマはある日、街で暴れていた怪人から1人の少年を救う。その際に「ヒーローになりたい」という幼き日に見た夢を思い出し、就活をやめてヒーローになることを決意。頭髪全てを失うほど懸命なトレーニングを3年間行った結果、どんな敵でも一撃で倒せる最強の力を手に入れる。
しかし、いつも一撃で決着が付いてしまうことから次第に戦いに対する緊張感などを喪失し、ヒーローになった現在でも無気力な日々を送っていた。

## 登場キャラクター

### 主要キャラクター
サイタマ（ハゲマント）
声 - 古川慎
C級388位（最下位）→C級342位→C級5位→C級2位→C級1位→B級101位→B級63位→B級33位→B級7位→A級39位→ヒーローネーム被害者の会・幹部（ONEの原作での順位。リメイク版でもこの順位になるかはまだ不明）
物語の主人公にして最強のキャラ。25歳、身長175cm、体重70kg。引き締まった筋肉質の身体を持つ。スキンヘッドの男性で、ヒーロー活動を行う際は赤い手袋とマントのついた黄色のスーツを着用。好物は牛肉・白菜・海藻類等で、鍋にして食べるのを主に好む。プロのヒーローになった後でも「趣味でヒーローをやっている」という姿勢を貫いており、周囲の評判は一切気にせず完全な自由意志で活動している。一般常識に疎く社交性に欠け、他者と慣れあうことを好まないが「ヒーローはたとえ孤独で勝ち目がなくても民衆のために戦うもの」という強い信念の下に行動しており、共感のできる活躍をしたヒーローには惜しみない敬意を示す。
S級ヒーローや災害レベル神の怪人を軽く凌駕する別次元の戦闘力を誇り 、やる気がない状態でもほとんどの敵を一撃で倒し、弾き飛ばされることはあっても傷一つ負わない頑丈な肉体を持つ。本気を出さなくともあっさり決着がついてしまうので技らしい技はあまり多くないが「普通のパンチ」「連続普通のパンチ」などの基本技がある他、状況によっては「必殺マジシリーズ」を使う。「マジ頭突き」「マジ反復横跳び」「マジちゃぶ台返し」など、名前は地味であるがいかんせん本体が強すぎるため地響きや衝撃波などが発生し、食らった相手はただでは済まない。中でも本気の時に繰り出す「マジ殴り」は圧倒的な破壊力を持ち、これを使用した場合は必ず一撃で決着がつく。
本編開始（1撃目）から3年前、就職活動中であったが不採用続きで失意の内に、偶然出くわしたカニランテから少年を助けたことをきっかけに幼い頃なりたかった「ヒーロー」になることを決意。それ以降、目的を達成するべく3年間ひたすら筋トレを中心とした一般的なトレーニングに励みつつ、災害レベルに関係なく怪人との死闘に明け暮れた。進化の家での戦いの最中、強さの理由を訊かれた際に自分がやってきたトレーニングの内容を話したのだが、周りからは「その程度でここまで強くなれるはずがない」とまるで信じてもらえず、双方困惑するだけに終わった。進化の家の創始者・ジーナス博士は、何の才能もないただの人間が怪人との死闘の中、瀕死を乗り越え続けて大きな成長を果たし、やがて生物としてのリミッターを外して今に至ったと推測している。その後も自身が強くなった理由は「筋トレ」だと思っているようで、強さを求める相手に助言したりしている。
自身の続けてきたヒーロー活動が評価されていないことに疑問を感じ、ジェノスに相談したところ「ヒーロー協会に加入していないヒーローは妄言を吐く変態としか認識されない」という事実を知らされ、堂々とヒーロー活動を行うべく入会テストを受けることになる。身体能力検査こそ満点を取れたものの筆記の点数は壊滅的だったため、C級ヒーローにギリギリ合格するという結果に甘んじた。ヒーロー協会加入後も変わらず自由意志で行動しているため実力に見合った評価は得られていないが、それも趣味の範疇として渋々受け入れているようである。
そんな性分ゆえか他人にほとんど関心がなく、対抗心や利用目的などで再会する者がいても大抵は忘れてしまい、自分の興味が湧かない話題には全く関心を示さない。その社交性の低さがヒーローランクにも響いているためか、慢性的な金欠に悩んでおり（そのためお金や高価な物には弱い）、物語途中まではZ市郊外の廃墟で細々と暮らしていた。日常生活に関しては良くも悪くも一般人目線なので他人の物を悪気なく壊してしまった時にはそれなりの罪悪感を覚えるらしく、償いのために何かしらの行動を起こすこともある。村田版では中学生の頃から集団や社会に馴染めず、世の中の理不尽に対する反骨心を抱きながら悶々とした生活を送っていた。
その風体の影響もあってかサイタマの実力を充分に把握している者は序盤では数少ないが、物語が進むにつれて徐々に理解者が増えていく（それでも己の強さの上限がどこまでなのかは本人すら分かっていない）。圧倒的なパワーはあっても武術などの経験はなく、器用に戦えるタイプではないため手加減して戦うことが苦手。
ハゲていることを気にしており、特にヒーロー協会から授けられた「ハゲマント」というヒーローネームは悩みの種。名前を尋ねられても本名の方の「サイタマ」を告げてごまかすことにしている。元は割と整った顔立ちなのだがハゲていることや真剣みのなさ、そして作者によるデフォルメも含め外見面で損をしている。
手応えのありそうな相手と対峙すると期待する素振りを見せるが、結局は肩透かしを食らって気落ちするのが常。後にこうした異常な強さゆえの退屈感についての悩みをキングに打ち明けた際に、別の趣味も探そうとせず最強だからもうやることがないという理由で自ら変わろうとしない点や、ヒーローの本分である人助けではなく戦いに意義を求めている点などを指摘され、傲慢であると咎められると共に「最強ではなく最高のヒーローを目指すこと」についての在り方を諭された。すぐに結論を導くことはできなかったが、その後遭遇したムカデ長老への対応などから、キングの助言によって何かしら意識の変化はあったらしい。現在はA級39位まで昇格し協会上層部でも彼の実力の評価が一変しつつある。
ジェノス（鬼サイボーグ）
声 - 石川界人
S級17位→S級16位→S級14位。19歳、身長178cm。金髪で白目の部分が黒くなっているサイボーグの青年。「イケメンヒーロー五本指に入る」と評価される程の美形でありファンクラブも存在するが、本人は「写真をみただけで言っている印象」「あくまで自分のごく一部を評価したものに過ぎない」としてあまり気にかけていない。戦闘開始時に「排除する」というのが口癖。
15歳の頃に自らの住んでいた街と家族を狂サイボーグ（村田版では暴走サイボーグ) に奪われ、自身も瀕死の重傷を負う。そんな絶望の中でクセーノ博士に出会い、家族の仇を討つために自身のサイボーグ化を懇願した。その4年後、モスキート娘との戦闘においての油断から敗れそうになり自爆して道連れにしようとするも、ギリギリのところでサイタマに助けられ圧倒的な強さに憧れて弟子入りを志願した。
弟子入り後は自身の希望により高額の家賃をサイタマに納め、金に弱いサイタマからあっさりと住み込みを許可されて掃除や後片付け等、身の周りの世話をしながら修練を積んでいる。サイタマに対してはその強さだけでなく人柄にも心酔しており、彼の何気ない発言に感銘を受けては凄まじい勢いでノートに書き込むのがお約束。内容のほとんどはサイタマの観察日誌のようになっているため、強くなる秘訣を学んでいるか甚だ疑問であるがサイタマの性格やヒーローとしての在り方・果ては日用品関連など、行動を共にする時間が長いだけあってよき理解者にはなれているよう。基本的に冷静で、とても生真面目な性格。その一方で融通が利かず、目上の存在であっても敬語を使うことはほとんどない。他のヒーローたちに対しては横柄な言動を憚らないが、師匠であるサイタマとサイボーグの身体を与えてくれたクセーノ博士には極めて礼儀正しく接する。クセーノ博士もまたジェノスに対して献身的にメンテナンスや肉体改造に協力するが、一方で心の根底にある復讐心や勝つことにこだわるあまり、無理をしがちなことを懸念している。サイタマにもその点は時々目に付くようで、先走った行動や無用な争いを起こした際に諫められることがある。
上記の通りサイタマの弟子およびファンでもあり、サイタマを侮辱する者や迷惑をかけようとする者には敵愾心をむき出しにするが、その過剰な行為が逆にサイタマには迷惑がられる場合もある。サイタマがヒーローとして世間から評価されていない現状に不満を覚えており、彼がヒーロー認定試験でC級認定された時は責任者に直訴しようとしたり、村田版では自分宛にファンレターが送られる中、サイタマ宛に匿名の中傷文が送られてきた際は差出人を特定し制裁を加えようと怒りを露にした。
パワー・スピードを活かした肉弾戦、体内に仕込んだ武器による遠距離戦など、サイボーグの肉体ならではの多彩な戦闘スタイルを持つ。必殺技としては連続の拳打「マシンガンブロー」や高熱のビーム砲「焼却」などがある。
災害レベル「鬼」の怪人を単独で倒し、災害レベル竜クラスの怪人と渡り合うなど実力は高いが、精神面の弱さ（偶然の的中ではあるがサイタマの指摘により自覚するようになる）から来る油断や周辺住民を庇っての被弾、また目標とするサイタマに近付くためにどんな敵でも必ず立ち向かう行動理念などから、実力とは裏腹に敗戦が多い。その度に反省してクセーノ博士に強化改造をしてもらい、高い警戒心や奇襲・特殊化学兵器の使用などにより徐々に実力を高めている。
バング（シルバーファング）
声 - 山路和弘
S級3位（元B級77位）→引退。81歳。豊かな白髪の老人で普段は好々爺として振舞っており、なるべく相手を殺めないことをモットーとしている。基本的に老人口調だがしばしば若者言葉を使う。ガロウやチャランコの師匠。
血縁者には兄のボンブがいる。ボンブのことは「お兄ちゃん」と呼び、兄弟仲は非常に良い。サイタマ家での鍋パーティにて箸を左手で扱っている描写があることから、左利きということがわかる。
若き日のバングはガロウにも劣らずの荒れくれ者で、その頃のバングは爆心解放拳の使い手で「血の風」として恐れられている。強者を見て戦いを挑んではストレス発散として山のように病院送りにして日々を送っていたが、ある日ボンブから正しい強さを知ってもらうために決闘を申し込まれ、高い実力と凶暴性を見せつけるも惨敗。以降は考えを改め、爆心解放拳を封じて兄のボンブに習い道場を開いてボンブから関心され和解し現在に至る。
衰えるどころか齢を重ねる毎に研ぎ澄まされた拳法「流水岩砕拳」は、達人を超えもはや仙人の域に達している。
一見すると細身の老人だがその肉体は鍛え抜かれており、A級上位ヒーローでも直撃すれば即死クラスの攻撃を受けても平然とした様子で（本人曰く「肩凝りが取れた」）災害レベル竜の怪人であるブサイク大総統やハグキを瞬殺した。ただ拳法を使う関係上、再生能力・分裂能力といった物理攻撃が通用しづらい怪人は苦手とする。
サイタマの実績と実力を正しく評価している数少ない人物の一人であり、「サイタマは自分の何十倍も強い」と断言している。
サイタマとジェノスのことを気に入っており、何かと目をかけている。一方で弟子不足に悩む道場のために門下生を増やそうと目論んでおり2人を食べ物で釣ろうとしたことがある他、フブキ組との対戦時はメンバー全員を門下生にしようとした。
ガロウ戦後、元弟子のガロウが道を誤るのを止められなかった自責の念と年波もあってかヒーローを引退した。
必殺技はボンブとの連携奥義「轟気空裂拳」「交牙竜殺拳」。
キング
声 - 安元洋貴
S級6位→S級7位。29歳。強面で片目に3本の傷跡があり、これはかつて災害レベル神の怪人と繰り広げた死闘の証と言われている。
災害レベル鬼〜竜クラスを一撃で倒した功績から、「ヒーローの王者」という意味を込めてキングと命名された。ヒーロー協会の最大戦力にして「地上最強の男」として知られるが、協会の依頼を受けない一匹狼のためこの順位にとどまっている。しかし日々怪人を屠っては報告しないストイックな姿勢や、その実力と功績ゆえに協会のみならず一般人からも一目置かれて厚い信頼を寄せられており、怪人からはめっぽう恐れられている。
極めて寡黙であり必要最低限のことしか話さないが、その発言は重みを持って受け止められる。また、緊迫した状況では決まって「ドッドッドッドッドッ」という効果音を発する。この音は『キングが戦闘態勢に入った証・キングエンジン』と称され、周囲から畏怖される。必殺技にキング流気功術奥義「煉獄無双爆熱波動砲」等がある。
しかし、その実態は無職（厳密には「プロヒーロー」なので無職には当てはまらないが、本人が自嘲の意味を込めてそう認識している。）で引きこもりのゲームオタクであり、生まれてから一度も喧嘩をしたことがないため戦闘力は一般人にも劣る。キングの戦闘力に関する情報は全てが勘違いもしくは噂の産物に過ぎず、性格も人見知りかつ口下手なだけで特に寡黙というわけではなく、必殺技も何処かの誰かが勝手に流した噂が独り歩きしているだけ。キングエンジンの正体は恐怖心や緊張感から来る、周囲の他人にまで聴こえてしまうほどの大きな心拍音。オタクゆえに、他人のことを「氏」付けで呼ぶ。作中でキングの実態と実力を知る者はサイタマ1人のみ。
とてつもなく運が悪く、かつて偶然にも災害レベル鬼〜竜クラスの超凶悪怪人が暴れる現場に5回も遭遇しながらもサイタマが彼らを倒したことで生存、ヒーロー協会からそれを自分の手柄と誤解されたことでS級に抜擢され、キング本人も悪い気分ではなかったとして積極的に否定しなかったため真実を公表できぬまま現在に至る。片目の傷も怪人 から一方的に襲われた際に負ったもの。
戦闘力は前述の通り皆無のため出動の要請はうまく言い訳をして回避しているが、臆病であっても頭の回転は早い上に雰囲気だけで他者を圧倒する強烈な存在感があるため、実質的にヒーローとしては立派に役立つ存在となっている。例えば怪人と相対してもハッタリと口八丁を駆使することで戦意を喪失させたり、他のヒーローが駆けつけるまで時間稼ぎをするなど戦わずして勝利を収めることに成功している。他にも街に被害が出ないようサイタマに倒し方を指示したり、人質救出作戦時は突入ルートからジェノスやバング達を侵入させるなど戦略面で活躍し、「地球がヤバい」予言対策のために集合したヒーローたちが仲違いをしていた時には、サイタマ家での鍋パーティの後で疲れていたところを協会職員に連行されて「ボロボロになるまで一人黙々と怪人退治に明け暮れていた」という勝手な誤解が効力を発揮し、場にいたヒーローたちの結束を固めた。
サイタマとの出会いは機神ヅシモフ（村田版では機神G4）に挑戦を申し込まれたのが始まり。相手がロボットだったためネームバリューによる脅しが通用しなかったので止むを得ず自宅へ逃走しゲームで現実逃避を図るも、キングが逃げ出した理由に疑問を抱き尾行して室内に侵入したサイタマにその姿を目撃される。色々としつこく質問され何とかあしらおうとするのだが、持ち前の運の悪さゆえか今度は家を巨大な怪獣に襲われる。もちろん自分では手も足も出ないため命の危機を感じ、やむなくサイタマに全てを打ち明けるも元々ヒーローのランキング争いに興味のないサイタマは意に介さないどころか、むしろキングが抱える自責の念について心配する態度を見せた。こうした一連の流れをきっかけにゲーム友達となり、互いの家を行き来する間柄となった。なお実際の戦闘力とは裏腹にゲームの腕前は超一流で、対戦ゲームで毎回のようにサイタマを完膚なきまでに叩きのめした後に挑発的な態度を取り、しばしサイタマの怒りを買っている（一方でサイタマに悪意なくゲームを壊されたりしているが、性格上言い返せていない）。キングと友人になる前は、どんな戦いもあっさり勝ってしまうため感情が鈍化している自覚があったサイタマだが、ゲームの中とはいえ自分がどうしても勝てずムキになってしまう相手が現れたことで、サイタマの生活に一定の張りを与えている存在とも言える。
ガロウ戦後、「このままではいけない」という危機感・責任感から勇気を出し「実は自分は弱いので鍛えてほしい」と告白して道場巡りをするが、「強者ゆえのプレッシャーを感じ、さらなる高みを目指している」と案の定誤解され、全て断られてしまう。
その後は一念発起し、サイタマの助言通りに筋トレを行い始めた。
フブキ（地獄のフブキ）
声 - 早見沙織
B級1位。23歳。タツマキ の妹で、服装は姉と同じ黒いドレス。姉であるタツマキとは対照的に身長は167cmあり、グラマラスな体型で抜群のスタイルを持つ。タツマキの容姿もあってフブキをタツマキの姉と勘違いしている者も少なくない。タツマキのことは「お姉ちゃん」と呼ぶ。
姉と同じく超能力者であり、念動力によって周囲の物体を操り攻撃することが可能。周囲の瓦礫を超能力によって浮遊・旋回させ相手にぶつける技「地獄嵐」を持つ。その超能力による狂風が敵の怪人を地獄絵図へと変える様から、ヒーロー協会から本名に「地獄」の枕詞を加えたヒーローネームを授けられた。人一倍トップへのこだわりは強いが、強大な超能力者である姉のタツマキには遠く及ばずそれが自身のコンプレックスになっている。そういった事情もありガイドブック『ヒーロー大全』ではタツマキの好きな物に妹とあるのに対しフブキの好きな物に姉とは書かれていないなど、姉に対してあまり良い印象を抱いていない。
姉との差別化を図るため「フブキ組」なる派閥を組み、取り仕切っている。サイタマを力ずくで勧誘したことがあるが「自分より弱い手下を集めて強くなった気でいるお前は生き残れない」と酷評された。その後も懲りずに隙あらば周囲の人間を手下に取り込もうとするが、悉く失敗に終わっている。タツマキからは一方的に「足手まとい」として否定されているが実際のところ部下からは大変慕われている為、自分なりに居場所を確保できているようである。作中のキャラクターの中では珍しく、サイタマに一度で名前を憶えられている。
実力的にはA級でも充分通用するものを持っている（相性次第では災害レベル「竜」にも勝てる）が、1位へのこだわりを邪魔するかのようにA級上位に、到底敵わないアマイマスクやカミカゼの弟子たちが立ちはだかっている為、あえてB級1位に留まっている。
食事に関する描写がしばしば描かれており、料理上手であることをうかがわせる台詞がある。

### ヒーロー協会
ヒーロー協会に所属しているプロヒーローの名称は、協会に名付けられたヒーロー名である。詳しくはヒーロー協会を参照。ヒーローとしての活動を行うことを作中では「正義執行」と称している。人数は約600名で、ヒーロー階級は上からS級・A級・B級・C級の4つのランクがある。

#### S級ヒーロー
リスト内に名前があるヒーローはリンク先を参照。戦闘力に特化した高級ランクで、一人で一個師団に匹敵するほどの実力を持つヒーロー。人数は約17名で、単独で災害レベル「鬼」の怪人を倒すほどで、相性次第では災害レベル「竜」の怪人を倒すものもいる。しかし、逆に相性が悪ければ「鬼」レベルでも負けることがある。
| ヒーロー名               | 順位                    |
| ------------------------ | ----------------------- |
| バング(シルバーファング) | S級3位→引退             |
| キング                   | S級6位→S級7位           |
| ジェノス(鬼サイボーグ)   | S級17位→S級16位→S級14位 |

ブラスト
S級1位。成人男性。現時点で素性が一切明かされていない謎の人物。
圧倒的な強さを持ち、ヒーローは趣味でやっているなどサイタマと共通する部分はあるが、一方で家庭と仕事を持っており年齢的にも設定とずれが生じるため、別人である。協会の要請には応じる気配を見せないものの実力は他のS級ヒーローと比べても別格のようで、シッチによると特別扱いするだけの価値が彼にはあるとのこと。
村田版では原作に先駆けて本編に登場しており、時空を操る能力者であることが判明している。顔やコスチュームに無数の傷跡がある。ブルーと同じく虹彩が歯車のような形をしている。実績として、2年前にムカデ長老に逃げられるが過去に瀕死状態にまで追い込んだこと、閃光のフラッシュら忍者の出身である『忍者の里』創設者と15年前に戦い勝利していたことが語られている。
また、上記の通り実力に伴う特別扱いするだけの価値があるというのも嘘偽りなしで、パワーは地面にめり込むほどの重量があるキューブを指先一本で扱ったり、スピードはフラッシュを簡単に上回り、更には宇宙の原理を操ることで異空間に移動することも、相手に移動させることも可能な他に、災害レベル「神」に匹敵し兼ねない覚醒ガロウの攻撃を全て無効化にする等、作中屈指の実力者である。しかしサイタマとの本気の拳撃が当たろうした時は激しく動揺し、地球が砕けることを危惧していたが、仲間たちの計らいによってその難は回避された。
シッチによると、カミとは20年来戦い続けており、ムカデ長老との交戦中にカミから直接接触を受けて力の付与を持ち掛けられるも拒否し一戦を交えた。その後は相棒や協力者と共にカミへの対抗手段を探っており、表向きは理由を告げずに行方をくらましたことにした。
タツマキ（戦慄のタツマキ）
声 - 悠木碧
S級2位。フブキの姉。少女のような外見のため周りから子供やフブキの妹などと勘違いされることが多いが、実年齢は28歳。服装は常に黒いドレスで、天然パーマがかかった緑髪が特徴。低身長を気にしており、子供扱いされると憤慨する。その強大な超能力が周囲を戦慄させるところから、ヒーロー協会から本名に「戦慄」という枕詞を加えたヒーローネームを授与された。戦闘力はブラストを除けばS級の中でもずば抜けており、他のS級ヒーローでも苦戦するような怪人をいとも容易く退治したりと、ブラストは行方不明・キングは積極的に協力しないということもあり協会の最高戦力として信頼されている。ただし、超能力を司っている頭部にダメージを負うと超能力が不安定になるのが弱点。また、タツマキの超能力を受けたサイタマからは、フブキとは誤差レベルの差しか感じられてなかったことから、サイタマどころかボロスや覚醒したガロウにも全く及ばないレベルのようである。
プライドが高く高飛車な性格であるが、休日や出動要請がない時でも自発的にヒーロー活動に打ち込むなど正義感は強い。しかし複数の町の住民からタツマキへのクレームがヒーロー協会に何度も殺到しており、ヒーロー協会幹部に「場合によってはタツマキ自体が災害になり得る」と問題視されている。
持ち前の卓越した超能力に関して幼少期から既に研究機関から目を付けられ、本人の意思に反して親元を離れ英才教育を施される孤独な日々を送っていた。研究機関にいた頃、合成獣が逃げ出した際に研究員から見放されて置き去りにされたが、ブラストが現れて命を救われる。ブラストの影響でヒーローを目指すようになり、またブラストからの助言が現在のタツマキの方針にもなっている。
妹のフブキを溺愛しており、危害を加えようとする敵に対しては激昂する。また善人相手でもブラストと妹以外の人間に対する不信感は根強く、サイタマやフブキ組に対して嫌がらせをすることがある。
原作者の作品『モブサイコ100』の作中に、超能力者の例として1コマだけカメオ出演している。
カミカゼ（アトミック侍）
声 - 津田健次郎
S級4位。37歳。「おっさん」と呼ばれるのを嫌う、自称ハードボイルドかつ人情派ヒーロー。侍の風貌をしている。
ヒーローは人格と実力を併せ持つ者しか認めない主義で、相手の真の実力を知らないうちは名声や評判などは信用せずB級のサイタマが握手を求めたときには拒んだ上で「お前がS級まで上がってこれたら改めて自己紹介をしてやる」と発言している。彼が認めているヒーローは今のところバングのみ。自信家だがヒーローとしての人格や育成者としての能力は確かで、彼が育てている弟子のイアイアン・オカマイタチ・ブシドリルはA級上位に並んでいる。
音速を遙かに超える剣戟を扱うハラギリのさらに上を行く、神速の剣戟の使い手。今まで巨大化する怪人や再生する怪人を沢山斬っており、災害レベル鬼の怪人も一瞬で細切れにするほか斬撃を飛ばす等も可能で、「自分の剣より遅い銃弾の対処に手こずる理由はない」と言ってのける超一流の剣士。しかし戦闘手段は剣術のみのため、バングと同じく物理攻撃の効きづらい再生能力・分裂能力を持つ怪人とは相性が悪く、万が一でも刀を紛失すれば戦闘手段を失ってしまう。
必殺技は敵を一瞬で細切れにする「アトミック斬」。並の怪人ならば咥えている爪楊枝で一瞬のうちに細切れにできる。
村田版では「アトミック斬」を変化させた「アトミック集中斬」がある。剣士が苦手とする分裂タイプの怪人を倒すために生み出された技で、斬撃の範囲が極端に狭くなる弱点があるがその代わりミクロサイズまで切り刻むことができ、災害レベル「竜」黒い精子の分裂体を分裂できなくなるほどまで切り刻み撃破した。ただ、腕への負担が大きいらしく乱発はできないのがデメリット。
イサム（童帝）
声 - 高山みなみ
S級5位→ネオヒーローズ・ネオリーダー。10歳の少年。ヒーロー協会の参謀的役割を担う天才的頭脳の持ち主。S級6位のメタルナイトおよびボフォイ博士の元助手で、彼のことは科学者として尊敬していた。塾講師も勤めており、Y市には自らのラボを持つ。思考で消費する糖分を補うためによく甘い物を食べている。
戦闘では背中に背負ったランドセルから放つ大量の兵器を操り攻撃する。身体能力もかなりのもので、C級ヒーロー・赤マフの肉体強度が100に対して彼は1,880とすでにA級上位並み。洞察力にも長け、物理攻撃が全く通用しないエビル天然水の弱点を見破った。
年齢にそぐわない知性と状況把握能力の持ち主であり、S級ヒーローのチームワークを慎重に考慮し幹部と議論したりするが責任感の強さ故にヒーロー協会のいい加減な管理体制や、他のS級ヒーローの身勝手な行動の仲裁をしたり、裏工作をしていたボフォイ博士への失望感が原因で慢性的にストレスを溜め込んでいる苦労人だが、年相応の生意気な態度が見られる。怪人協会突入時に、自分の努力や苦労が報われなかったという似たような過去を持つ転生フェニックス男から一緒に怪人になろうという心理誘導を受け、心が揺れ動くがサイタマの妨害そしてその後まもなく、敵の情報を教えていたゾンビマンから感謝の言葉を伝えられたことをきっかけに、涙ながらヒーローとしての矜持を取り戻す。
ガロウ戦後、ヒーロー協会の役員会にB級以下ヒーローや一般市民からの意見をまとめた陳情書を提出したが、ほとんど誰も目を通した様子はなかった。この時ばかりはヒーロー協会に愛想が尽き、ヒーロー名簿の登録を破棄。数日後にネオヒーローズへ移籍することとなる。
村田版では母親から性的な情報に関してアクセス制限されていたため、「どうてい」の意味を理解していなかったらしく、ある日同級生からヒーローネームの事を揶揄われて自身のヒーローネームに対して強い嫌悪感を持つようになる。ネオヒーローズに移籍したのはヒーローネームの影響もあったようで、不良っぽい見た目にイメージチェンジして「非道帝」と名乗るようになる。
移籍してしばらく経った後に、ウェビギャザと互いに過去やヒーロー協会に所属していた時のことを打ち明けた。
ボフォイ博士（メタルナイト）
声 - 玄田哲章
S級7位→S級6位。禿げ頭で出っ歯の天才科学者。考えたり洞察したりする際は人差し指をこめかみに押し当てる行動を取る。ガイドブック『ヒーロー大全』によると趣味は「ヒーロー映画」。正義に対してはシビアな思考を持ち、怪人協会の出現に対しても「人質救出作戦を放棄して早々に爆撃すべき」と提言・他者を安易に信用しないよう元助手の童帝に忠告しているほか、自分の技術力を過信せず日々戦力拡大に力を入れたり、ヒーロー協会に技術面で協力したり、腐敗した協会幹部が更迭されるように根回しもしている。原作版では駆動騎士から狂サイボーグ（暴走サイボーグ）を造り出した張本人と説明され、また駆動騎士本人もジェノスと同じく故郷を滅ぼされた過去を持つ事が明らかになった。
基本的には無人機「メタルナイト」を遠隔操作してヒーロー活動を行うため、本人の所在は不明。ヒーロー活動には非協力的だが「平和のため」として日々ロボットの開発と戦力増強に力を入れている。A市が宇宙人の侵攻で壊滅した後には通常なら数十年復興にかかるA市を多数の土木ロボットを使って7日間で竣工させたり、災害レベル鬼の怪人2体に勝てるほどの警備ロボットをヒーロー協会に貸し出している。そうしたロボットや兵器の保有数は数知れず、個人として持つ武力を遥かに超えているため協会にも危険視され、監視レベルの引き上げが必要と判断されている。

ゾンビマン
声 - 櫻井孝宏
S級8位。いかなるダメージを受けても立ちどころに回復する「不死身の肉体」が強みとされる。ヘビースモーカー。身体能力はA級ヒーロー以下だが拳銃・斧・刀剣など様々な武器を使用し、桁外れの再生能力と粘り強さによる持久戦で相手を徐々に弱らせていき、その結果強引に勝利を捥ぎ取るという戦闘スタイルをとる。ただし無尽蔵に回復するというわけではなく、胴体が吹き飛ぶなどの甚大なダメージを受けたり激しいスピードで集中的な攻撃を受けると流石にしばらくは行動不能に陥り、回復に長時間を要する。通常の肉体能力も常人をかなり上回り、鉄を折り曲げられる程の腕力を持つ他、持ち前の回復力を活かして体内に武器を埋め込んだり、反動で腕が折れてしまう高威力な銃をぶっ放したりする。
専門分野は内探・諜報活動や汚染区域の調査であり、戦闘は不得意だが怪人の異常な発生率にヒーローの戦力が追いつかないため戦いを避けられない場面も多く、その度に愚痴をこぼしている。強敵との戦いになると何度も殺されては復活することを繰り返し、相手を消耗させたあとにとどめを刺す泥仕合となる。
元々は「進化の家」の実験体サンプル66号だったが、10年前に脱走しヒーローとなった。「進化の家」が地球を滅ぼす脅威になると確信し、一人密かに最終決戦への準備を進めていたが、当の「進化の家」がサイタマとジェノスの手によって既に壊滅されていたためその悲壮な覚悟は空回りに終わった。当人としては自分の肉体にはコンプレックスがあり「死ねない男」と自嘲しているほか、アマイマスクやバンパイア（血統書付）に怪人扱いされた際には怒りを露わにした。
ゼロ（駆動騎士）
声 - 上田燿司
S級9位。一つ目のマスクをしたサイボーグ風の人物。原作140話にて、駆動騎士の経緯と本名がゼロである事が判明した。もともとは人間で故郷の村をボフォイが試作し、ジェノスの糊料を襲った個体と同じ殺戮マシーンにより滅ぼされ、倒してきた殺戮用AIロボット等を破壊・分析し、そのパーツで自分自身を改造して現在の姿となった。ボフォイに復讐する事を目的としており、同じ宿敵を持つジェノスに共闘を持ちかけている。戦闘スタイルは箱型の武装を変形させ、体に一体化させて行動/攻撃することができる『戦術変形』を駆使して戦う。戦術変形は将棋の駒をイメージしたものになっている。この戦術変形は強力であるものの、エネルギーが無いと使えないという短所がある。
ダークマター編では、ジェノスに「メタルナイトはお前の敵だ」と意味深な言葉を残してその場を去った。
極めて用心深い性格で、勝利のためには仲間を犠牲にすることも厭わない。怪人協会編では決戦前に単独で乗り込んだ後に音信不通になったためセキンガルからは戦いの中やられたものと思われていたが、実は敵の情報や人質の場所等を調べていただけだった。協会にそのデータを送信するつもりだったものの自身が裏切り者と睨んでいたメタルナイトに通信を傍受されるリスクを考え、あえてデータを送らなかった。
サイタマを恐れて地上へ逃げてきたニャーンと遭遇し、交戦。ニャーンが慢心し油断していたことと、事前に得ていた戦闘データのおかげでさほど苦戦せずに勝利。生物模倣兵器の研究のためにニャーンの体を回収した。
その後は、サイコスのサンプル回収の為、彼女と交戦し、間接的にヒーロー達の手助けをした。
戦局に合わせてバトルスタイルを大幅に変化させられる戦術変形のバリエーションは普段の通常形態を「歩」とし、下半身が馬となり立体移動を得意とする「桂馬」、巨体となりパワーに特化した剛腕の「角」、両脚のタイヤでスピーディーな移動能力を得る「香車」、高機動な飛行能力を得る「飛車」、両腕に刃物を形成し切り裂く「銀」（これは金など他の形態でも部分的に発現可能）、基礎能力の大幅な底上げと共に強力な熱を発し敵を焼き尽くす「金」という構成となっている。その他、怪人を拘束する怪人拘束器「詰」を有する。
豚神
声 - 浪川大輔
S級10位。常に何かを食べている肥満体の巨漢。分厚い皮下脂肪はあらゆる衝撃を吸収し、自分よりも遥かに大きな敵を丸呑みにして倒すという異様な戦法を駆使している。その際に身体の容積が人間ではありえない変化を起こすため、童帝や三剣士がその状態を理解できなかった。日頃から怪人を食らっているためか、毒物に対しての耐性も持つ。仲間を丸呑みにして体内に保護することも可能。また、極端な空腹状態に陥ると一般人並みの体型になったり、着ていた服はテントと間違われるほど痩せ細くなる。
自分からはあまり動かないが物事を深く見据えて行動しており、責任感も強い。ガロウとの戦いでは何らかの奥の手を使おうと逡巡したが、今は予言の時ではないと考えて使用しなかった。
怪人協会の壊滅後もエビル天然水が生存していると睨んで、入院中の病院を抜け出しエビル天然水を丸呑みにする。腹部の周辺を貫かれ胴体に複数の穴を開けられるも、平然と消化して倒した。入院時にヒーロー協会から発信器をつけられて監視されるなど、度々無茶を押して出動している様子。本人は「ヒーローとしての責任」と割り切っている。
超合金クロビカリ
声 - 日野聡
S級11位（元C級383位）→ネオヒーローズ・ネオリーダー。27歳。常にパンツ一枚の姿で、全身の筋肉が黒光りしているスキンヘッドの男性。災害レベル鬼の怪人である蟲神や覚醒しつつあったガロウの攻撃をも全く寄せ付けない堅固な防御力を誇り、昆虫の強さを目指したと語るその筋肉の鎧はヒーローネームの由来になった。ヒーロー界においてシルバーファングと双璧を成す肉弾戦の頂点と評価されている。ドラマCD『マジCD』 (2) によるシミュレーション上では災害レベル「竜」の阿修羅モード状態の阿修羅カブトに15分にて勝利する実力を持つ（クロビカリ自身は無傷）。本人曰く、タンクトップマスターやぷりぷりプリズナーとは比べ物にならないほどに鍛えているとのこと。プリズナーからは「クロちゃん」と呼ばれている。
元々は運動の苦手な虚弱体質だったが、15歳から人間の限界を超えるほど筋肉を鍛え続け、鋼鉄を超越した硬さの身体を獲得。あらゆる運動・競技で群を抜いたパフォーマンスを見せつけた後、活躍の場をヒーロー活動へ移した（まだ体が黒光りしていない頃は髪を生やしていた）。
必殺技は驚異的な威力でパンチを叩き込む「超合金バズーカ」。
その経歴と筋肉への自信からナルシスティックな面があるが、我の強い他のS級ヒーローの間を取り成したり村田版では怪人に狼狽えた様子のヒーロー協会の幹部たちを落ち着かせようとする等、S級の面子の中では冷静で常識的な行動を取る。ただし落ち着かせるために筋肉を見せたり鋼鉄が生身に敵わないと発言したりと、筋肉に対する認識はどこか世間とズレている。
S級でもトップクラスの実力者だったが、ガロウとの戦いで初めて敗北を経験。「自分は全力でぶつかり合う熱い闘いではなく、ただ気持ちのいい勝利を求めていただけ」と気付いて心が折れてしまい、一度はプリズナーの叱咤激励によって奮起し再びガロウに挑むも、敵わず敗れる。それ以降どんなに筋肉を鍛え抜いても次の戦いを想像することに恐怖を覚えるようになり、ヒーロー活動を引退。ネオヒーローズに移籍し、トレーニングのインストラクターやスパーリングパートナーとして働くことを決意した。
番犬マン
声 - うえだゆうじ
S級12位（元C級301位）。犬の着ぐるみを着用している。覚醒前のガロウを一蹴する実力と鋭い嗅覚を持つ。四足歩行による跳躍とスピードを活かした接近戦を得意としながらパワーも兼ね備え、その戦い振りは完全に獣のそれであり覚醒前のガロウの対人格闘技術も番犬マンには効果が薄く、ガロウには「人間とは別の生き物だ」と評された。サインには応じない主義。
理由は不明だが、行動範囲を屈指の災害ホットゾーンであるQ市に限定している。その代わりQ市に出現した怪人を確実に排除してきた実績を持ち、村田版では隣町の住人が市内のシェルターよりもQ市に避難するようになった。
行動範囲が狭く怪人協会との対決にも協力しなかったため出番は少ないが、転生フェニックス男からは彼のヒーロー協会に媚びへつらわない態度に関心を持たれており「童帝と共に着ぐるみ怪人になれる素質がある」と認識されていた。
閃光のフラッシュ
声 - 鳥海浩輔
S級13位。25歳。愛刀「瞬殺丸」を使う無表情な剣士。村田版では髪飾りとブローチを装着している。サイタマには怪人と間違われてしまい勝手に「怪人前髪ジャーマ」と名付けられた。
光速のヒーローと呼ばれ、純粋な戦闘の場においてはS級ヒーローの中でも一級品と言われており相性次第では災害レベル“竜”の怪人を倒すことも可能な程で、シルバーファングやアトミック侍、超合金クロビカリと共にS級最高クラスの実力者。本人曰くスピード自慢はしたことがないらしいが、自信は持っているようでサイタマに自身のスピードを上回られた際にはかなり動揺していた。主な武器は刀だが、肉弾戦をこなすことも可能。とあるきっかけで愛刀「瞬殺丸」とともに全身（ONE版では右腕）が瓦礫に埋もれてしまい、偶然その場にいたサイタマに瓦礫の撤去作業を頼んだ。無事抜け出すことはできたのだが、身体ではなく武器を護るために無理やり協力させられたことにサイタマは怒り、思わずツッコんだ衝撃で結局刀は折れてしまった。サイタマの運動能力は高く評価しているものの弟子にして戦いの極意を教えようとする等、サイタマの実力が自身とは別次元のものであることは見抜けていない様子。
必殺技は超スピードで斬りつける「閃光斬」、残像を見せる移動術「流影脚」、跳躍からの蹴りを繰り出す「風刃脚」。
音速のソニックと同じく忍者の里の出身で、彼とは「終わりの44期」の同期。卒業検定で教官・役員・同級生など里の施設関係者を皆殺しにして忍者の里を壊滅させた過去を持つため、里の出身者達に狙われていた。「黄金の37期」出身であるウィンド・フレイムと対峙した際、自分の実力の理由は「他の誰よりも修行した事」と述べ、里では途中まで落ちこぼれを装いあえて最も厳しい扱いを受けることで己を高めていた。
バッド（金属バット）
声 - 羽多野渉
S級15位（元C級223位）→ネオヒーローズ・ネオリーダー。17歳。リーゼントに短ラン、ボンタンの変形学生服、赤色のコンプレッションシャツという古典的なヤンキーのような風貌をしており、金属バット1本のみで戦う。見た目そのままに喧嘩っ早い性格だが、ピアノを習っているという妹のゼンコには頭が上がらないらしく、「暴力を見せない」という約束を彼女と交わしている。
村田版でシババワを知らない描写があるなどあまり教養はないようだが、ゼンコのピアノ発表会や猫の出産を押してヒーロー協会の仕事のために駆け付けるなど、仕事に対しては真面目。格闘技術の類いは知らず一見するとただバットを振っているだけだが、洞察力に優れており怪人の弱点を相当な早さで看破している。強さの秘訣は「気合い」らしく、自分が大きなダメージを受ければ受けるほど強くなるという特異体質を持っている。
必殺技はバットを何度も叩き付ける「気合い怒羅厳シバき」、バットを待ったまま高速回転する「気合い野蛮トルネード」。「鬼でも竜でもいける」と啖呵を切るだけの実力はあり、怪獣や怪人の体を苦もなく破壊している。終始圧倒していたガロウもゼンコの横槍がなければ不意の一撃を食らいそうになり、もしやられていたら勝敗は分からなかったとまで認めていた。
C級ヒーローだった頃は普通の金属バットを使用していたが、怪人を倒す度に折れていたためS級ヒーローに昇格する際には協会へ特注の金属バットを要求した。ネオヒーローズに移籍して以降はネオヒーローズから支給された金属バットを使用しているが、トゲや電撃などが出るといった細工を余計だと感じている。
ネオヒーローズにスカウトされ、留守中の自宅の警護や猫の世話などの追加条件が決定打となりネオヒーローズに移籍。ネオリーダーとしてのデビュー戦で怪人を退治した後、他のネオリーダーが苦戦していると報告を受けて現場に駆け付ける最中、エリミンとデストロがゼイダッツとインフェルシネイヴ をどこかへ運んでいる姿を目撃した。ゼイダッツとインフェルシネイヴの覇気の無さに、違和感を感じ、デストロとエリミンを問い詰める。
ネオヒーローズの医療技術の説明をされ’’回復室,,に案内されるが、マースレイオとココウに襲われる。止めるように促すが、抹殺命令を与えたことで吹っ切れて、そのままデストロとエリミンと対峙する。
タンクトップマスター
声 - 小西克幸
S級14位→S級16位。タンクトップを着たヒーロー集団「タンクトッパー」のリーダー。タンクトップの動きやすさと強靭な肉体を最大限に活かした肉弾戦を得意とする、典型的なパワーファイター。「タンクトップとは強さそのもの」と考えてタンクトップの性能を最大に引き出す「タンクトップの似合う男」であることを自負しており、圧倒的な力を見せつけられたタツマキの超能力やボフォイ博士の科学力を超えるべく日々己を鍛えている。本人曰く、ほとんどの怪人を一撃で倒してきたとのこと（それを聞いたサイタマは彼に関心を持っていた）。
冷静沈着な性格。自身とガロウとの戦闘で仲裁に入った無免ライダーに暴言を吐く舎弟を諫めるなどれっきとしたヒーロー精神を持った人物であるが、彼の舎弟はタンクトップマスターの影に隠れて他のヒーローを蹴落とそうとするなど粗暴で傲慢な者もいる。
タンクトップベジタリアンを痛めつけた悪党へのお礼参りとしてガロウと対峙するも、人間だからと手加減し過ぎたせいで、あまり効いた様子はなく、それ以降は動きを読まれて本気を出したガロウに圧倒され、彼が「ヒーロー狩り」であることを知り驚きながら敗北した。村田版ではこの戦闘を経てガロウの危険性をいち早く肌で感じ、敗北後に無免ライダーと共に入院。無免ライダーの見舞いに訪れたサイタマに「格闘技に優れたガロウはヒーローの倒し方を知っている」とガロウの危険性を分析して語っており、サイタマが格闘技に興味を持つきっかけを作った。
タツマキによって怪人協会が地上に引きずり出された際は、市民の安全の確保とヒーロー達の手助けのため、無免ライダーと現場に向かい、彼はヒーロー達の手助け、無免ライダーは市民の避難を担当するという連携を見せた。
必殺技は地面を打ち鳴らし、相手の動きを止めて体当たりを食らわせる「タンクトップタックル」。かなりのパワーを誇っており、一度倒したガロウですらジェノスと対峙した際にはタンクトップマスターのパワー並みに凄いとその力を認める発言をしており、S級の中でも突進力では特に秀でている事を物語っている。
ぷりぷりプリズナー
声 - 小野坂昌也
S級16位→S級17位。33歳。筋骨隆々のオカマ。一人称は「俺」。基本は普通の男性口調だが、場合によってはオカマ口調になる。瓦礫の中を泳ぐ超人的な技で埋もれた仲間たちを助けたり、敗北で心が折れた超合金クロビカリに体を張って活を入れるなどS級の中では仲間想い。自身が劣勢でもそこからレベルアップする強い精神力と熱い正義感の持ち主。
気になった男（本人は「男子」と呼ぶ）は全員チェックし、見境なく襲ってしまうためにヒーローでありながら服役中の身。ヒーロー活動の度に脱獄を繰り返している。村田版の番外編によると最初にどのような罪で服役していたかは不明だが囚人の1人の話では、1年近く前にプリズナーがA級賞金首（現在では別人のような腑抜けに変わり果てている）を捕まえ、その賞金首と一緒に刑務所にやってきて服役したという。さらにプリズナーは「犯罪者の男なら襲っても問題ないし、捕まえれば社会のためにもなる」と考えて、自発的に監獄「臭蓋獄」に入るようになり、やがて気に入った男性犯罪者や事件をニュースで見ればその度に脱獄する為、その度に刑期が伸びるようになり現在に至る。臭蓋獄では元A級賞金首が幾人もいる囚人たちをまとめ上げ彼にとってのハーレムを築いており、実質的には刑務所内の治安維持に一役買っている。
男の守備範囲も広く、囚人たちは彼からキスなどをされることを恐れている。囚人としては不真面目でよくサボっている。ただし本心で彼を慕っている者も一定数存在するようで、ニャーンが囚人達を怪人化させようと臭蓋獄に来た際でも怪人細胞を食べずに残った者や、彼が怪人協会への戦いに赴く際には手編みのセーターを渡した者もいる。
実力は「自称平均的成人男性」。 他のS級と比べると自分は足元にも及ばないと卑下しているが、それでも「自分はS級ヒーロー」と自負するプライドは持つ。事実、その強さも充分化物であり、常人では脱獄不可能な臭蓋獄から防壁をタックルでぶち抜くという形で脱獄し、鬼レベルの怪人を木端微塵。挙句の果てには異常なタフネスに怪人達からはドン引きされ、災害レベル竜の怪人の攻撃にも耐え、巨大な壁をクロールで掻き分け地中に潜る離れ業を行い、終いには剃刀で皮膚を切ろうとしても逆に折れてしまう等、怪人や凶暴性の高い囚人達からは文字通り化物呼ばわりされている。なお、これらの原理は本人曰く「愛」から来るものらしい。
戦闘時には筋肉を最大限に盛り上げ、衣服が全て破れて全裸になり戦闘力が向上する「エンジェル☆スタイル」と化す。必殺技はエンジェル☆スタイルに変身して繰り出す連続の拳打「エンジェル☆ラッシュ」。深海王との戦いで「連打とは闇雲に拳を振り回すのではなく、一発一発殺意を込めて打つもの」と深海王から身を以て教えられ「ダーク☆エンジェル☆ラッシュ」を体得した。その後、怪人王のアジト内での戦闘では各種異なる攻撃を浴び続けながら、それをあえて海より深い愛情で受け入れる（または痛みを快感に変換する）「エンジェル☆ハグ」を行う。その結果、身体が小刻みに震え出し、その微振動を加えた「バイブレーション☆エンジェル」を体得、さらにそれにより強化された新必殺技「バイブレーション☆ダーク☆エンジェル☆ラッシュ」を考案し、仲間の怪人を吸収し強化されたレベル鬼のバキューマを一瞬で粉砕した。またそれを応用し超音波ドリルのように地面を泳ぐように掘り進む「エンジェル☆クロール」をあみ出し、以降の追跡や仲間救出に役立つ。またダメージの蓄積で防衛本能が進化した体中の体毛を急速に生やし防御力を高める「エンジェル☆剛毛アーマー」も身につけている。

#### A級ヒーロー
リスト内に名前があるヒーローはリンク先を参照。社会的影響力の大きいランクで、戦闘能力にも優れているヒーロー。人数は約39名で、単独で災害レベル「虎」の怪人を倒すほど実力を持っており、中でもA級ヒーローの最上クラスは災害レベル「鬼」を倒すことも可能。現在サイタマもこのランクに入っている。
| ヒーロー名               | 順位        |
| ------------------------ | ----------- |
| ハゲマント（サイタマ）   | A級39位     |
| タンクトップベジタリアン | A級9位→引退 |

ビュウト（シークレット仮面 → イケメン仮面アマイマスク）
声 - 宮野真守
A級1位。24歳。「アマイマスク」と略して呼ばれることが多い。ヒーローとアイドルを兼業している。人気だけでなくS級上位クラスの身体能力と戦闘力を持っており、心臓を貫かれても平然としていたり、ブサイク大総統に身体を引きちぎられても元に戻ったり、斬られた腕を瞬時に接合する（切断面が綺麗でないと糸で縫う必要があるらしい）など強い再生力を備え、その素性には謎が多い。ただしブサモンなど極度のブサイクと相対すると、嫌悪感のあまり戦闘どころか相対することすらできなくなってしまうのが弱点。
テレビのインタビューやコンサートでは優しげな好青年風だが、ヒーロー協会内では極めて傲慢に振る舞っている。「悪」に対して強い憎しみを抱き、協会から生け捕りを指示された標的ですら構わず殺害するなど一切の容赦をせず、ヒーローの在り方に対しても「ヒーローは『悪』に絶対に敗北してはならない」「ヒーローは常に完璧な存在でなければならない」という非常に厳しい考え方を持つ。怪人に対して敗北・苦戦したり市民への被害を防げなかったヒーローには、如何なる事情があろうとも（自らが実力を認めたS級であろうとも臆さず）辛辣な言葉を投げかけている。逆に怪人と一晩中戦っていた（と勘違いされた）キングの在り方は素直に認めている。
上記の通り正義感は強いが、それが行き過ぎるため悪には強い嫌悪感を抱き、また上手く行かないことがあると他のヒーローたちに危害を加えようとするなど自暴自棄になりがちな一面を持つ。一方で、鏡に映る自分を見ては自らの美しさに酔いしれるなどナルシストな一面も持つ。
実力の足りない者はS級にさせないという考えから敢えてA級1位に留まり続けているが、ヒーロー協会からはその徹底したヒーロー精神やアイドルとして世間に有する強い影響力を信頼されアドバイザーとしてヒーローたちの昇格審査にも立ち会うなど、協会内で他のヒーローにはない一定の権力や政治力を有している。これらのことから、アトミック侍の三弟子を筆頭とする「S級になれる実力のA級ヒーロー」たちのS級昇格を厳しいものにする障壁になっているとされる（しかし現在のところ、作中直接誰かのS級昇格を妨げた描写はない）。
自分では歯が立たなかった怪人ガロウを難なく撃破したサイタマを「圧倒的な強さという華がある」と評し、彼に強い関心を持つとともにA級昇格を認めた。
昔は今とは全く違う醜い見た目でありコンプレックスを持っていたが、せめて内面だけは綺麗でいたいと品行方正を志して生きていた。ヒーロー協会が設立された時はいち早くヒーロー試験にチャレンジし、当時はザル審査であったため容易に合格する。自分の顔を晒すのに躊躇いがあったため仮面を装着したままヒーロー活動をしていた（B級昇格時のヒーローネームは「シークレット仮面」だった）が、ある日の怪人との戦闘中に仮面が割れてしまい別人と化していた自分の顔を見て、自らの醜さを呪うあまり怪人になってしまったことに気づく。完全な怪人になってしまうことへの恐れから怪人を殺すことでしか自分をヒーローと証明できないと焦ってさらに心も怪人へ近づき非情になっていった結果、今のような性格になった。
そしてサイタマに自分自身の理想のヒーローを託すために遊園地へ訪れた際、災害レベル「竜」の嫌なピエロと戦ったが、このままでは負けてしまい多くの犠牲者が出てしまうという状況に陥る。自らが素の状態になって戦えば人々を救えるが、大衆の前で醜い姿を晒せば今後のヒーロー活動も危ぶまれるという苦渋の選択を強いられることになる。しかしサイタマの言葉を思い出して怪人の姿になり、再度嫌なピエロに立ち向かった。
怪人状態の戦闘力はS級上位に匹敵し、災害レベル「竜」の怪人をパンチで粉砕できる程の破壊力・凶暴性を発揮する。しかし、一度変身を解除すると元の姿にはそう簡単に戻せないらしい。
怪人状態の戦闘力で嫌なピエロに辛勝するも、周囲の群衆やメディア中継を通じて世界中に正体を知られてしまう。困惑と失意の声に包まれる中、駆け付けたサイタマからは「お前はちゃんとかっこいい奴だったんだな」と最大限の称賛を受けた。サイタマが彼と戦うフリをして、市民から遠ざけ逃がしてくれた。その後、ロボット達による都市部の破壊活動が勃発した際には、逃げ損ねた子供の好きなヒーローに変身して助けたり、一般人になりすましロボット達を破壊し市民の救助を手助けしていたが、元同じ事務所でネオに移籍した若手グループ「ネオ微炭酸BOYS」に発見され、怪人であった事を非難する彼らに反論する資格はないとアマイマスクの姿に戻り、無抵抗で攻撃を受け入れ、連行される。しかしバトルスーツの暴走で自我を失った彼らに一方的に攻撃され、変身を解除して対応している。
イアイアン
声 - 細谷佳正
A級2位。23歳。アトミック侍の弟子でA級三剣士の一人。西洋鎧を装備し、居合いを得意としている。愛称は「イアイ」。暗黒盗賊団ダークマターのメルザルガルドに左腕を消し飛ばされ、以降は隻腕となる。
S級ヒーローの面々よりは柔軟だが頑固な一面ももち、サイレスラーとの戦いでは、サイレスラーの角を斬ることにこだわったことを師匠であるアトミック侍にたしなめられた。自分の実力はS級ヒーローには及んでないことは自覚しているが、それでも強くなろうと必死に努力している。
サイレスラーと対峙した際は、他のA級以下のヒーローの攻撃が良くて30点と評される中、サイレスラーの突進を止めるなどして69点と評されるなど、他のA級以下のヒーローと比べて頭一つ出た実力を有している。師匠であるアトミック侍には遠く及ばないものの弾丸よりも遥かに速い剣速を持ち、鉄砲への対処法は不要なほど。
戦闘能力はオカマイタチとブシドリルの3人でS級に相当する。3人合わせて災害レベル鬼以上の怪人を倒したり、怪人によって洗脳された傭兵部隊を正気に戻した後は、そのまま彼らを地上まで救助活動を行うなど実力だけでなく連携にも優れている。
オカマイタチ
A級3位。26歳。アトミック侍の弟子でA級三剣士の一人。女装したオカマ。アトミック侍やイアイアンらからの愛称は「カマ」。
思い込みが激しく、怪人に惚れやすい。必殺技は刀から衝撃波を飛ばして相手を切り裂く「飛空剣」。飛空剣は、師匠のアトミック侍も使用可能。
ブシドリル
A級4位。37歳。アトミック侍の弟子でA級三剣士の一人。野武士姿の男。愛称は「ドリル」。
ドリル状に展開する特殊な刀の使い手。
ドリル状のものは鞘にもなっており、中身は刀剣という両用になっている。
重戦車フンドシ
声 - 相馬康一
A級5位。35歳。フンドシのみを身に着けた筋骨隆々の巨漢。髭を生やしているように見えるが実は鼻毛である。
必殺技は高い破壊力を誇る「戦車砲パンチ」だが、ガロウに軽く受け流されてしまった。
ブルーファイア
声 - 長谷川芳明
A級6位。19歳。中華服を着用した三白眼の青年。ガロウとの戦闘で右腕を失った。
必殺技は腕に仕込んだ火炎放射器から青い炎を放つ「火葬」。炎を放つ際は両腕を交差させるなどの予備動作を行い、あたかも超常的な力で炎を出現させているかのような演出を行っているが、ガロウに看破され「小細工」と嘲笑された。
テジナーマン
声 - 村上裕哉
A級7位→A級11位。手品師のような格好の男。村田版では新聞に広告を出しており、普段は宴会の余興などを請け負って活動しているらしい。
多彩な技を有しており、スティックから煙幕を出して広範囲の視界を遮る「七色煙幕」や、帽子から白いカラスを大量に出す「獰猛白カラス」、口から吐き出して攻撃する「マジックブレス」などがある。
トリッキーな戦法が特徴な彼だが、ガロウに一蹴された。
デスガトリング
声 - 白石兼斗
A級8位。顔に十字傷を持ち、左腕にガトリング砲を装着している。ガトリング砲の回転率を急激に上げて一気に全弾撃ち尽くす「デスシャワー」という技を持つ。怖い顔立ちをしているが、愚直な正義漢。撃ち尽くした際には近接戦闘用武器としてナイフも携行する。村田版では、自分とS級ヒーローの実力の違いに対するコンプレックスを抱え、S級ヒーローとの待遇の違いに不満を持っている。そのため、A級とB級の実力者を選抜・統率してガロウに挑み、討ち取ることでA級以下のヒーローの存在価値を世に示そうとした。ガロウの殺害を厭わぬ姿勢で苦戦させたものの最終的には全滅させられ、ガロウにはヒーローを名乗りながらランキングや世間からの評価にこだわりすぎていることを酷評された。
スティンガー
声 - 関智一
A級11位→A級10位。24歳。槍先がタケノコのような形状の愛槍「タケノコ」で戦う。性格は明朗快活でやや自信過剰気味だが、海人（深海）族10体（災害レベル虎相当）を単独で撃破する実力者。C級赤マフの肉体強度が100に対して彼は1600とのこと。
アニメでは深海王に敗北した後、イナズマックスと共に入院していたが、後に退院。第11話では壊滅したA市に駆けつけ、被災者の救助に尽力した。
必殺技は槍を回転させて貫通力を増した突きを放つ「ギガンティックドリルスティンガー」。4連続で放ち、瞬時に4体の敵に風穴を開けていた。
ツインテール
A級11位。ツインテールで道化師のような服装をした人物。目隠しをしている。あらゆる暗器のジャグリングで敵の息の根が止まるまで続くデスループが必殺技。武器は小さい鉄球やマラカスなどを用いる。
大哲人
A級13位。本を読んでいるギリシャ風の寡黙な大男。C級赤マフの肉体強度が100に対して彼は2442とのこと。怪人の存在理由について哲人らしく悩むが、結局よく分からないので本で殴る。
元々は村田版にのみ登場していたが、原作116話にて逆輸入の形で登場している。
必殺技は本を鈍器にして敵に叩き付ける「3t哲学全書」。本で敵の攻撃を防ぐ「叡智の盾」。
バタフライDX
声 - 堀総士郎
A級16位。ヒーロー協会本部の居住区102号室に住んでいる。
非常に目立ちたがり屋（フォルテ曰く「自己顕示欲の塊」）で、サンバカーニバルで着られるような派手な蝶のコスチュームを身につけている。毛深いため、サイタマに「部屋に毛を落とすなよ」と注意された。
背中の羽をハンググライダーのように使い、ビルの屋上から屋上へ飛び移ったりすることが可能。キングやフブキといった上級ヒーローと交友のあるサイタマには、鎖ガマと共に驚きを隠せずにいる。
ゲンジ（雷光ゲンジ）
声 - 佐藤元
A級17位。24歳。村田版にのみ登場。ヒーロー協会の行った定期災因調査ではD市を担当。
ゲンジボタル姿の鎧で身を包んだ小柄な男。ギミックを施したローラースケートや電気を纏ったスタンバトンを操るが、
電気攻撃が一切通用しないデンキナマズ男と舞妓プラズマのコンビに長所を無力化され、敗北。
マックス（イナズマックス）
声 - 保志総一朗
A級20位→A級19位。21歳。火薬を仕込んだ靴による「稲妻蹴り」で戦う。村田版では「ハイパー空手」なる格闘技も修めている様子。
アニメ第1話ではスマイルマンと共にワクチンマンに挑むが、一蹴される。その後、深海王戦を経て第11話でスティンガー、無免ライダーと共に壊滅したA市に駆けつけ、被災者の救助に尽力した。
第22回スーパーファイトでは、「ハイパー空手」の使い手として初出場。A級ヒーローではあるが、格闘家としての実力が疑問視され逆シードになるも、初戦でリンリンに圧倒的な差を見せつけKO勝ちする。しかし、女性に手を出したとして一部の観客からブーイングを浴びせられた。第二戦でスイリューにKO負け。その後、試合会場に乱入してきたゴウケツに、ヒーローとしてスネックと共に勝負を挑むも、一瞬で遥か彼方へ蹴り飛ばされた。スネックと共にヒーロー活動時の服装に着替えて試合会場に戻り、スネック、スイリューと力を合わせ三羽ガラスを倒したが、スイリューを逃がすためにスネックと共にゴウケツの足止めをし敗北。しかし危機に駆けつけて怪人を倒す姿や自分より遥かに強い怪人にも挑む姿は、スイリューの心に強く残った。
一発屋（ワンショッター）
A級22位。村田版にのみ登場。大型のライフルを持ったヒーロー。口癖は「そういうとこ(だよ)」。
遠くにいる怪人を察知し、怪人が撃ってきた銃弾ごと破壊し相手を倒すという正確無比な狙撃を得意とし接近戦もこなせる実力者だが、肝心なときにジャムり（弾詰まり）やすく、普段もわりあい寡黙だがそうなると弱気になる。
怪人協会に連れ去られたワガンマについて、イイトコに生まれても大変なんだなと同情していた。
グリーン
A級24位。
三日月フトマユゲと共に、富裕層を対象にしたヒーローマンション説明会に身辺警護人として駆り出される。幼少期から体内で飼っている植物は神経も共有しており自在に操れるが、栄養を奪われるのでグリーン自身は虚弱気味とのこと。
怪人を縛り付けたり、バラバラにしたり、出口を塞いだりなど応用の幅は広い。
三日月フトマユゲ
A級25位。その名の通り、額にある三日月の装飾と太い眉毛が特徴の剣士。必殺技は「三日月連斬」。
グリーンと共に、富裕層を対象にしたヒーローマンション説明会に身辺警護人として駆り出される。
スマイルマン
声 - 山口崇浩
A級27位。26歳。スマイルマークが特徴のコスチュームだが、本人は笑わない。「笑えない」が口癖。武器は巨大なけん玉。
B級69位のクライングマンとC級255位のアングリーマンは弟で、かつては無愛想ブラザーズと呼ばれて人気もイマイチだった。表情付きのコスチュームを身につけてからも支持が低く、結局は強いヒーローが人気があるということに気付き怪人退治に力を入れるようになる。
実際にトレーニングしたからなのか、災害レベル鬼の拳闘魔人の攻撃を受けても倒れないなど実力は高いと思われる。
黄金ボール
声 - 荒井聡太
A級29位→A級26位。28歳。村田版にのみ登場。ヒーロー協会の行った定期災因調査ではZ市を担当。バネヒゲと仲が良く、協会からも戦闘力が高い2人と評される。普段は呑気な性格に見えるが、敵の動きや冷静な状況判断ができる洞察力を持つ。
形状記憶弾金という、発射するとミサイル状に変形する鉄球をスリングショットで発射し、怪人を倒す。必殺技は跳弾を利用して四方八方から攻撃を浴びせる「ゴールデンブレイクアウト」。
バネヒゲ
声 - 保村真
A級33位→A級28位。47歳。村田版にのみ登場。カイゼル髭でタキシードを着用した中年男性。名家出身であるが、レールに乗った人生を良しとせず、一流企業に進むよりもヒーローになる道を選ぶ。趣味も兼ねて喫茶店を経営している。ヒーロー協会の行った定期災因調査ではZ市を担当。黄金ボールと仲が良く、行動を共にすることが多い。
剣聖会のメンバーの系列流派の剣士で、天才と言われるほどの実力者。手品のように取り出したレイピアを用いてフェンシングのスタイルで戦う。必殺技は剣先をバネ状に縮めることによって強力な突きを放つ「踏無暴威（トムボウイ）」で、尋常でないほどの射程距離と貫通力を誇るが、その特性ゆえに市街地などの人口密集地では使用できる状況が限定されてしまうという弱点を持つ。
師匠であるニチリンによると、A級下位に甘んじているのは技の貫通力が高すぎて人里では水平撃ちができないためで、踏無暴威の連続技である踏無暴雨威で大量の黒い精子を倒すなど、条件さえ整えば災害レベル竜の怪人にも対抗可能な実力を持つ。また、ヒーローランキングでは上のイアイアンからも敬意を持って接されている事からも、本来の実力はイアイアン以上であることが窺える。
ナルシストイック
A級29位。村田版にのみ登場。口にバラを加えたナルシストのような格好をしている。顎が異常なまでに尖っている。同じA級のアマイマスクをライバル視しているが相手にされていない。
見た目とは裏腹に泥臭い肉弾戦を得意とし、時にはそのあたりにある交通標識やコンクリートブロックといったものを武器に用いることもあるラフファイター。必殺技はナックルダスターを両手につけて殴る「ローズメリケンサック」。
桃テリー
A級30位。村田版の番外編『迷い猫』に登場。桃太郎のような格好（西洋風にアレンジされている）をしたコーカソイド。実家は団子屋で、戦う前の口上が長いらしい。
フォルテ
A級31位。24歳。ヒーロー協会本部の居住区101号室に住んでいる。
常にヘッドホンとウォークマンを着けており、音楽のリズムを取り入れた動きで戦う。ファッション誌に載った経験もある。年齢や先輩後輩といった序列や上下関係、上級ヒーローのネームバリューには弱い。
怪人協会壊滅後、バタフライDX、鎖ガマと共に住居を失いヒーロー協会本部の居住区に引っ越してきたサイタマに絡み、些細なことで腹を立ててサイタマに勝負を挑むも、勝負の直前に後ろから来たフブキ組の車に轢かれ失神、右足を骨折した。
入院中に改めてサイタマへのリベンジを誓うが、タツマキとの戦闘中に壁に叩きつけられながらも平然としているサイタマを目の当たりにし、リベンジを断念。サイタマに対する態度を改め協力的になり、彼を受け入れようとバタフライDXと鎖ガマに呼び掛けた。
シャドーリング
A級32位。忍術を用いて戦う。
フラッシュからは素顔を隠している状態で女だと見抜かれており、ニャーンの攻撃を受けた際に素顔が露わになる。手裏剣の髪留めで短い髪を小さなツインテールにした少女のような見た目でスマイルマンと同様に目の周りが黒くなっているが、現時点では詳細は不明。
ドールマスター
A級33位。人形を操り、戦うヒーロー。操り人形に見える方が本体で、人形を操る人物は人形。普段は本体が人形のリュックの中に収納されている。
ヘビィコング
A級34位→順位不明。29歳。ヒーロー協会の行った定期災因調査ではW市を担当。
筋骨隆々の肉体に鎖をたすきのようにかけ、チャンピオンベルトのようなベルトを装着している。一人で怪人協会構成員災害レベル「虎」のマーシャルゴリラと戦闘するが手も足もです全身をナイフで切り裂かれ敗北する。
元々は村田版にのみ登場していたが、原作114話にて逆輸入の形で登場している。
フェザー
A級34位。自分達を便利屋扱いするヒーロー協会上層部を嫌ってはいるが仕事はきっちりと果たす。武器は両腕と両足から戦闘時に展開される鉤爪状の刃物。軽やかにジャンプして空中を回転しながら敵を切り刻む「無重力の空中殺法」を得意とし、その技は「美技」と評され、アマイマスクも「スター性があるかも」と一目置くほど。決め台詞は「ここがクライマックス」。
N市最大のギャング団「アイアンフィスト」に探りを入れ、捕らわれの身となったエリカを単独で救出に向かうも、彼女の正体を知り、絶体絶命の危機に陥る。エリカが自分に対して情が芽生えていたことを看破し敵に立ち向かうが、突如乱入してきたサイタマとタツマキによって「アイアンフィスト」は壊滅、エリカもタツマキのファンになってしまった。
エアー
A級35位。原住民のような姿で、ブーメランを武器として使用する。ガロウや怪人協会との戦いで重傷を負ったS級ヒーローを「鍛錬を怠った」と侮っている。
怪人協会壊滅後、豚神を連れ戻すために駆り出されるが、エビル天然水に喉を貫かれる。首をサイボーグ化することで一命をとりとめた。
鎖ガマ
声 - 相馬康一
A級36位。ヒーロー協会本部の居住区103号室に住んでいる。道着を身につけた鎖鎌の達人。
一流の武芸者であるが地味で人気がないため、キャラ作りでカエルの被り物を被ってからは子供からの知名度が少し上がったらしい。素顔は無精髭を生やした中年男で、飲食の際は被り物を外している。
スネック（原作では〈アクロバティック白スーツ〉、村田版では〈蛇咬拳のスネック〉）
声 - 三木眞一郎
A級38位→A級37位。37歳。原作では白スーツ、村田版ではヘビ柄のスーツを着ている。ヒーロー協会の行った定期災因調査ではF市を担当。「新人潰し」をすることもあるせこい性格の一方で、S級ヒーローやS級ヒーロー並に強い一般人の存在ゆえに自分の存在意義に悩みながらも怪人に襲われる人々の危機に駆けつけるヒーロー精神を持っている。
しなる腕での突きを得意とする「蛇咬拳（じゃこうけん）」という拳法の使い手。身に付けている蛇革スーツは、過去に退治された凶悪な蛇型怪人の皮を加工して作られた戦闘用スーツで、怪人による牙や爪、クチバシによる攻撃も弾くとのこと。A級最下位常連のため馬鹿にされることも多いが、災害レベル虎相当の怪人を撃破する実力の持ち主。
ヒーロー協会の合格者セミナーでサイタマとジェノスのセミナー担当を務めたが、二人の無礼な態度に終始苛立っていた。セミナー終了後、メガネ職員（後述）に二人の態度を愚痴るも、逆にジェノスはランキング上ではすでに格上、ヒーロー認定試験の体力試験で抜群の好成績を収めたサイタマにもすぐに追いつかれる可能性があると指摘されて、危機感を抱く。その後「新人潰し」と称してサイタマを襲撃するも、あっさり返り討ちにされた。
海人族編では、災害レベル鬼の怪人にはかなわないためシェルターに避難していたが、深海王がシェルターを破壊して出現した際には、一般人を守るべく他のヒーローたちと共闘して立ち向かった。
スーパーファイトではベスト4常連。第22回スーパーファイトに参加した際には、初戦でベンパッツにKO勝ち。第二戦でスイリューにKO負け。その後、試合会場に乱入してきたゴウケツに、ヒーローとしてマックスと共に勝負を挑むも、一瞬で遥か彼方へ蹴り飛ばされた。マックスと共にヒーロー活動時の服装に着替えて試合会場に戻り、マックス、スイリューと力を合わせ三羽ガラスを倒すも、スイリューを逃がすためにマックスと共にゴウケツの足止めをしてあえなく敗北。しかし危機に駆けつけて怪人を倒す姿や他者のために自分より遥かに強い怪人にも挑む姿は、スイリューの心に強く残った。
原作110話でヒーロー協会より漫画家WARNを殺害した怪人の捜索および討伐の任務を請け負うが、童帝から問題の怪人は協会幹部が非合法に横流ししていたのが脱走したものであること、そしてその怪人はすでに協会によって内々に駆除された後で、自分が協会が対応に当たっている体裁を保つためのポーズに過ぎないことを知らされ、上層部への怒りを露わにした。

#### B級ヒーロー
リスト内に名前があるヒーローはリンク先を参照。C級から昇格したヒーローで、チームや派閥などを作ったりしている。人数は約101名で、B級の中では最大勢力であるフブキ率いる「フブキ組」が存在する。実力は災害レベル「狼」を倒せるほどの力を持つ。
| ヒーロー名                 | 順位                     |
| -------------------------- | ------------------------ |
| ハゲマント（サイタマ）     | 一時B級（現在：A級39位） |
| フブキ（地獄のフブキ）     | B級1位                   |
| タンクトップブラックホール | B級81位                  |

マツゲ
声 - 長谷川芳明
B級2位。フブキ組。名前の通りまつ毛が長い。アイラッシュカーラーを武器にしている。
フブキの側近で、彼女がいない場合はチームを率いるフブキ組の実質右腕。
身長が理由でよく間違われるが、タツマキが姉で、フブキが妹と理解している数少ない人物の一人。
山猿
声 - 浜添伸也
B級3位。フブキ組。大柄な体型で、戦闘ではその体型に見合った怪力で戦う。
フブキの側近で、フブキとマツゲの3人で行動することが多い。
ワイルドホーン
声 - 濱岡敬祐
B級6位。ヒーローになる以前は土工で現場指揮を行っていた。全身を鎧のようなスーツでつつみ、杭打ち機を戦闘用に改造した「パイルバイソン」という武器で戦う。
村田版の番外編『戦隊』で初登場。怪人ウロコドン生け捕りのチームリーダーを務め、単独行動をしているサイタマに激怒したが想定よりはるかに強かった怪人ウロコドンには敵わず丸呑みにされ、サイタマに助けられた。
メガネ
声 - 坂泰斗
B級21位。村田版の番外編『吹き込む新風』に登場。眼鏡をかけた青年で、本名は不明。元々は会社員だったが、ヒーロー協会の広告を見てヒーローに転職。必死の努力でB級まで昇格するもフブキ組の圧力にはかなわずフブキ組に加入するが、自分の目的も見失い存在意義に悩んでいた。
後にサイタマと出会い、努力で驚異的な強さを身につけたサイタマの姿勢に感化されフブキ組を脱退。現在は鍛錬と努力を重ねながら単独でA級を目指している。目立った特徴は無いがスタミナと執念深さには自信があると自負している。戦闘ではボクシングを使うなど肉弾戦もこなせる。
ピンクホーネット
B級25位。村田版の番外編『戦隊』に登場。新体操選手のような恰好をしている女性。「技の商店街」と言われており、武器は新体操のクラブ（こん棒）。
スメルマスター
B級39位。村田版の番外編『戦隊』に登場。ガスマスクを着用している。様々な薬品を入れた試験管を白衣の下に装備しており、色々な匂いを調合できる。
引きこも侍
B級39位。侍の格好をしたヒーロー。内向的な性格で、ぼやく様に喋る。10年間、四畳半の部屋に引きこもっていたことで異常発達した五感により、狭い範囲だがパーソナルスペースに侵入した敵を敏感に反応できる。
ガンガン
声 - 杉崎亮
B級43位。肝の据わった銃大好き男。得意技は間接撃ちで、高い命中精度を誇る。接近戦は苦手。
ブッチャー
B級49位。大柄で傷だらけの体という厳つい外見だが、普段は一流ホテルで働く料理人。武器は巨大な肉切り包丁。
ジェットナイスガイ
声 - 長谷川芳明
B級50位。26歳。サイボーグ。海人族編にてシェルターに避難していたが、シェルターを破壊した深海王に他のヒーローたちと共闘して立ち向かった。かつてはC級でくすぶっていたが宝くじを当てたのを機に一念発起してサイボーグ化した。深海王との戦闘で破壊されるも後に再度改造を行い「ジェットナイスガイ・改」と改名し、パワーアップした。
必殺技は「アルティメットジェットストレート」。
鉄骨
B級57位。原作114話に登場。B級77位の骨と似たような格好をしている。ヘビィコングや桃テリーと共に、E市に出現した怪人・ネットサーファーズに立ち向かった。村田版での初登場の際のヒーローネームは「骨」である。
ニードルスター
B級60位。村田版にのみ登場。モーニングスターのような武器を持ち、耳たぶに安全ピンを刺している。
怪人協会討伐のサポートメンバーとして召集された際、セキンガルにヒーローランキングアップの確約を申し入れ約束させた。B級ヒーローの中では戦闘力は高く災害レベル「狼」「虎」クラスなら圧倒できる。
必殺技はモーニングスターで相手を瞬時に5回殴る「バイオレンススター」。
武器は自身の体の一部と化しており、軌道も自由自在に操ることができる。この武器は棘の出し入れも自在のよう。かつてフブキ組に所属していたが仲間内の喧嘩が理由で追放されており、いつか見返してやろうと1人で機をうかがってきたとのこと。作中では雑兵を圧倒していたが災害レベル「鬼」のサイレスラーには武器が効かず跳ね返されてしまう。その後は怪人協会の残党狩りをしていたがそこに現れた元幹部・ニャーンの一撃で瀕死に陥るも、ジェノスのおかげで治療所まで行けたため一命は取り止めた。
ダークネスブレイド
B級61位→B級56位→B級50位。20歳。村田版の番外編『夏』『センス』『数字』などに登場。
黒い鎧に身を包んだ男で、期待のルーキーと言われている。「流星魔烈鏡震剣（りゅうせいまれつきょうしんけん）」を武器に戦うが、所謂「中二病」な所があり話すと残念なキャラであるため、『センス』に登場した審査員たちには「喋らない方がカッコいい」などと酷評された。C級赤マフの肉体強度が100に対して彼は759と評されている。
ピコー
B級65位。フブキ組。元・プロゲーマーの男性。
クライングマン
B級69位。23歳。泣き顔のコスチュームが特徴だが、本人は無表情。武器は巨大な竹とんぼ。
兄にA級27位のスマイルマン、弟にC級255位のアングリーマンがいる。
罠天狗
B級70位。村田版の番外編『戦隊』に登場。名前の通り、天狗の面と服装をしている。ワイヤーロープで編んだ網などの様々なトラップを仕掛けるのが得意。
主将（キャプテン）ミズキ
B級71位。村田版にのみ登場。レーシングトップとランニングパンツを着用しており、首からメダルをぶら下げている筋骨隆々な大柄の女性。体育会系な性格で、「任務」を「種目」、S級ヒーローのことを「センパイ」、現場指揮官のセキンガルのことを「監督」と呼んでいる。
戦闘ではバトン型の武器を様々な陸上競技用のポール・槍・ハンマーなどに変形させて陸上競技の要領で攻撃したり、組み技で戦う。
三節棍のリリー
声 - 小澤亜李
B級74位。フブキ組。14歳。名前の通り百合の花飾りが特徴で、三節棍を武器に戦う少女。フブキに心酔しており、胸にパッドを装着してスタイルを真似ている。
元々は村田版にのみ登場していたが、原作105話にて逆輸入の形で登場している。アニメでは、タツマキがフブキの妹だと勘違いしている描写がある。
骨
B級77位。全身骨柄のタイツを着用している。骨が頑丈なのが取り柄で、牛乳を飲むとパワーアップする。
マッシュルーム
B級93位。村田版にのみ登場。ヒーロー協会の行った定期災因調査ではH市を担当。マッシュルームのような髪型をしている。
ダブルフォール
B級97位→29位。村田版の番外編『目撃』に登場。鼻に何らかの装置を付けており、この装置で鼻息の威力を増幅して戦う。武術もこなせる。
シューター
声 - 菅原慎介
B級99位。元・森の狩人。毒矢を放ち、怪人の体力をじわじわ奪い追い詰めて仕留める。怪人の視界の外から無数の矢の雨を降らせる。
どすけべ
B級100位。原作124話より登場。アーマーとフェイスマスクを装備した、両目に傷跡のある男。伸びる手を駆使して戦う。酷いヒーローネームを付けられた同志達と共にヒーロー協会に謝罪と改名を求める「ヒーローネーム被害者の会」を結成し、サイタマを幹部として誘い仲間に引き入れた。128話では協会本部前でサイタマや他の被害者の会のメンバーと共に改名を訴える抗議デモを起こす。その際に「どすけべにした理由を説明しろ」と訴えており、協会から名前の由来すら知らされていなかったようである。変更希望ネームは『マジックハンド』。サイタマを除けば被害者の会の中では最高ランクで、唯一のB級ヒーロー。
パイナップル
順位不明。村田版にのみ登場。パイナップル型の鎧を着用している。
必殺技は「パイングレネード」「濃縮パイン強酸ジュース」「パイナッ砲」。実力評価は10点未満とサイレスラーから酷評された。
ヒートエッジ
順位不明。原作138話より登場。炎を纏った2刀流の使い手。
バッタマン
順位不明。原作138話より登場。軽いフットワークを得意とするヒーロー。
毒パンチ
順位不明。原作138話より登場。体や頭部に毒模様が入っている。

#### C級ヒーロー
リスト内に名前があるヒーローはリンク先を参照。ヒーローランクの中で一番低く、最も人数が多い。大半が一般人とほぼ実力は変わらないが、連携技で犯罪者を倒したり、単独で怪人と渡り合えるものもいる。常にヒーロー活動をする必要があり、1週間以内に報告しないと除名されてしまうため、挫折するものが多い。
| ヒーロー名             | 順位                     |
| ---------------------- | ------------------------ |
| ハゲマント（サイタマ） | 一時C級（現在：A級39位） |
| タンクトップタイガー   | C級6位→C級13位           |

サトル（無免ライダー）
声 - 中村悠一
C級1位。25歳。ボディースーツに競輪風ヘルメットとゴーグルを身に付けた「正義の自転車乗り」。元々は原付免許を持っていたが、事件に急行するためにスピード違反を繰り返したため失効しており、現在は自転車「ジャスティス号」を愛車としている。
バトルスーツを装着したハンマーヘッドに一撃で倒されるなど戦闘力はあまり高くはないが、勝ち目の無い強敵に対しても逃げずに挑む勇敢な精神を持っている。本来、ヒーローの階級の1位は上のランクへの昇格権を得られるが、自分の実力はB級で通用しないことを自覚しており、C級1位として日々善行に励んでいる。格上のヒーロー相手でも毅然とした態度を取り、常に弱者に寄り添う姿勢を貫く好漢であり、その人柄ゆえに一般大衆からは高く支持されている。
海人族編では、避難民が逃げ込んだシェルターが襲われたという報告を受けて現地に急行。到着時には既に深海王がS級やA級ヒーローを戦闘不能にした状況を見て残ったヒーローが自分しかいないことを悟り、果敢に戦いを挑んだ。一方的に痛めつけられ瀕死になりながらも決死の覚悟で食い下がることで、サイタマが到着するまでの時間を稼ぐことに成功。その奮闘にはサイタマも「ナイスファイト」と称賛を送った。
村田版では、サイタマがB級へ昇格した際に深海王戦で助けてくれたことへの感謝の手紙を送り、その後屋台で一緒に食事をして以降友情が芽生えた。また、ガロウに敗北し入院した際には心配して見舞いに来るなどサイタマがヒーローとして認めている数少ない人物。
タツマキによって怪人協会が地上に引きずり出された際は、市民の安全の確保とヒーロー達の手助けのため、タンクトップマスターと現場に向かい、彼は市民の避難を、タンクトップマスターはヒーロー達の手助けを担当するという連携を見せた。
アニメ第11話ではスティンガー、イナズマックスと共に壊滅したA市に駆けつけ、被災者の救助に尽力している。
原作138話に於いて、バトルスーツの力とはいえ、元C級のサイタマを除いて災害レベル「鬼」の怪人を単独で退治する功績をあげ、ネオヒーローズに寄せられる民衆の期待をさらに高めることとなった。
必殺技は自転車ジャスティス号をぶつける「ジャスティスクラッシュ」、体当たりの「ジャスティスタックル」。
村田版の番外編『200円』ではサイタマと同じ中学校の同級生であることを窺わせる描写がある。
怪縛のシェル
C級3位。村田版にのみ登場。多くの縄を携えており、怪人を縄で縛ったあとは放置する。
十字キー
声 - 後藤ヒロキ
C級25位→22位。村田版にのみ登場。十字マークのついた仮面を被り、着ている服にも十字があしらわれている。子供には人気。
喪服サスペンダーを始めとする他のC級ヒーローとまとまって行動し「C級連合」と評される。喪服サスペンダーのサスペンダー部分を掴んで振り回す合体技（後述）を持つ。
喪服サスペンダー
声 - 浜添伸也
C級44位→40位。村田版にのみ登場。黒スーツにサスペンダーを付け、額には黒い稲妻模様のある眼鏡の男。
十字キーとはコンビであるかのような描写があり、彼との合体技「サスペンダーストーム」は広範囲の敵を一瞬で蹴散らす。
フードバトラーフトシ
C級66位。肥満体型のヒーロー。脂肪燃焼率表示機能付きの眼鏡を着用し、見た目によらず身軽な動きをする。脂肪のストックが有る限りは全力で運動できるという特殊体質の持ち主。ヒーローとしての責任感を持つ人物だが、ニャーンに殺されかけたときには自分の無力さを痛感していた。
ヅラ戦士
C級83位。原作124話より登場。主に蹴りを使って戦う。酷いヒーローネームを付けられた同志達と共にヒーロー協会に謝罪と改名を求める「ヒーローネーム被害者の会」を結成し、サイタマを幹部として誘い仲間に引き入れた。128話では協会本部前でサイタマや他の被害者の会のメンバーと共に改名を訴える抗議デモを起こす。膝蹴りの戦法を得意とする。変更希望ネームは『黄金のヒザ戦士』。
電池マン
声 - 手塚ヒロミチ
C級85位。巨大な電池を背負ったサイボーグのような風貌をしたヒーロー。高威力だが、燃費は悪い。
アーマード係長
C級111位。元々はサラリーマンだったが、夢を追いかけヒーローへ転職した中年男性。退職金で自作した装甲を装備しており、胃薬を持ち歩いている。
ギアスパー
C級133位。村田版にのみ登場。危ない橋をデンジャラスブリッジと言う。
超能力者だが思うように発動できなかったり発動した際も制御しきれないなど、かなり不安定だが全力を出すとフブキがタツマキと勘違いするほどの強力な超能力を発動できる。
赤マフ
C級140位→C級100位→C級89位。20歳。村田版の番外編『夏』『数字』に登場。赤いマフラーと装甲服を着た青年。
童帝の発明品「オカメちゃん」の初期値100の設定に赤マフの体力が使用された。C級ヒーローながらも一般人よりは数倍強い。必殺技は「赤い流星キック」「赤い彗星キック」。
ガスマスクカウボーイ（スカンクボーイガスマスク）
声 - 矢野龍太
C級141位。名前の通り、ガスマスクを装着し、カウボーイの出で立ちをしたヒーロー。スカンクを飼い慣らしており、ロープによる捕縛術で怪人を捕獲する。
ムッツリスケベ博士
C級160位。原作124話より登場。丸眼鏡に白衣姿の博士風の男。酷いヒーローネームを付けられた同志達と共にヒーロー協会に謝罪と改名を求める「ヒーローネーム被害者の会」を結成し、サイタマを幹部として誘い仲間に引き入れた。128話では協会本部前でサイタマや他の被害者の会のメンバーと共に改名を訴える抗議デモを起こす。変更希望ネームは『戦う天才外科医 ホワイトナイト』。
グレイブエイト
C級174位。陰気な雰囲気を漂わせるヒーロー。ショットガンや日本刀に謎の薬品といった様々な武器を持ち歩いているが、全て曰く付きのもの。
エコロ爺
C級179位。原始人のような格好で、石斧を武器に戦うヒーロー。がっしりした体格だが老人のような喋り方をしており、見た目の割に高齢である。
よっぱらい
C級198位。原作124話より登場。生まれつき顔が赤かったため、飲酒もしていないのに見た目だけでヒーローネームを付けられた。同じく酷いヒーローネームを付けられた同志達と共にヒーロー協会に謝罪と改名を求める「ヒーローネーム被害者の会」を結成し、サイタマを幹部として誘い仲間に引き入れた。128話では協会本部前でサイタマや他の被害者の会のメンバーと共に改名を訴える抗議デモを起こす。変更希望ネームは『ヤングマン』。
モノクロス
C級203位。十字架をあしらった服装が特徴。キャラ付けで髪を伸ばしたが、女性ファンが少し減ってしまったらしい。
ダイナマイトマン
C級221位。体中にダイナマイトを巻いており、ダイナマイトを敵に投げつけて戦う。
アングリーマン
C級255位。20歳。怒り顔のコスチュームが特徴だが、本人は無表情。武器は巨大なベーゴマ。
A級27位のスマイルマンと、B級69位のクライングマンは兄になる。
ウマボーン
C級283位。村田版にのみ登場。馬がスーツを着用したような姿をしている。定期災因調査ではH市を担当。
スタッドレス
C級295位。車のタイヤが大好きで、タイヤの跡が刻まれた衣装が特徴。ひょっとこ・赤鼻と共にガロウに襲撃された。
院卒
C級299位→引退。村田版の番外編『夏』に登場。モヒカン・サングラス姿だが、見た目に反して瞳は綺麗。ダークネスブレイド、赤マフと共に17万年ゼミ幼虫に敗北した。
勉強一本の自分を変えるべくヒーローになったものの、上記の一件で挫折。学歴を生かして転職し、ヒーローを引退した。
ポイズン
C級300位。村田版にのみ登場。猛毒を塗ったナイフを用いて戦う。冷静な性格で生物を殺すのに派手な技は不要という考えを持つ実力者だが、S級ヒーローの童帝の超高火力の必殺技を見たときには「帰ろうかな俺…」と考える一面もあった。
ブンブンマン
C級331位。18歳。海人族編でシェルターに避難していたが、シェルターを破壊した深海王に他のヒーローたちと共闘して立ち向かった。
ひょっとこ
C級347位。金属製のひょっとこのお面を被っている。赤鼻・スタッドレスと共にガロウに襲撃された。
土星マン
C級359位。当初は「グランドクロス」を名乗っていたが、顔の輪から現在のヒーロー名を与えられた。
赤鼻
C級385位。24歳。初出は村田版だが、後に原作124話より登場。その名の通り、赤い鼻が特徴。身に着けている赤い鼻をあしらったプロテクターは母の手製。お調子者な性格が災いし、ひょっとこ・スタッドレスと共にガロウから襲撃された。
後に酷いヒーローネームを付けられた同志達と共にヒーロー協会に謝罪と改名を求める「ヒーローネーム被害者の会」を結成し、サイタマを幹部として誘い仲間に引き入れ、協会本部前でサイタマや他の被害者の会のメンバーと共に改名を訴える抗議デモを起こす。変更希望ネームは『レッドサンダー』。
オールバックマン
声 - 手塚ヒロミチ
順位不明→引退。26歳。トレードマークは高校時代の彼女に褒められたオールバック。海人族編ではシェルターに避難していたが、深海王の襲来に際し真っ先に交渉を行おうとするなどそれなりの冷静さと胆力を発揮。しかし深海王の圧倒的な実力に敗れ、その後はヒーローを引退した。
チェリオン、ファンタス
両者共に順位不明→ネオヒーローズ　ネオヒーロー。大手芸能事務所「イケメンキャッスル」に所属するアイドルグループ「微炭酸BOYS」のメンバーでセンターを務める2人。1年に及ぶハードトレーニングを経て、C級ヒーローとなった。
事務所のプッシュをバックに、先輩であるアマイマスクに対して挑発的な態度を取った。
後に「ネオ微炭酸BOYS」としてネオヒーローズに移籍した。
モヒカン
声 - 手塚ヒロミチ
順位不明。村田版にのみ登場。モヒカン頭と暴走族風のファッションが特徴。
必殺技は「モヒカッター」「モヒパンチ」。実力評価は10点未満とサイレスラーから酷評された。
スイム
声 - 佐武宇綺
順位不明（自己紹介時に「C級ビリ」と語っている）。BD/DVD収録のOVA第5話『色々ありすぎる姉妹』に登場。
ジェノス・フブキに協力し、列車に仕掛けられた爆弾を見つけ出した。
肩パッド
声 - 菅原慎介
順位不明。村田版にのみ登場。肩パッドのついたジャージという安っぽいコスチュームを身に纏ったヒーロー。数名のヒーローと共に覚醒ゴキブリと交戦するも返り討ちに遭う。応援に駆け付けたジェノスへ覚醒ゴキブリの特徴を伝えた。
ミズテッポウ
順位不明。村田版にのみ登場。加圧式と思われる水鉄砲で戦うヒーロー。水泳用のキャップとゴーグルを着用している。怪人協会の怪人と交戦し、応援を要請したが誰も来なかったため敗北した。

#### タンクトッパー
タンクトップマスターを慕う舎弟集団。全員タンクトップを着用している。以下以外にも、単行本のおまけページにタンクトッパーのヒーローが紹介されている。その名の通り、全員が「タンクトップの動きやすさ」を強さの源であるとしている。
粗暴な者や変人も多いが、入院している病院に怪人達が攻め込んだ際には一般人を守ったり怪人に挑んだりとヒーロー精神を持っている。しかしその多くが、ガロウにタンクトップマスターを含むほぼ全員が敗北したことでヒーローの引退を選択してしまった。
タンクトップベジタリアン
声 - 手塚ヒロミチ
A級9位→引退。26歳。タンクトッパーの元・ナンバー2。その名の通り力の源は野菜で、肉類は一切食べない。野菜の栄養価とタンクトップの相乗効果で戦う。ガロウにあっさり倒され「歯応えの無さに驚愕」と酷評された。後日の夜中にタンクトッパー達を連れて復讐しようとするも一撃でまたもやあっさり倒される。ガロウ戦後にヒーローを引退。
タンクトップブラックホール
声 - 伊丸岡篤
B級81位。28歳。タンクトップタイガーとは兄弟の関係であり、彼に「アニキ」と呼ばれている。黒いタンクトップを着用し、200kgの握力で何もかも握り潰すと自称している。しかし、弟と共に欲が強いあまり自然災害による被害を悪用して新人潰しや自分たちの売名行為を行い、バングからは「だからB級止まり」と酷評されている。
弟と共にサイタマを快く思っておらず、Z市が巨大隕石の破片で大きな被害を受けたことを利用し彼をZ市に被害を与えた元凶に仕立て上げて市民を扇動し、精神的に追い詰めようとした。サイタマを市民の前で倒すことで自らの地位を向上させようと目論むも、弟共々あっさり返り討ちにされた。サイタマは自分が破壊した巨大隕石の破片でZ市が半壊したことを正々堂々と認め、自分に怒りを向ける市民に対して、単刀直入に強く言い返し黙らせた。
村田版の番外編『迷い猫』にて弟と共にサイタマに再会した際は、この一件からか強がりつつも怯える様を見せた。
タンクトップタイガー
声 - 宮崎寛務
C級6位→C級13位。25歳。体格がいい短い金髪の男性で、知名度は高い。虎柄のタンクトップを着用し、虎っぽい雰囲気で戦う。初登場時はソニックの爆裂手裏剣に倒され、再登場時にはサイタマから名前を忘れられたり「タンクトップサイダー」と呼び間違えられた。
タンクトップマスターとガロウの戦闘で仲裁に入った無免ライダーに暴言を吐いた際、「C級1位の座をよこせ」とさりげなく主張したがマスターに諫められた。
タンクトップガール
タンクトッパーの紅一点。マスターを尊敬しているものの他のメンバーが曲者揃いなためか出席率は低い。しかし粗暴で傲慢な者の多いメンバーと比べれば、マスターに続く常識人。その出席率の低さからガロウに狩られることを免れた。
タンクトップロカビリー
普段は副業でバンドをやっており、タンクトップ型のギターを愛用している。
タンクトップジャングル
少々ナルシストなところがあり、毛深い。
タンクトップアルデンテ
よく朝食などにパスタを食べているが、粉チーズをかけすぎている。着ているタンクトップの柄は降り注ぐ粉チーズをイメージしている。
タンクトップレーサー
フルフェイスヘルメットを被っており、素顔は不明。免許は50cc。
タンクトップ仮面
小児用タンクトップを顔面でも着こなしているが、暑いらしい。
タンクトップスイマー
厳つい風貌が多いタンクトッパーの中では比較的爽やかな風貌をしており、ゴーグルをつけている。クロールは得意だが、未だに平泳ぎの足の動きが理解できないらしい。
タンクトップハッター
声 - 竹田海渡
占いのラッキーアイテムが帽子だったことで被っているが、ツイた試しはないらしい。
タンクトップハカセ
白髪で口髭を蓄え、丸眼鏡をかけた筋骨隆々の老人。他のタンクトッパー達に病院を抜け出したタンクトップマスターの真意を推論し説いた。

#### 協会関係者
アゴーニ
大富豪。3年前、自分の孫が怪人に襲われた際に通りすがりの男性に救われたことから着想し、私財を投じてヒーロー協会を設立した。
シッチ
声 - 飛田展男
ヒーロー協会「地球がヤバい予言緊急対策チーム」リーダー役。部下からの信頼は厚いが、上司からは老害扱いされる特殊な存在。ブラストと面識があり、直接連絡が取れる数少ない人物。
ブショウ
声 - 山本祥太
無精髭の男。ヒーロー認定試験の体力試験で新記録を連発し、隕石を破壊した功績を持つサイタマに密かな興味を示している。昇進には一切の興味がなく、プロヒーローの的確な能力評価、柔軟な采配が支持されており、自分に特別報酬が出るのなら現場で苦労しているヒーローに当てて欲しいと提言した。
アニメ版ではメガネ職員と共に出番が増量され、漫画版では描かれなかったヒーロー協会の動きを補完する形で登場することが多い。
ジンズレン
声 - 上田燿司
ヒーロー認定試験の体力試験で抜群の好成績を収めたサイタマを「彼の肉体には神が宿っている」と最初に言わしめた人物で、作中でサイタマの実績と実力を評価している数少ない人物の一人。
アトミック侍のスカウトに成功し、ジェノスのヒーロー認定試験に立ち会ったことで才能発掘の手腕が注目されている。
エクスマ
ヒーロー風紀監督課の、課長代理を務める女性職員。S級以下であれば、武闘派の荒くれヒーローでも手懐けられることから「鬼教官」とも呼ばれている。
Z支部オペレーター
声 - 佐藤奏美
本名不明。物腰穏やかな女性。
マッコイ
村田版の番外編『カツ丼』に登場。ヒーロー協会第2オペレーション室長→ネオヒーローズ幹部。眼帯の上から眼鏡を掛けている男性。
怪人の襲撃を受けた警察の救助要請に対し、挑発的な態度を取り、ヒーロー協会の権限拡大を狙ったが、警察署に居合わせたサイタマによって失敗に終わった。
元々は村田版にのみ登場していたが、原作107撃目に逆輸入の形で登場している。喫煙室で部下がヒーロー協会に対する不満を漏らしているのを聞き、職員から見たヒーロー協会の問題点を改善する議論を持ち掛けた。
その後はネオヒーローズに移籍し、人事部長となる。ネオリーダーのサポートをしている。その後も順調に事を運びファジーからも将来の右腕として信頼されている。自身もこのまま確固たる地位を築き上げ、老後は遊んで暮らす計画を立てる。ファジーのことを慕う一方で、非常に恐れている。
ゼイミート
声 - 杉崎亮
村田版にのみ登場。ヒーロー協会重役。名前通りの肥満した中年男性。
協会の寄付金と自分の立場を私物化していたため、偶然それを見たガロウに殴り倒された。
名前の由来は「贅（ぜい）肉（ミート）」。
ギッシュ局長
村田版の番外編『戦隊』に登場。怪人ウロコドンが施設から逃げ出したためB級ヒーロー数名に生け捕りにさせようとした。
その際に部下には「血液を医療に役立てるため」と説明していたが、実際はウロコドンの鱗をコレクターに高値で売ろうとしていた。さらにはウロコドンの災害レベルが狼から鬼に成長したと発覚しても、自らの保身のため本部に報告しようとした部下を止めた。
その後、事件の全容を知ったメタルナイトの手回しによって協会を追放処分されたと思われる。
シババワ
声 - 斉藤貴美子
予言者の老婆。予言の的中率は100％を誇り、今まで何度も大災害を予言してきた。そのためヒーロー協会が警護していたが、ある予知をして動揺のあまり咳が出たためのど飴を口に入れたところ、喉に飴を詰まらせ死亡。死ぬ間際に「地球がヤバい」という予言を残した。
今までの予言においてシババワが「ヤバい」と評したことは（多くの人命が失われるようなものであっても）ただの一度たりともなかったため、「地球がヤバい予言緊急対策チーム」設立のきっかけとなった。
ナリンキ
声 - 相馬康一
村田版にのみ登場。ヒーロー協会最高顧問の男性で、トップ3に入るヒーロー協会の支援者でもある。ナリンキによるヒーロー協会への出資金は、全体から見て7％に及び、彼の信用を失うことはヒーロー協会にとって痛手とされている。
息子のワガンマが怪人協会に誘拐され、「ヒーロー協会は当てにならない」と見切りをつけ、独断で私設部隊にワガンマの救出を要請するが失敗に終わった。
ワガンマ
声 - 清水彩香
村田版にのみ登場。ナリンキの息子。
我儘で自己中心的な性格。ヒーロー協会との全面戦争のため、怪人協会により人質として連れ去られた。後に童帝によって救出される。当初は年相応の生意気な態度と傲慢な面が多く、タレオのことも見下していたが、後に仲良くなる。
セキンガル
声 - 佐々木義人
村田版にのみ登場。ヒーロー協会職員。右目が機械化している男性。この右目は投影装置にもなっているようである。
人質救出作戦の指揮を担当している。右目からは幹部ビームというビームも発射できるものの威力はほとんどない。ヒーロー願望もあり、かつてこっそり試験を受けて落ちた経験がある。
怪人協会戦で、駆動騎士がニャーンを倒した後、ヒーロー協会に連絡をしようとした際にG5の攻撃を受け右手を失った。
シズカ
ヒーロー協会スカウト部所属。女性。
原作102撃目でアクセルに声を掛け、106撃目で彼をヒーロー協会に勧誘するが断られ、そのうえでヒーロー協会は長く続かないと警告された。

### ネオヒーローズ
ファジー
上級市民にしてネオヒーローズの指導者。シババワの孫で予知能力と全遺産を引き継いでいる。
マッコイの情報を頼りにしており、彼を将来の右腕として信頼している。

#### ネオリーダー
ブルー
ネオヒーローズ筆頭で、ブラストの息子。16歳。特殊な兵器を身に纏っている。父であるブラストを超えるつもりでヒーローになった。
怪人の姿になったアマイマスクを退治するために出動、彼を連れ去るサイタマを追跡しようとするもジェノスの妨害により失敗に終わった。この事から「ヒーロー協会は運営も所属するヒーローも腐敗しきっている」と判断し、ヒーロー協会と連携体制を組む事は考えられないと見切りをつけている。冷静沈着な人物で、結束力を高めるためにネオヒーローズのメンバーをまとめるなどをしていた。ブラストと同じく虹彩が歯車のような形をしている。
正義感は強く、仲間からの信頼も厚い。仲間が怪人によって倒された際には怒りを露にした。
ネオヒーローズのトップだけはあって実力は非常に高く、長時間激しい戦闘が行える程の体力に加えて、鬼レベルの強さを持つ怪人を「強い」と称すも苦もなく倒し、建物の屋上や外壁を駆使して移動が出来る他、単独で災害レベル竜の大型怪獣を辛勝するも、被害を最小限に抑え込む等、並のS級にも勝るとも劣らずで、その戦闘能力と身体能力はかなり高い。
デビュー戦では、自身が率いるチーム全員が怪人に倒されたり、他のネオリーダーが怪人に倒されたり、「鬼」レベルの怪人が予想よりも強いことを実感していたが、単独で「鬼」や「竜」レベルの怪人を倒した活躍をメディアで大きく報じられ、ネオヒーローズの期待と信用を世間に広める結果になった。
必殺技は、右腕から巨大な拳の様なエネルギー弾を放つ「フィストキャノン」。
アクセル
自警団「ハンターズ」のリーダー。男性。27歳。
ヒーロー協会上層部に戦闘実力・社会的評価共に申し分ないと評価されているが、本人はヒーロー協会に不信感を持っており「金と人材を集めておきながら大した成果を上げていない」「ヒーロー協会はもはや民衆のために動いていない」とヒーロー協会を批判している。
ヒーロー協会スカウト部のシズカに、ヒーロー協会からハンターズに対する医療や装備の支給の様々なサポートとアクセルのS級ヒーローの地位を確約（他の団員はC〜B級からスタート）するとスカウトされるが断り、シズカに「ヒーロー協会はもう長くないぞ、早いうちに転職先を探した方がいい」と告げ、水面下でネオヒーローズが何人かのS級ヒーローに声を掛けていることを教えた。
デビュー戦から、支給された武器とバトルスーツでネオハンターズと共に、彼らから1人の犠牲者も出さずに災害レベル鬼の怪人を倒す活躍を見せ、これを機会にネオヒーローズを信用する事になった。
無免ライダーのことを尊敬しており、同時に「弱い」という的を射てる。その彼が今後もヒーローを続けるならと彼専用のバトルスーツを提供した。
ライデン
超相撲の元・横綱。現役中にも何度かヒーロー協会にスカウトされていた。幼少期から大人相手の喧嘩や他のスポーツで一度も敗けた経験がなく、休暇中に路上で襲ってきた大型怪人を張り手で絶命させた逸話を持ち、超相撲デビュー後も700戦無敗で引退後はネオヒーローに転身した。
ヒーロー協会の男性スカウトマンに、新たなS級ヒーローとしてスカウトされたが「先約がある」と断った。その後は男性スカウトマンへ近々ネオヒーローズの旗揚げが発表されること、自身はその組織と契約済みということを告げた。
温厚な性格で、丁寧な口調で話す常識的な人物。
デビュー戦から大きな活躍を見せ、ヒーロー協会のヒーローも、彼の強さとチームを率いる人間性に憧れを抱く。
必殺技は渾身の張り手を叩き込む「巨重砲」。
リュウモン
400人の構成員を抱える暴力団「リュウモン組」の武闘派組長。マッコイ曰く、反社会的活動で利益を上げていたが、その暴力性を活かし社会貢献も兼ねてヒーロー活動に従事するとのこと。リュウモン組はネオヒーローズの監視下に置かれている。
デビュー戦から、部下を引き連れ怪人と対峙する。立場はネオヒーローズの重鎮なのだが、自分達の力を派手に誇示したり、ヒーロー協会のヒーローを見下す等、ヒーローとしてはあるまじき言動を取っている。
ゼイダッツ
複数の会社を経営する大資産家の男性。ネオヒーローズの設備や各人への給与に潤沢な予算が組まれている根拠はゼイダッツの存在が大きく、ネオヒーローズにもいち早く投資した。
デビュー戦では、2000億円を投じて作った自分だけのオリジナル兵器と補助パワーアームと追加装甲(フル充電で8時間連続活動可能)を身に纏い、自分1人の見せ場にしたいと言い(手伝いが欲しいときは通信することになっていた)、肉団子コネコネと1人で戦うも返り討ちに遭った。その後、デストロに何処かへ運ばれた。
その後はネオヒーローズの専属技師により、無事に復活した。
ウェビギャザ
アイドル歌手の女性で、半年間の活動休止中に後述の人体実験に耐えて強化人間になった（ココウの分析によると身体改造率71％）。ネオヒーローズのCMに出演している。
10代からの支持率は圧倒的で、ライヴ会場では数千人の熱狂的なファンが暴徒化して怪我人が続出する社会問題にもなったことがあり、マッコイによると「ウェビギャザを悪く言う者にはファン達が黙っていない」とのこと。
今の時代がアイドルに求める最高の需要を突き詰めて考えた結果、強さが一番光を放つ表現と気付き、スパルタなスポーツジムに通ったり護身術やサバイバル訓練を受けていたがプロヒーロー試験に受かりそうにないと考えていた時に、事務所の関係者から超人を作る研究所(ネオヒーローズの関連団体)を紹介された。その後サイボーグ化・謎の新薬を大量投与・危険な脳手術による超能力覚醒実験などの人体実験の被験者になる契約書にサインすることで戦闘力を手に入れネオリーダーになった。その代わりにネオヒーローズの研究施設で定期的なメンテナンスをしないと長く生きられない身体になった。運動時は体温が70度近くまで上昇するため、いつも大量の水を飲んでいる。
歌って踊って戦えるヒーローアイドルとしてアマイマスク超えを目標に掲げており、彼の正体が怪人でアイドルを引退したことを知った時は涙を流しながら憤慨した。
デビュー戦から、大型怪人を倒し自身が率いるチームも大勢の怪人を倒すなど幸先の良い成果を出した。童帝と互に過去のことを打ち明けた。
必殺技は、敵の体にハート型の穴をあける「ウェイビーサンダー」。
インフェルシネイヴ
数年間で信者数を大きく伸ばした「異世界転生教」の教祖。インフェルシネイヴを崇拝する90万人の信奉者達がネオヒーローズを支持しており、マッコイは自分達の追い風になる世論工作を期待している。信徒によると神通力を使うとのこと。
デビュー戦では、怪人の攻撃がバトルスーツを貫通、胴体に大きな穴をあけられて倒れた。その後、エリミンに何処かへ運ばれた。
その後はネオヒーローズの専属技師により、無事に復活した。信仰者曰く「奇跡の自己転生」とのこと。
エー
特A級賞金首の殺し屋。戦闘技術は怪人退治にも有効で、常に監視下に置く条件を受け入れてネオヒーローズに参加した。
注文以上に殺しすぎることで悪評のある「快楽殺人鬼」として名が通っているが、本人は「ただの暇潰しのゲーム感覚である」と否定している。
デビュー戦から、バトルスーツを使って怪人を排除した後、駆け付けたヒーロー協会のヒーロー達が自身の存在に気付き拘束しようとするが、現在の自分の立場と「それ以上近づいてもいいですが、ヒーロー活動中の【事故】にお気をつけて」と彼らに警告した。
同じ賞金首がかかっているソニックを生け捕り（殺害）にしようとするが、自身が率いるチームが倒され、バトルスーツの補助があってもソニックに攻撃を当てることができず撤退する。

#### ネオヒーロー
マースレイオ
砂鉄を詰めたグローブで殴り合う「デスボクシング」の暫定王者。
ネオリーダーの審査に落ちた事が不服で、ココウと共にネオリーダーの誰かを倒して自分達がリーダー職に成り代わろうと画策したが、クロビカリを殴った際に自身の手首が折れた（クロビカリは無傷）。逆上してココウと共にスイリューに攻撃を仕掛けるが躱され、現れたエリミンとデストロに退室を促され回復室に連れられた。
ココウ
身体改造者達が旧地下シェルターで大金を賭けて戦う「サイボーグファイト」の機闘士。強すぎて賭けが成立せず追放された過去をもつ。相手の身体改造率を分析することができる。
マースレイオと共にネオリーダーが集まっている部屋に乱入、「自分より弱い上司に従う気はない」と主張するが、ウェビギャザの身体改造率が71％であることを知って驚いた。ココウによると、サイボーグファイトの機闘士の改造箇所は、主に腕部や脚部や眼球で改造率は30％程度。全身の60％を超えるサイボーグ化は成功例が少なく極めて危険とのこと。その後、マースレイオと共にスイリューに攻撃を仕掛けるが躱され、現れたエリミンとデストロに退室を促され回復室に連れられた。エリミンとデストロの身体改造率がそれぞれ95％と94％であることを知り、彼らに逆らわない方がいいと判断した。

#### エージェント
エリミン
元傭兵。ネオタワーの警備と規約違反者の取り締まり等を担当。ココウの分析によると身体改造率95％。
名前の由来はエリミネーション（排除）
重体であったゼイダッツやインフェルシネイヴがすぐに完治した事と、覇気の無さに違和感を感じた金属バットから悪事の疑惑を抱かれたが、ネオの医療内容を説明し、回復室に案内した直後、デストロと共にサイボーグ化したマースレイオとココウに抹殺の命令を下す。
デストロ
元傭兵。ネオタワーの警備と規約違反者の取り締まり等を担当。ココウの分析によると身体改造率94％。
名前の由来はデストロイヤー（破壊）
必殺技は「スパーキングトルネード」。

### 怪人
進化の家の怪人については、#進化の家を参照。リスト内に名前がある怪人はリンク先を参照。人類に害を及ぼす存在で、強さや危険度が幅広く存在する。その存在による脅威は災害レベルと呼ばれ、ランクは高い方から神・竜・鬼・虎・狼の5つのランクがある。基本的には人間や街に被害を出す存在だが、人間と同じく平和に大人しく暮らす怪人も存在する。
ワクチンマン
声 - 中尾隆聖
災害レベル竜。彼曰く、環境汚染を繰り返す人間を「病原菌」とみなし、その文明を滅ぼすために地球の意思によって誕生した怪人。突如A市に現れて破壊の限りを尽くしていたが、現場に駆け付けたサイタマの一撃で粉砕された。
村田版の番外編『目撃』では、現場に駆け付けたA級以下のヒーロー31名を倒したようだが、ワクチンマン本人は存在にすら気付かずに素通りしていった。表向きでは、彼を撃破したのはキングということになっている。
デザインにばいきんまんと共通点があり、声優も同じく中尾隆聖。これは製作サイドが意識的に寄せてきたとのこと。
カニランテ
声 - 徳本恭敏
災害レベル虎。蟹を食べすぎて突然変異した怪人。蟹のようなハサミや甲殻を持った身体にブリーフ一枚の姿が特徴。「プクプクプク（(笑)」などと笑う。サイタマがヒーロー活動を始めるきっかけとなった怪人でもある。
甲殻に乳首を書き込んだ子どもを殺害しようと探し回っている間に就職活動中のサイタマと遭遇。子どもをかばったサイタマを圧倒するが、突出した眼をネクタイで引き抜かれ倒された。
天才と筋肉兄弟（村田版ではフケガオとマルゴリ）
声 - 鈴木琢磨（フケガオ）、浜添伸也（マルゴリ）
作中では災害レベル鬼と言われているが、描写的には災害レベル竜と同等かそれ以上の実力をもっている。
究極のステロイド「上腕二頭キング」を開発した兄フケガオと、それを服用し山をも凌駕するサイズに巨大化した弟マルゴリのコンビ。フケガオはマルゴリの右肩に乗っていたが、「（左）肩に乗ってる奴を殺せ」と命令したことで間違えて叩き潰され死亡する。
兄の死を受けサイタマに激怒したマルゴリは彼に猛攻を加えるが、彼の一撃によって倒された。マルゴリは純粋に強さを求めていただけで、何者にも負けない強さを得たことで虚しさを覚えた。このとき、サイタマに同情されている。

#### 地球に住む種族の怪人
地底王
声 - 上田燿司
災害レベル鬼。地底に住む種族の王。地底人を率いて、地上を支配するべく侵攻、サイタマが地底人を殲滅した後、地底王が出現した。
しかしここまでは全てサイタマの見た夢であり、現実の地底王はサイタマの足蹴り一発で絶命した。
地底人
声 - 山本祥太
災害レベル虎。地底に住む種族。地底王に率いられ、地上を支配するべく侵攻、7割の地上人を殺害した。寝込みのサイタマを襲って戦闘に突入、サイタマを驚かせるほどの強さを誇った。
しかしここまでは全てサイタマの見た夢であり、現実の地底王が簡単に倒されたのを見て、地底人は白旗を上げて地底に帰って行った。
後に怪人協会に住処を奪われ、弩Sによって仲間同士で殺し合わされた末に滅亡してしまったようである（生き残りがいるかどうかは現時点では不明）。
深海王
声 - 小山力也
推定災害レベル鬼。オカマのような話し方をする残虐な海人族の王。地球の真の支配者は自分たちであるとして人類を抹殺しようと地上に侵攻を開始。
ミサイルも弾くシェルターをぶち抜く怪力やソニックとも渡り合うほどのスピードの持ち主であり、ぷりぷりプリズナーをたやすく撃破している。これでも地上では本来の力を発揮できないが、降雨などで水分を得ることによって回復できる再生能力とタフネスさをもち、更に水分を浴び続ければ大幅にパワーアップする。ジェノスには一度殴り飛ばされたが、油断したジェノスから彼の腕を奪い、互角の殴り合いの末にジェノスが子供を庇ったことで深海王が勝利した。S級ヒーロー二人を戦闘不能に追い込み、人々を抹殺しようとしたが、最後はサイタマに瞬殺された。
15巻番外編『災害レベル』や原作での怪人協会本部に突入した際のジェノスの台詞など、災害レベル鬼の代表例として描かれている。
海人族（アニメ版では深海族）
深海に棲む種族。単体では災害レベル狼。10体程度となれば災害レベル「虎」相当となる。地上を支配するべく侵攻してきた。かなりの巨体で、人間のような体に水棲生物の頭や鰭、触手を持つ。第1陣として現れた一匹はサイタマに、第2陣の10体はスティンガーによって倒される。
天空王
声 - 上田燿司
災害レベル不明。天狗のような姿の怪人で、空を住処としている様子。地底王・深海王が死んだ今こそ地上を征服する時と4人の息子を率いてヒーロー協会本部を急襲するが、息子共々通りすがりのメルザルガルドに惨殺された。
森林王
災害レベル竜。引きこも侍、エコロ爺、ダイナマイトマン、テジナーマンを捕縛するが、ジェノスに倒された。
森林族
災害レベル虎。Y市に出現した植物の怪人。その内の数体は引きこも侍、エコロ爺、ダイナマイトマン、テジナーマンに倒され、残りの森林族は全てジェノスに焼却された。

#### 進化の家
ジーナス博士とそのクローン以外は、ジーナス博士が作り上げた人類殲滅用の生物兵器。
ジーナス博士
声 - 浪川大輔
「進化の家」の首領。実年齢は70歳を超える人間だが研究の成果によって若返っており、自身のクローンを何十人も従えている。類稀な天才性から周囲の人間と接することに苦痛を感じ、15歳のころより「人類という種全体の人工的進化」という夢を持ち続けているが、それを社会に危険視され学会を追放されたことから人類に失望し「進化の家」を創設した。
また「不死身シリーズ」の研究を行っていたことがあり、ゾンビマンはその研究の唯一の成功例である。
品性以外は全てにおいて最高傑作であった阿修羅カブトをサイタマにあっけなく倒されたことで自身が追い求めてきた研究の敗北を悟り「自分が変わるべきなんだ」と人工進化の研究を断念、「進化の家」は壊滅した。
後に人体再生の研究中に偶然タコの足を無限に作り出すことに成功、アーマードゴリラを販売員としたたこ焼き屋「たこ焼きの家」を開業した。アニメ第11話では、アーマードゴリラと共に「たこ焼きの家」開店準備をしている様子が描かれた。
モスキート娘
声 - 沢城みゆき
災害レベル鬼。蚊の姿をした女性型の怪人。村田版では人型に近いデザインになっている。
無数の蚊の群れを自在に操り（指示が届く範囲は半径約50キロメートル）、標的の血を吸い尽くしてミイラ化させてしまう。
災害レベル鬼と認定されているものの、単体では蚊を操るだけの貧弱な怪人（ジーナス博士曰く「試作品」）に過ぎない。しかし蚊に集めさせた血を大量に吸収してパワーアップすれば単体でも災害レベル鬼相当となる。
Z市を襲いジェノスと交戦。当初は押されていたが血を吸ってパワーアップし、油断していたジェノスを自爆寸前にまで追い込むが、サイタマに平手打ち一発で倒された。
その後は出番がないが、村田版では「翅と蚊の腹部を失って四肢が義肢となったものの生き残り「たこ焼きの家」の看板娘になっている」という裏設定があり、村田のTwitterでイラストが公開されている。腹部である血袋を失っているため腹が減りやすくなっており、その影響でキレやすくなっているためアーマードゴリラが血を注入しているようである。血袋は培養槽で再生可能なようだが、空きが無いため後回しにされている。
なお、あくまでギャグ描写の範疇ではあるが、手下である蚊が吸血によりサイタマを流血させて実質的なダメージを与えるだけでなく、サイタマの攻撃を何度も躱しイラつかせ、蚊の大量発生のニュースを見た彼を恐怖させたという功績がある。
カマキュリー
声 - 長谷川芳明
災害レベル不明。脳髄がむき出しになった頭部を持つカマキリの怪人。
ジーナス博士の命によりサイタマ捕獲を狙う怪人軍団「旧人類撲滅用精鋭戦力」の先鋒として彼の自宅を襲撃するが、天井を破壊されたことに激怒するサイタマに名乗る前に倒された。
ナメクジャラス
声 - 浜添伸也
災害レベル不明。テレパシーが使えるナメクジの怪人。一人称は「オデ」。
カエル男と共にサイタマによって頭から地面に埋められ、出ようとしたところを獣王に切り刻まれた。
カエル男
声 - 後藤ヒロキ
災害レベル不明。ナメクジャラスとコンビを組んでいたカエルの怪人。
ナメクジャラスと共にサイタマによって頭から地面に埋められ、出ようとしたところを獣王に切り刻まれた。
アーマードゴリラ
声 - 山本祥太
災害レベル鬼。サイボーグ手術を施されたゴリラの怪人。無機質な片言で話すが、実は普通に話せる（本人曰く「格好つけてました」）。自称組織のナンバー3。
旧人類撲滅用精鋭戦力の中で唯一ジェノスと交戦して完敗。当初は自分より格上の獣王の存在を強みにジェノスの尋問に応じなかったが、肝心の獣王がサイタマによって肉片にされたと知るや否や素に戻ってあっさりと降伏し、サイタマに他の怪人が全員一撃で倒されたことをジーナス博士に報告した。
旧人類撲滅用精鋭戦力として作られた怪人の中で唯一生存し、その後はジーナス博士のたこ焼き屋「たこやきの家」を手伝って暮らしている。
村田版では食材の買い出しの最中にマーシャルゴリラと遭遇、ナイフで襲われるが一撃で返り討ちにした。
獣王
声 - 斉藤次郎
災害レベル鬼。「進化の家」ナンバー2の実力を持つ怪人。アーマードゴリラ曰く「（当時の）ジェノスでは敵わない」ほどの実力。ライオンの顔に、筋骨隆々とした人間の肉体を持つ。
爪から衝撃波を飛ばして相手を切り裂く「獅子斬」と、凄まじい速さで獅子斬を連発する「獅子斬流勢群」が必殺技だが、サイタマには全てかわされ、「連続普通のパンチ」で腰から上を粉砕された。
戦闘終了後も死骸は放置されており、単行本3巻のおまけ4コマでは、これを食べたカラスが突然変異を起こす様子が描かれている。
グランドドラゴン
声 - 浜添伸也
災害レベル不明。獣王をサポートするモグラの怪人。自在に地中を掘り進む能力を持つ。
獣王を瞬殺したサイタマに恐れをなし、潜って逃げようとしたが地中に先回りされ、空高く吹っ飛ばされた。
名前はモグラの漢字表記「土竜」を英訳したもの。
阿修羅カブト
声 - 石塚運昇（アニメ）、稲田徹（ゲーム『A HERO NOBODY KNOWS』）
災害レベル竜。カブトムシの怪人。ジーナス博士が造り出した人工進化の最終形態にして「進化の家」最強の戦士。
ジェノスの焼却砲を一息で押し返したり、サイタマの高すぎる戦闘能力をすぐさま察知する(それでも傲慢さもあって本気の自分の方が強いと見誤った)など圧倒的な能力と直感力を持つ。
精神が不安定かつ傲慢で品性に欠けるため、ジーナス博士本人ですらコントロールできず、仕方なく「進化の家」の地下に閉じ込められていたが、サイタマを捕らえる最終手段として解放された。
理性を失う代わりに闘争本能と戦闘力を極限まで増強させる「阿修羅モード」を発動させたものの、阿修羅モードを発動した日がスーパーの特売日だったことに気付いたサイタマに瞬殺された。

#### 暗黒盗賊団ダークマター
ボロス
声 - 森川智之
災害レベル竜以上。暗黒盗賊団ダークマターの頭目。一つ目のヒューマノイド型異星人。宇宙のどこにも自分に敵う者がおらず退屈していたところ、遠く離れた星に自分と互角に戦える者がいるという占い師の予言を受け、地球にやってきた。予言の相手はサイタマだったと確信し、闘いを挑む。戦いの中で自分とサイタマの強さの差に気付いていくも自分の全てをサイタマにぶつけ、サイタマの「マジ殴り」をくらって敗北。サイタマに対して「おまえは強すぎた」と言って事切れた。
結果的に敗北したとはいえ、「サイタマの攻撃を何発も耐え、マジシリーズまで出させた」「（ジェノスからの問いかけに対して）『今までで一番強かったかも』と言わしめた」など、明らかにほかの敵とは別次元の強さを持ち、純粋なパワーとスピードだけなら作中最強クラスの怪人である。
第二回人気投票でのゲリュガンシュプ曰く「レベル竜なんてもんじゃない」「10日間で地球全土を更地に出来る」。ただし、その後のサイタマの様子から見てもそれほど印象に残る相手ではなかったようである。
宇宙でも随一の自然治癒力を持つ種族の生まれで、その中でも自然治癒力、身体機能、潜在エネルギー、あらゆる面において桁外れだった。体内に莫大なエネルギーを有し、驚異的な再生能力だけでなく、そのエネルギーの一部を強力なビームとして体外に撃ち出す事もできる。切り札は、体内エネルギーの放出を推進力として生物の限界を超えた身体能力を引き出す「メテオリックバースト」、全エネルギーを放出して惑星を更地にする程の威力のビームを放つ「崩星咆哮砲」（アニメ版では地球そのものを消し飛ばすつもりで撃った）。村田版では、「メテオリックバースト」状態でサイタマを月にまで蹴り飛ばした。

暗黒盗賊団ダークマター最上位戦闘員
災害レベル竜。 第二回人気投票でのゲリュガンシュプ曰く「3人とも災害レベル鬼を軽く超える実力を持つ」とのこと。
メルザルガルド
声 - 内山昂輝
宇宙船外での見張りを担当していた。5つの頭部と人格を持ち、肉体を自在に変形する。それぞれの核が存在し、その核を破壊しない限り再生する。攻撃力もあっさり天空王を惨殺したり一撃でイアイアンの腕の消し飛ばしたりするほどに高い。バングやアトミック侍を含むS級ヒーロー4人と渡り合うほどの実力者だったが、核の存在がバレて次々と破壊されて消滅する。
グロリバース
声 - 浜添伸也
乱杭歯で、標的を溶かす技「アシッドブレス」を持つ。「ダブルバイト」「煉獄トゲ絞め」「天空くびり裂き」「スクリュー尻尾突き」など、20種以上の技を考案・開発しているが、披露する間もなくサイタマに粉砕される。
ゲリュガンシュプ
声 - 後藤ヒロキ
色は黒くタコのような姿をした、自称宇宙一の念動力使い。念動力で発生させた瓦礫の竜巻から遠心力で瓦礫を放つ「念動流石波」でサイタマを襲うが、「そんなもん誰でもできる」と一蹴され、逆にサイタマの投石で顔面を撃ち抜かれた。
アニメでは「念動流石波」に加えて重力攻撃を行い船員ともどもサイタマを圧殺しようとしたが、全く通用せず原作と同じ末路を辿った。
投石攻撃だけならタツマキを凌ぐらしい。

#### 怪人協会

##### 怪人協会幹部
災害レベル至上主義であり、災害レベル竜は「幹部」として扱われる。首領は怪人王オロチで、参謀はギョロギョロ。
ギョロギョロ
声 - 子安武人
災害レベル竜。村田版にのみ登場。怪人協会の参謀にして司令塔。オロチに対しては臣下として振舞ってはいるが、怪人王オロチはギョロギョロに洗脳されていて逆らえないため、事実上のトップでもある。超能力を操る一つ目を持つ大柄な怪人。
駆動騎士の情報によると、あらゆる超能力で用いて、相手の有無を言わせず蹂躙する。
バリアや敵を押しつぶすことができる強力な念動力を使いこなし、 テレパシーも使える他、虫のような小型の分身を飛ばして遠隔視もできる。また怪人の強さも測ることができ、怪人協会所属の怪人はギョロギョロによって災害レベルを測定され、災害レベル竜ならば幹部扱いとなる。本気で戦う際にはその全身から目が表れ、念動力による300倍もの重力で敵を押しつぶしてしまう。
かつて強力な怪人を作り上げる方法を模索した時期があり、やがて「死の淵を強い精神力で乗り越えて成長することですさまじく強くなり、それを繰り返しながらも自我を失わなければより強力になっていく」という結論に至る。そして、その研究の果てに元は人間だったオロチを現在のような存在に作りあげた。そしてガロウを第2のオロチとして育てようとした。
その後は怪人協会に突入したタツマキと対決し、超能力で彼女を殺そうとするも、圧倒的な実力を持つタツマキに歯が立たず敗れる。しかし、ギョロギョロ自体はただの肉人形で本体は地下深くに隠れていた。
サイコス
災害レベル竜。怪人協会参謀のギョロギョロを操っていた本体でメガネをかけた長髪の女だが、現時点では人間なのか怪人なのかは不明。超能力の力はギョロギョロの時とは比較にならないほど強力である。ギョロギョロの時は一方的にS級ヒーローのタツマキにやられていたが本体が戦う場合それなりに抵抗はできる模様。それでもタツマキとは相当な実力差があるようで、本体でのタツマキとの戦闘時も、すぐに拘束状態にされていた。そこで尋問を受けている際にオロチが乱入し、超能力の拘束から逃れる事に成功、タツマキを超える超能力を手にするためオロチとの融合を画作するが、自分に洗脳されているフリをしていたオロチに精神を侵食されかける。力を振り絞り乗っ取りに成功したかのように見えたが、オロチと精神を共有した状態になる。パワーアップした力でタツマキとジェノスを苦戦させるが、駆動騎士やクロビカリを始めとしたS級ヒーローたちの連携攻撃や必殺技を受け続けて戦線離脱した。その後、サイタマとガロウの凄まじい戦闘背景に驚愕していた。
怪人王オロチ
声 - 斧アツシ
災害レベル竜。村田版にのみ登場。怪人協会の首領にあたる怪人で、見上げるほどの巨体と禍々しい風貌を持つ。一人称は「私」。
駆動騎士の情報によると、怪人協会のボスにして、怪人細胞の持ち主。
ゴウケツからは、地球上にアレより強い化け物は存在しないと断言されるほどの実力を有しており、製作者のギョロギョロをして「究極生物」と評している。肉体は怪人細胞で構成されている。普段は伸縮自在で高速な頭の角で敵を刺突し、本格的な戦闘の際は、いくつもの蛇のようなもので構成された四肢を解放し、本体や四肢の蛇から超高温の熱線を放つ。格闘技術もガロウ並の天才かつ技術も繊細で、ガロウとの戦闘の際は彼の使う武術を一目見ただけですぐさま習得し、ギョロギョロの指示通りに手加減してガロウを殺さずに戦闘不能に追い込んだ。全力を出す戦闘の際には更に炎をまとった人型の戦闘形態に変化し、四肢の格闘技術と、腕や胴体から放つ熱線で戦う。
寡黙で、ギョロギョロの言うことを聞く描写が多いが、逃げ帰った覚醒ゴキブリを容赦なく食い殺すなど、敗者には冷酷な面を持つ。ギョロギョロによると、元々はただの人間だったが、彼に目をつけたギョロギョロの育成によって死線を乗り越えて強くなり続けることで現在のような存在になったとのこと。ギョロギョロによる教育によって洗脳されてもおり、ギョロギョロからは一応敬語を使われてはいるが、その命令（指示・お願い）には逆らえない。
度重なる強化や強くなりすぎたこと、洗脳などによって、自我や感情はやや希薄になっており、自ら「霞がかっている」と評しているなどサイタマと似た一面も。育ち過ぎたポチでもかなわないサイタマと出会った際には、自分とまともに戦えるかもしれない存在によって久々に興奮し、饒舌となっていた。
育ち過ぎたポチとの交戦の余波で地下アジト全域を揺るがしたサイタマを警戒して対峙し、ゴウケツやムカデ長老を倒したことで地上で噂されていた「ゴーストタウンの化け物」の正体が彼であることを確信する。サイタマに興味を覚えるが、サイタマからは「過去に戦った連中と同じでどうせワンパンで終わるんだろう」と興味を持たれなかった。サイタマに対して凄まじい攻撃を仕掛けていくもワンパンで倒され、“恐怖"という感情を認識し地下深く落ちていった。
後に描きかえられた話では、古代の地底人が描いたと思われる壁画のある場所までサイタマを誘導し、自身にそっくりな絵が描かれていることと何故か読むことができた古代文字から自身が神になるべくして生まれた存在だと確信し、サイタマを生贄にして神になろうとした。しかし、サイタマはマグマを風呂代わりにしていてオロチの話は碌に聞いておらず、最初から本気を出して地球のエネルギーを直接吸い取ったガイア砲をサイタマにぶつけるも、サイタマのマジ水鉄砲で打ち消され、一撃で倒された。止めはさされなかったが、瀕死の状態で祭壇まで行き力尽き、サイタマの攻撃の余波で現れた壁画の全貌によると、オロチにそっくりな者の絵は実は神の生贄の1つに過ぎなかったことが判明する。
その後、致命傷を負いながらも大勢の怪人を吸収することで回復をする。今までサイコスに洗脳されたふりを告白し、サイコスまでも乗っ取ろうとするが、最後はサイコスと精神を共有した状態になる。パワーアップした力でタツマキとジェノスを追い詰めていくも、バングやアトミック侍を始めとしたS級ヒーローたちの奥義や絶技を受け続け、最期はタツマキに持ち上げられたアジトごと槍のように変え、串刺しにされて消滅した。
ゴウケツ
声 - 乃村健次
災害レベル竜。村田版にのみ登場。怪人協会の幹部。人間の数倍の巨躯と四つの目を持ち、棘の多い体をしている。怪人王オロチに実力を買われている。
元々は高名な武術家で、最多の出場者が集まった第一回スーパーファイトの初代王者だったが、数年前にとある怪人に惨敗した後、怪人の巣に連れて行かれ、暴力で全てを支配するという自身の野望を叶えるために怪人細胞を食べて怪人化した。敵には残虐ながら怪人の中でも元人間ということもあってか、武術会のレベル低下を思わず嘆いたり、怪人化して自我を失った元弟子たちを「それはそれでかわいい」と形容したり、怪人の勧誘も比較的丁寧に行うなど理知的な面も見せる。
元一流の武術家としての高い戦闘技術と怪人としての強靭な肉体を有する。連戦でボロボロだったジェノスを撃破する、スイリューを赤子扱いするなど高い実力を持つ。
ジェノスを撃破後に武術大会の場であるスーパーファイトの会場に現れるが、強力な出場選手たちを怪人にして怪人協会の手下に加えることが目的で、病院に搬送されていた選手も三羽ガラスを使って会場に集めさせた。その脅しに屈したり怪人細胞による強化に目が眩んだベンパッツ、ハムキチ、ボルテーン、チョゼらの怪人化に成功させる。しかし彼らを倒したスイリューの戦いぶりを見て、殺すには少し惜しいと考え、怪人協会の幹部にもなれるかもしれないと寝返ることを勧めるも、断わられたことでスイリューをいたぶって重傷を負わせる。
その後は怪人細胞の多量摂取で推定災害レベル竜の怪人となって万能感に浸っていたバクザンに実力の差を見せつけ、怪人協会のアジトの場所を教え会場を後にする。しかし、その後やってきたサイタマによってスーパーファイトの会場まで首が吹っ飛ばされて死亡した。
ジェノスからは、過去に戦ったどの怪人よりも強くS級ヒーローを集合させサイタマの力も借りて一斉に叩く必要があるほどの相手と評され、スイリューからも反則とまで言われるほどの強さであったが、サイタマからは、他の怪人との違いが分からなかったと言われた。
大怪蟲 ムカデ長老
声 - 坂東尚樹
災害レベル竜。村田版にのみ登場。怪人協会の幹部。ムカデ先輩とラフレシドンに続き、金属バットと交戦する。全長が確認できないほどの体躯を誇り、外殻の硬度は金属バットの攻撃やメタルナイトのミサイルも全く受け付けず、バングとボンブの奥義を喰らっても外殻の脱皮によってダメージを無力化するほど。
2年前にブラストと交戦し敗北、瀕死の重傷を負いブラストを憎んでいる。ブラストへの復讐のために怪人協会と協力を結び、なかなか表に出てこないブラストを戦場に引きずり出そうと躍起になっていた。ギョロギョロによると、ムカデ長老とまともに戦えそうなヒーローはブラストを含めて4人で、他にはタツマキとメタルナイトとキングがムカデ長老への脅威になるとしている。
フェニックス男に呼び出されバング、ボンブ、ジェノスの足止めとブラストへの復讐のため暴れまわる。3人の攻撃で大ダメージを負うも脱皮しすぐに再生するが、駆けつけてきたキングの「ブラストを連れてきた」という挑発に乗り、待ち構えていたサイタマのマジ殴りで砕け散った。
必殺技は「百足(ムカデ)大うねり」。
黒い精子
声 - 梅原裕一郎
災害レベル竜。怪人協会の幹部。普段は1体にまとまっているが、実際は11兆4491億71万2554体の個体の集合であり、斬ったり潰したりしても細胞ストックが尽きない限り、分裂したり巨大化しながら攻撃を仕掛ける。群体でも通用しない相手の場合は、個体の自我を殺し統合・合体することで「多細胞精子」となり、二度と分裂・変形ができなくなる代わりに、個体とは比較にならないほどの「高性能」となる。さらに10兆の個体が合体し「黄金精子」となる。通常でもアトミック侍を追い詰め、「黄金精子」になると弱っていたとはいえ、通り掛かっただけでタツマキを倒せるくらいになったが、その直後、覚醒したガロウに秒殺される。怪人の中ではかなり頭の切れる方で、戦況を分析したり、ガロウ戦後ストックが1体になり弱体化し圧倒的不利状況に陥ったあと、育ち過ぎたポチとともにサイタマのペットとして飼われる選択をしたり、その後登場するネオヒーローズに関して自分なりの考察をしたりしている。
村田版では、怪人協会に来たのはあくまでヒーロー協会を潰す目的で集まっただけで、オロチの配下になるつもりはなく手を組むのも今回限りと話しており、他の強力な怪人も同様の考えを持った者が多いようである。
駆動騎士の情報によると、一匹一匹が自我を持っており、分裂状態でも高い戦闘能力を持つ。
村田版では更に内容が追加されており、連携はより優れ、数はより多くなっている。
必殺技は自身を限界まで分裂し続けて兆単位という数の利点を活かした「精子津波」。凄まじい破壊力を持つが、分裂する分だけ個体は弱くなるため、作中では使われることはなかった。
多細胞精子
原作版にのみ登場。1兆2931億4226万1072体を合体させた形態。見た目は筋骨隆々で、口調や態度も個々と同じである。合体した力でタツマキに挑むも、首を捩じられた挙句に首から上を岩にぶつけられて死亡した。
黄金精子
原作版、村田版ともに登場。10兆体を合体させた超形態（村田版では43兆になっている）。見た目は筋骨隆々で、口調は敬語で話すが、その姿勢は慇懃無礼そのものである。実力は多細胞精子よりも更に上で、タツマキを始めとしたS級ヒーローたちを一瞬で倒した。村田版では、Gブサイク大総統やクロビカリも圧倒している。
原作版では、覚醒したガロウに倒された。
村田版では、アトミック侍の技からホームレス帝を守るが、右腕を切り落とされる。しかし、倒されるほどではなかった。
白金(プラティナム)精子
村田版にのみ登場。54兆体を合体させた究極形態。見た目はスマートだが、黄金精子よりもさらに輝きが帯びており、黄金精子と同じく敬語で話す。実力は黄金精子よりも更に上で、S級ヒーローたちを軽く蹴散らし、スピードもフラッシュを余裕で上回る。そのスピードは、コンマミリ秒単位で数千の軌跡を残すほどで、フラッシュとガロウの戦いではフラッシュを倒すも、覚醒前のガロウによって倒された。
必殺技は「不埒な回し受け(プラティナムリング)」。
１万体分精子別働隊
村田版にのみ登場。1万人体の個体を持つ4体から成る。常に栄養を補給し続ける必要があるGブサイク大総統の動きを偵察し、遠巻きに包囲して干からびさせようとするが、金属バットがその場に居合わせる。4体がかりで殴りかかるも、直後に反撃されて4体とも消滅した。
ホームレス帝
災害レベル竜。怪人協会の幹部。神通力を操り、「光パワー」と自称する力で、強力な破壊力を持つ光弾を放出して攻撃する。ただし、この光弾は距離を詰められた状態で使うと爆発で自身も致命傷を受けるのが弱点。村田版では、ゾンビマンの銃弾を光弾で防いでいた。
かつては普通のサラリーマンだったが理不尽な理由で無理やり解雇させられ、世捨て人となっていたが自己中心的に繁栄している人間の愚かさに気づき、そんな世界で下等な扱いを受けることに耐え切れなくなり死を選ぼうとする。その時突然彼の前に「神」が現れ、愚かな人類を滅ぼすために神通力を授かった。駆動騎士の情報によると、身体能力自体は一般人レベルだが、至近距離からの攻撃を避け、瞬時に応戦するなど反射神経は優れている。光弾は無尽蔵に放出することができ、ホームレス帝自身は全く疲弊している様子が無い事から、黒い精子からはエネルギーの出どころは他にあるのではと推測されている。
最終決戦まで生き残ったが、ゾンビマンに「神」のことを語ろうとしたため、「神」に神通力を没収され、急速に力尽きた。
「人類を地球に対する害として排除する」「爆発する光球を操る」などワクチンマンとの共通点が多い。
村田版では更に内容が追加されており、威力はより強く、技の応用はより広くなっている。
彼の怪人という経緯としては、怪人細胞や突然変異などではなく、全く異なるタイプである。アマイマスクとは正反対の【純粋な人間タイプの怪人側】という非常に珍しい怪人である。
必殺技は連続攻撃する「整列爆撃」、辺り一面を破壊の限りを尽くす「超過密絨毯爆撃」。
エビル天然水
災害レベル竜。怪人協会の幹部。液状の体に目玉が二つ浮かぶ凶悪な怪人。
殺意や焦燥など他人の感情に反応、超高圧の水流をビームのように射出して攻撃する。殺気の無い相手には攻撃をしない。童帝の分析によると、水流の噴出によって消費した水分は空気中から吸収して再生できる他、油分を含んだ怪人を吸収することで、特殊攻撃の対策を取るなど知力はかなり高い。
駆動騎士の情報によると、液体生命体で、水分を奪うことで体積を増やすことも可能。
村田版では更に内容が追加されており、体積はより大きく、存在はより厄介なものになっている。
コアとなる心臓部が弱点だが、心臓部も液体なため物理的な攻撃が通用しない。だが、サイタマの一撃による衝撃を受け四散し行動不能状態となる。怪人協会壊滅後も心臓部は生きていたが、復活を見越して密かにマークしていた豚神に飲み込まれ、内側から抵抗するも致命傷を与えることができず消化された。
マッドドクターフィッシュ
災害レベル虎。エビル天然水と共生してる魚の怪人。
ピラニアのように鋭い歯で相手を襲い、敵味方関係なく噛み殺す。イアイアンに倒された。
エビル海洋水
災害レベル【不明】。エビル天然水が海に入ることで更に凶暴になった超海物。ムカデ仙人曰く「母なる海の化身」。
ムカデ仙人との連携でガロウを窮地に立たせるもサイタマのマジ殴りにより霧散された。怪人協会崩壊後は、原作同様に核が残っており、そこに現れたエアーを瞬殺するも、直後に豚神に飲み込まれて最期はそのまま消化された。
必殺技は1発で街を破壊する「海大砲」。
ブサイク大総統
災害レベル竜。怪人協会の幹部。不細工な普通の人間が、その容姿が原因で溜まった嫉妬心・劣等感を憎悪に変換、怪人化した「ブサイクモンスター（略称ブサモン）」と呼ばれる類の怪人。美しい・かっこいい者への嫉妬・憎悪によってより醜く強化される。ハグキ共々本気を出したバングに一撃で倒された。
駆動騎士の情報によると、相手の弱点を見抜く洞察力に加え、強靭な肉体と残虐性を用いて相手の精神と肉体を破壊する。
村田版では更に内容が追加されており、顔はより醜く、体はより強靭なものになっている。
必殺技は「顔面崩壊パンチ」「全身崩壊パンチ」「尊厳崩壊パンチ」。
Gブサイク大総統
ハグキによって丸吞みにされた直後に脱出するも、胃液で全身が溶かされた醜悪な姿をしている。「G」は「ゲロ」の意味で、片目が取れかけている。ハグキの強力な消化能力を引き継いでおり、全身が強酸の塊のような状態になっている。斬撃が効かない体になったことで剣聖会のメンバーを簡単に倒し、クロビカリにも酸でダメージを与えるなど大幅にパワーアップをした。しかし、体を維持するためには食事をし続けなければならず、分裂した黒い精子たちをも酸で溶かして食べ始めたことで黒い精子の怒りを買い、合体して金の腐食耐性を身につけた黄金精子にボコボコにされる。また、思い描いていたシナリオを台無しにされたことでホームレス帝からも怒りを買って攻撃を受け、勝ち目がないことを悟り逃走する。しかしその後、倒れているバングを見つけ、殺そうとしたが、最期はガロウに腹部に巨大な風穴を空けられて死亡した。
必殺技は「前腕溶解パンチ」「全身溶解パンチ」。
ハグキ
災害レベル竜。怪人協会の幹部。目も鼻もない、巨大な口だけの醜い怪物。豚神と同様な戦闘スタイルで敵を丸飲みする。豚神を倒し最終決戦まで生き残ったが、ブサイク大総統共々本気を出したバングに一撃で倒された。鳴き声は、「ブモオオオオオ」。
駆動騎士の情報によると、無限の食欲に駆られ、重機をも噛み砕く咬合力で、標的にしたものを胃袋に収めるまで止まらない。
村田版では更に内容が追加されており、実力はより高く、食欲はより旺盛になっている。
育ち過ぎたポチ（村田版では育ちすぎたポチ）
災害レベル竜。怪人協会内で飼われている番犬。バングやガロウからの攻撃を受けても大したダメージを受けない異常なタフネスを持つ巨大な犬の化け物。口から火炎弾のようなものを無数に放つ。その実力はニャーンやオロチからも認められ一目置かれている。
サイタマと遭遇し襲いかかるが、犬好きなサイタマからは怪人ではなく「犬」と認識されており、しつけとしてパンチ一発で「おすわり」をさせられて倒されたがとどめはさされなかった。その後、意識を取り戻しオロチからサイタマを殺すように命令されるが一目散で逃げ出す(村田版のみ)。
駆動騎士の情報によると、怒らせば辺り一面を更地にするほど驚異的な存在だが、自分より強い者には懐く習性がある。
怪人協会壊滅後も生き延びていたが大幅に弱体化しており、子犬ほどのサイズになってサイタマに近寄ってきた。犬好きなサイタマは家に連れ帰っている。
ニャーン
災害レベル竜。村田版にのみ登場。怪人協会の幹部。猫の怪人。元は飼い猫だったが、当時の飼い主に強引に愛情を押し付けられていたことに辟易していたようである。
「猫罰」という爪を使ったシンプルな攻撃を行うほか、3ミリ程の隙間があればあらゆる場所に侵入できる能力も持ち合わせている。隙間からの不意打ち、攻撃を避ける際や逃走時における手段としても活用できる事から汎用性はかなり高いと思われる。
怪人協会への勧誘を目的に臭蓋獄へ赴き、囚人十数人を怪人化させることに成功する。ヒーロー協会との全面戦争時は、怪人化した囚人達とプリズナーが対峙していた際に現れ、プリズナーに深手を負わせるものの、プリズナーが「愛情を強引に押し付けてきた昔の飼い主に似ている」という理由から嫌悪感を覚え、逃走する。
ぷりぷりプリズナーを振り切った後、サイタマがポチを一撃で倒した様子を目撃し、隙をみてサイタマに不意打ちを仕掛けるも全く効かず、恐怖感を覚えそのまま逃走する。
逃走後、地上に出てストレス発散目的でA級以下のヒーロー達をいたぶり始める。また、その際にヒーロー達が人質だったワガンマの救出に成功した事を知り、遊びのテーマとしてヒーロー達の前でワガンマをズタズタにしようと画策しワガンマを連れ去ろうとするが、突如現れた駆動騎士と交戦。互角の戦いを繰り広げ、駆動騎士を苦戦させるが、最後には駆動騎士の「戦術変形『金』」により丸焦げにされ倒された。その後もかすかに生きていたが、生物模倣兵器の参考にするために駆動騎士に回収された。
疾風のウィンド
声 - 村田太志
災害レベル鬼〜竜（人間の姿の時は鬼だが、怪人化すると竜になる）。新入りのためか幹部候補。怪人協会メンバーで特S級の賞金首。長髪で眉毛がなく、睫毛が長い。ソニックと同じく忍者の里の出身者で、彼の先輩にあたる「黄金の37期」。
人間状態でも音速のソニックの爆裂手裏剣を難なく受け止める高い実力を持つが、同じ里出身の「人身売買王アブラボウズ」といった実力者には戦力的にもかなわず、「暗殺者」として使い潰される虚しい人生に嫌気がさし、世界を支配できるだけの力を求めてフレイムと共に怪人協会に入り怪人化。人間の姿と怪人化した姿を自由に切り替えることができ、ソニックが戦慄するほどの速さを身に付けた。怪人化した姿は全身に豹の様な模様が浮かび上がる。閃光のフラッシュをヒーロー協会の実力的なトップとして高く評価している一方で、自分たちのスピードについてこれない他のヒーローは雑魚だと見なすなど自身の速さに相当な自信を持っている。怪人化した際の強さと速度は人をほとんど褒めないフラッシュをして「片方でも取り逃がしたら後々面倒になる」と評価せしめるほど。
怪人王オロチに対する忠誠心などは一切無く、いずれ自分たちの手で世界を支配することを望んでおり、自分たちの唯一の障害となる閃光のフラッシュを確実に討つためにソニックを勧誘に来てソニックに怪人細胞を渡した。その後、怪人協会に乗り込んできたフラッシュとの戦いでは善戦するが、最後はフレイムと共に閃光斬で倒された。
その後、転生フェニックス男の能力の影響で復活したがフラッシュに倒された時の記憶は無く、フラッシュを探している時にサイタマと遭遇し、ヒーローと認識してフレイムと共に攻撃をしかけるもあっさり見切られる。自分たちの技を見切ったとのことで殺しのターゲットにするが、先約があるとのことで後回しにしてフラッシュ探しを再開した（なお、人間体のまま全裸で行動していたため、サイタマには「ただの変質者」と認識されて見逃された）。
後に142話は描きかえられ、全裸ではなくなったが、転生フェニックス男との対戦で疲弊した童帝を使ってフラッシュをおびき寄せようとしたが、サイタマにフレイムもろとも一撃で倒され捕縛された。
元々は村田版にのみ登場していたが、原作115話にて逆輸入の形で登場している。
必殺技は「嵐刃脚」。
業火のフレイム
声 - 内匠靖明
災害レベル鬼〜竜（人間の姿の時は鬼だが、怪人化すると竜になる）。幹部候補。怪人協会メンバーで特S級の賞金首。基本的に無表情で髪を逆立てているが、しゃべり出すと饒舌。炎を纏った攻撃をする。怪人化した姿は全身に血管の様なものが浮かび上がる。ソニックと同じく忍者の里の出身者で、ウィンドと同じく「黄金の37期」。常にウィンドと行動を共にする。
元々は村田版にのみ登場していたが、原作115話にて逆輸入の形で登場している。
必殺技は「炎刃脚」「火遁　散閃斬」。

##### 怪人協会構成員
フェニックス男
声 - 前田弘喜
災害レベル鬼。怪人協会メンバー。かつて放送されていた「アニマル帝国」の登場キャラクターである「ドンカンバード」のスーツアクターを務めていた男が着ぐるみが脱げなくなり、そのまま怪人化した。番組が打ち切られるとお払い箱になり、プロデューサーらしき人物から水をかけられるなど屈辱的な過去を持ち、それゆえに人間たちへの強い復讐心を有する。
「自分にとっては怪人協会も踏み台に過ぎない」と嘯くが、童帝に全く太刀打ちできずに倒される。
村田版では比較的理知的な性格に変更され、暴れることにしか能が無い多くの怪人と違い全体を見渡して指示を出したり交渉ごとも行えることからギョロギョロに重用され、ガロウへの勧誘役やヒーロー協会から人質をさらう役の指揮官を任されていた。そのため自分のことを一目置かれる「中間管理職」と称している。怪人協会に籍を置いてはいるがあくまで利害関係によるもので、ギョロギョロにオロチ育成の話を聞いた後は、自らもいずれパワーアップし怪人王になることを目論む。
転生フェニックス男
災害レベル竜。村田版にのみ登場。童帝によって倒されたフェニックス男が転生した姿。
転生したことによりクチバシ攻撃しかできなかったフェニックス男とは思えない程の強さを得た。攻撃力、耐久力、スピード、あらゆる面で優秀で一部特化な怪人が多い怪人協会のなかではかなりバランスが取れた存在である。特に耐久力は災害レベル「竜」の中でも最強クラスで本体が死んでも着ぐるみさえ無事なら何度でも復活し復活するたび際限なく強くなるという。
着ぐるみには強い愛着を持っているようで、童帝からの攻撃を受けて着ぐるみが損傷した際には激怒しているほか、スーツアクターとしての強いこだわりを見せる。
元々頭がよく強い警戒心を持っていたことと、本体が死んでも着ぐるみの能力で際限なく復活し復活するたびパワーアップする特性も相まって童帝の切り札すらものともしなかったが、強くなりすぎて慢心したことと着ぐるみに傷をつけた事が重なり童帝への怒りで突撃した結果、着ぐるみの中にコチョコチョ虫一号を入れられてくすぐられ、たまらず着ぐるみを破いてしまい力が抜けてしまう。弱体化した所を童帝に攻撃され、着ぐるみをむしりとられたことで怪人としての力を完全に失い、戦闘不能となった。
後に142話は描きかえられ、着ぐるみを脱ぐ事を拒絶してくすぐりに耐えていたが笑いすぎて爆発し、災害レベル狼未満の怪人ヒヨコ男になった。
必殺技は「フェニックスエクスプロージョンクチバシ攻撃」、転生前はS級ヒーローの童帝が貼った「イライラシールド」に歯が立たなかったが転生後は「イライラシールド」を五重を容易に突き破り童帝にダメージを与えた。
基本全ての攻撃は熱属性であり熱に強い素材ならすこしなら耐えられる。着ている着ぐるみの性能を変えることができる。
彼の経緯としては前述のとおり憂いに沈む過去を持ち、怪人化した後でも根強く彼の中に残っている。
必殺技は光の弾を発射させる「フェニックスフレア」、死体をゾンビとして甦らせる「新王・目覚めの光」
怪人ヒヨコ男
災害レベル狼未満。142話で登場。見た目は文字通りひよこの姿をしており、サイズも非常に小さい。サイタマから逃げ出すも、ウィンドに蹴り飛ばされた。
キリサキング
災害レベル鬼。怪人協会メンバー。両腕が刃になっている、顔に包帯を巻いた都市伝説怪人。
怪人協会の中でもかなり危険な存在で仲間の怪人でさえ彼に近づこうとはしない。
戦闘能力は鬼の中でも高く初期のガロウとやりあえるぐらい強い。
蟲神、ムカデ先輩と共にガロウの動向監視を行い、不細工な子供を殺すよう命じたが反発される。一度はガロウに重傷を負わせたが、不細工な子供を助けるため怪人教会本部に現れたガロウと再度戦闘になり、武器の刃を腕でへし折られパンチ一発で首が引きちぎれさらにボンブからコピーした「旋風鉄斬拳」で頭部がバラバラになり死亡した。
蟲神
災害レベル鬼。怪人協会メンバー。キリサキング、ムカデ先輩と同じくガロウの動向監視を行っていた怪人。
覚醒前のガロウの攻撃力で歯が立たないほどの肉体を持つ。
ガロウを制裁した後、怪人協会本部で超合金クロビカリと戦っていたが、攻撃をすべて防がれ、パンチ一発で腰から上を粉砕された。
ムカデ先輩
声 - 手塚ヒロミチ
災害レベル鬼。怪人協会メンバー。巨大なムカデの体に人面の付いた怪人。普段は地面に潜っており、主な攻撃手段は鋭い脚による地面からの不意打ち。原作ではキリサキング、蟲神と共にガロウを襲うも返り討ちにされる。村田版ではヒーロー協会幹部をさらうために出現し、鋭い攻撃で金属バットを追い詰めるが、気合を入れ直した彼に一撃で敗れた。
必殺技は「百足(ムカデ)大行進」。
ヒトトリグサ
声 - 杉崎亮
災害レベル不明。村田版にのみ登場。食虫植物の怪人。ヒーロー協会幹部をさらうために出現するが、金属バットに瞬殺された。
ムカデ後輩
声 - 山口崇浩
災害レベル不明。村田版にのみ登場。元は普通のムカデだったが、異常成長によって自我が芽生えた。自分こそ自然界の頂点と粋がっていたが、ムカデ先輩に序列を教えられた過去を持つ。ヒーロー協会幹部をさらうために出現するが、金属バットに敗れた。
ラフレシドン
推定災害レベル鬼。村田版にのみ登場。悪臭を放つラフレシアの怪人。ヒトトリグサ、ムカデ後輩が敗れたのを受けてムカデ先輩と共に出現。相手を昏睡状態に陥らせる「催眠香」で優位に立つが、気合いを入れ直した金属バットに敗れた。
サイレスラー
声 - 杉崎亮
災害レベル虎→鬼。村田版にのみ登場。怪人協会メンバー。レスラーの姿で腹部に「砕」の文字を入れたサイの怪人。
モヒカン、パイナップルと対峙し、彼らの必殺技を受けて採点、2人の戦闘力を酷評する。元々は災害レベル虎だったが、地上で一番強い奴になるために特訓を続けた結果、災害レベル鬼に成長する。A級ヒーローの攻撃すらものともしなかったが、アトミック侍に斬られたことすら気付かず、気付いた後はアトミック侍の攻撃を100点と評価しながらバラバラになって死亡した。
マーシャルゴリラ
声 - 堀総士郎
災害レベル虎。村田版にのみ登場。軍人の姿でバナナ型の葉巻を吸うゴリラの怪人。自分の災害レベルに拘っており、災害レベル「虎」から「鬼」に上がるまでA級ヒーローを襲い続けると公言している。W市でヘビィコングと対峙し、圧倒的な実力で勝利した後はW市を徘徊していた。遭遇した進化の家のアーマードゴリラにナイフで襲い掛かるが全く通用せず逆にナイフが折れてしまい、一撃で顔面の骨が砕かれ死亡した。
必殺技は「バナナスラッシュ」。
舞妓プラズマ
声 - 紡木吏佐
災害レベル虎。村田版にのみ登場。怪人協会メンバー。着物姿で背中に背負った雷様の太鼓を用いて、電気を自在に操る舞妓の怪人。
電気ナマズ男と共にD市で雷光ゲンジと対峙し、勝利する。その後、怪人協会のアジトに侵入したぷりぷりプリズナーと対戦するも攻撃が全く通じず他の怪人たちと共に退散しようとしたところ、バキューマによって食われ能力を奪われる。
後に描き直された話ではバキューマに吸収されるも、ぷりぷりプリズナーがバキューマを倒した際には消化されていなかったことで生き残る。また、電気ナマズ男とは夫婦であることを示唆する描写がある。
電気ナマズ男
災害レベル虎。村田版にのみ登場。怪人協会メンバー。逞しい手足を生やした電気ナマズの怪人。腹部に充電マークがある。
舞妓プラズマと共にD市で雷光ゲンジと対峙し、勝利する。その後、怪人協会のアジトに侵入したぷりぷりプリズナーと対戦するも攻撃が全く通じず他の怪人たちと共に退散しようとしたところ、バキューマによって食われ能力を奪われる。
協調性は怪人の中でも高く、後に149話で描きかえられた際、それを示す場面が多く見られた。
描きかえられた話ではバキューマの吸収から辛うじて逃れるも、舞妓プラズマがバキューマによって吸収された際は憤慨していたが、ぷりぷりプリズナーによって吸収された怪人たちが全員排出され、無事と知るや否や我先に彼女を助けその場から立ち去った。
怪人姫 メガネメガミ
推定災害レベル鬼。原作にのみ登場。怪人協会メンバー。ハート型の眼鏡をかけた女性怪人。いかなる男でも虜にし、奴隷にしてしまう強力な催眠術「洗脳ハートビーム」を持つが、アマイマスクには通じず倒された。台詞から察するに、アマイマスクのファンだった模様。
村田版では怪人姫 弩Sがメガネメガミの役割を担っている。
怪人姫 弩S
声 - 藤原夏海
災害レベル鬼。村田版にのみ登場。怪人協会メンバー。抜群のプロポーションの持ち主で、露出度の高いボンデージ衣装を纏った女怪人。マスクをしており、素顔は口が裂けており非常に長い舌を持つ。その名前と外見通りのサディストで、イバラの鞭による特殊な刺激で相手を虜にし奴隷にしてしまう。
災害レベル鬼にしては意外とタフで、幾度となく大ダメージを受けたり、フブキからの激しい裁きを受けても倒れないなど自我も強い。
怪人協会による宣戦布告の際は、街で暴れてダークネスブレイドを始めとするヒーロー数名を鞭の刺激で洗脳し、駆けつけたフブキ組と対峙、フブキ組メンバーをも洗脳するが、フブキが負傷したことを察知して周囲を破壊しながら近づいてくるタツマキの実力が想像の遥か上であったことを悟り、現れたタツマキに洗脳したフブキ組をけしかけ、撤退。
その後、怪人協会本部まで逃げ帰り、覚醒ゴキブリがオロチに食い殺された直後、自身もギョロギョロに敗北を咎められるが、能力の利便性により生かす価値があると判断され、次は無いとオロチに釘を刺されたものの事なきを得た。ナリンキ私設部隊が怪人協会に捕えられた際には、G5の助言で戦力として使った方が有益とのことで私設部隊全員を洗脳した。
怪人協会のアジトに侵入したイアイアンたちA級ヒーロー三剣士と遭遇し、洗脳した私設部隊をけしかける。私設部隊との戦闘で隙が生じたブシドリルを攻撃して洗脳しようとするも、アマイマスクによって阻止されてイアイアンたちを取り逃がす。弩Sはアマイマスクのファンで、素顔を見せて彼を誘い取引に応じれば私設部隊の洗脳を解く可能性をちらつかせるも相手にされずけしかけた私設部隊はあっさりと皆殺しにされた。自分の知るアマイマスクとあまりにも違う姿と実力に動揺し、鞭で攻撃をするも全く通用せず降参。アマイマスクに服従することを誓って命乞いをするが「怪人は死ね」と言われ（直接的な描写は無いものの）首の骨を折られ絶命する。
後になって145話は描きかえられ、ナリンキ私設部隊はアマイマスクに殺されかけたところを三剣士によって阻止される。また、弩Sは頭をアマイマスクによって壁に叩きつけられた後、油断していたアマイマスクに自身の足を蛇のように巻きつかせて動きを止めて舌で顔面を攻撃するが、その顔を見てアマイマスクが人間ではないことに気付いた直後に顔面を握りつぶされて殺されたかに見えたが、後に描きかえられた151話では上の階から滴り落ちてきた怪人の血を啜ることで回復し、潰された顔も元に戻した。アマイマスクの秘密を知ったことでうまく利用すれば優位に立てると考え、アマイマスクを1000人目の恋奴隷にすることを決めるが、直後にフブキと遭遇する。優位に立つよう人質を取るもシルバーファングによって失敗し、自身も拘束される。その後はフブキからの激しい裁きを受け、洗脳されるふりをしてガロウをおびき寄せる笛を吹くが、実はその笛は育ちすぎたポチを呼び寄せるものだった。ポチに手こずってる隙に逃げようとするが、フブキの地獄嵐によって失敗する。
地底人達が互いに争って滅んだのは、彼女が潰し合わせたものであることが判明する。アマイマスクを恋奴隷にするつもりではあるが、実はアマイマスクに惚れてしまっているようで、妄想の内容からむしろ彼女自身がアマイマスクに支配されたがっている様子が窺える。
ガンリキ
声 - 冨岡美沙子
災害レベル鬼。村田版にのみ登場。頭部はメデューサのように無数の蛇になっており、ラミアやナーガを思わせる蛇の下半身を持つ女怪人。相手を麻痺させる神経毒を用いる。
童帝が作ったカマセイヌマン22号によって全ての毒を分析された後にカマセイヌマン22号の自爆攻撃を受けたが、表面の皮が消し飛んだだけで目立ったダメージが無く、熱感知で童帝を見つけ出すが、応援に駆け付けた豚神に丸ごと食べられて倒された。
百々目蛸
災害レベル鬼。村田版にのみ登場。全身に無数の目玉を持つ巨大タコの怪人。建物を食べて巨大化・硬質化する性質を持つ。閃光のフラッシュによって目を潰されのたうちまわっていたが、タツマキによって上空へ持ち上げられ、丸く潰されて倒された。
拳闘魔人
災害レベル鬼。村田版にのみ登場。4本の腕を持つボクサーの姿をした怪人。かつては格闘技を極めた格闘家だったが、試合だけでは物足りず、自分の力を思う存分発揮したい破壊衝動によって怪人化した。
スマイルマンと対峙し圧倒するが、バングに瞬殺された。
ヘドロクラゲ
声 - 伊達忠智
災害レベル虎。村田版にのみ登場。怪人協会メンバー。粘性の液体状の肉体を持ち、毒ガスも効かず、打撃や斬撃を受けても一時的に体が飛び散るだけでダメージは一切受けない体で災害レベル虎にしては驚異のしぶとさを誇る 倒すためには火など物理以外の攻撃が有効である
フェニックス男と行動し、ゼンコを誘拐しようとするが、ガロウに倒され撤退する。その後、ガロウへの嫌がらせのチャンスを窺い続けており、ガロウがキリサキングたちから逃げさせたタレオを捕縛し、隙が生じたガロウにキリサキングたちが攻撃をしかけ瀕死の重傷を負わせるきっかけを作った。ワガンマを救出に来た童帝と戦うが、自分には斬撃が効かないことに油断して、燃料油を注入されて焼け死んだと思われていたが生きており、童帝の前に再び現れて怒りを露にし邪魔しようとするが、体に含まれる油分に目をつけたエビル天然水に体内の水分を全て吸収され死亡した。
必殺技は「ヘドロプレス」。
バンパイア（血統書付）
推定災害レベル鬼。怪人協会メンバー。吸血鬼の家系の末裔で、血統書付きの正真正銘本物の吸血鬼。ゾンビマンの30分に渡る死闘の末、死亡した。
村田版では生まれながらの本物の怪人であるというエリート意識から、オロチや幹部を含め他の怪人たちを内心では紛い物と見下しており、ヒーローたちを全滅させた後で紛い物の怪人を皆殺しにしようと画策していた。そのため、他の怪人達からは嫌われている。
ダイショッカン
推定災害レベル鬼。怪人協会メンバー。巨漢の怪人。巨大なトカゲのような外見で、非常に食欲旺盛。豚神と遭遇して丸呑みにしようとするも、逆に豚神に丸呑みにされてしまった。
魔ロン毛
推定災害レベル鬼。怪人協会メンバー。異様に長い頭髪を操り戦う。「井の中の蛙大海を知らず、A級ヒーロー毛髪の恐怖を知らず」など、ことわざをその時々の状況に置き換えて言うのが特徴。何万本もの毛髪攻撃を仕掛け、油断すれば敵の体内に毛髪が侵入して内臓を破壊するなど厄介な代物となっている。剣よりも細い代わりに物体や人体の貫通、切断が可能。
A級三剣士と戦い、彼らを苦戦させるが頭髪を全て切られて倒された。
カオハギ
声 - 村上裕哉
災害レベル鬼。村田版にのみ登場。怪人協会メンバー。全身に顔があり、両手に持った巨大な包丁で相手の顔を剥ぎ取る怪人。
動きが速く、包丁捌きでジェノスの左腕を損傷させるも、ジェノスが意図的に自分の堅い頭を攻撃させたことで包丁が砕ける。隙が生じた所に焼却砲を口に撃ち込まれ、体内から焼き尽くされた。
覚醒ゴキブリ
声 - 野坂尚也
災害レベル鬼。村田版にのみ登場。怪人協会メンバー。6本の腕を持つゴキブリ型の怪人。
ただ速いだけではなく、相手の視線をくぐり抜ける独特の歩行をし、建物の死角を巧みに利用する。また本人曰く、殺意を読み取って先に体が勝手に避けるので、光の速さで攻撃しても当たらないらしい。
ジェノスの奥の手に関する発言に反応し、とどめは他の怪人に任せて立ち去るフリをして背後から攻撃しようとしたが、ジェノスの出した超強力な瞬間接着剤に捕まってしまう。焼却砲で倒されかけたが、脚を捨てて逃走した。
その後、怪人協会本部まで逃げ帰るも、オロチから敗北したことを咎められ、彼のツノにあっさり捕まり食い殺された。
ギョフリー
声 - 木内太郎
災害レベル不明。村田版にのみ登場。ヒーロー協会病院を襲撃した、半魚人のような姿をした怪人。無免ライダーを圧倒して踏みつけるが彼に足を掴まれ、直後にタンクトップマスターの繰り出した「タンクトップタックル」の直撃を受けて、病院の外に吹き飛ばされた。
三羽ガラス
ゴウケツ直属の部下である三人組のカラス型怪人。災害レベル鬼（3体の連携を合わせた総合戦闘力による評価）。村田版にのみ登場。全体的にはカラスのような姿だが人間のような腕を持ち、足が三本ある。病院に搬送されていたロジー、デーブ、バズズをスーパーファイトの会場に連れ戻してきた。
元々はゴウケツの弟子であったが、意思が弱かったらしく怪人化した後に自我を失い、貪欲な肉食獣と成り果てた。凶暴だが主人には忠実。ゴウケツによると武術家の肉が好みとのこと。
コンビネーションを使い、重傷を負ったスイリューを追い詰めるも、ヒーロー活動時の武装に着替えて助けに戻ったスネックとマックスの加勢により、スイリューたちに倒される。
フリーハガー
声 - 手塚ヒロミチ
災害レベル鬼。村田版にのみ登場。「FREE HUG」と書かれたプレートを手に持ったハリネズミの怪人。
全身が針で覆われており、ぷりぷりプリズナーを苦戦させるも、痛みは受け入れればいいと判断し、精神的に成長したぷりぷりプリズナーのエンジェル☆ハグで倒された。
爆走兄弟 レップウとゴウカ
推定災害レベル鬼。原作にのみ登場。怪人協会メンバー。ロボットの兄弟で、兄弟愛を生かした連携攻撃「高速回転陣」を得意とする。
スピードでは誰にも負けないと自負していたが、それを上回る閃光のフラッシュのスピードに瞬殺された。
村田版では疾風のウィンドと業火のフレイムがレップウとゴウカの役割を担っている。
デストロクロリディウム
声 - 手塚ヒロミチ
災害レベル虎。村田版にのみ登場。怪人協会メンバー。寄生型の怪人で、ヒーロー協会の職員に寄生してヒーロー協会本部に侵入し幹部の1人を射殺する。本体は人間の手に乗る位の大きさ。寄生した職員を超合金クロビカリによって倒され、新たに超合金クロビカリに寄生しようとしたが、鋼鉄並の強度を誇る触角ドリルを用いても超合金クロビカリの肉体には傷一つ付けられず、手で叩き潰された。
シャワーヘッド
災害レベル鬼。村田版にのみ登場。怪人協会メンバー。体内に溜めた水を自由に変質させて噴出することができる。超マウス、イッカクと共にガロウを攻撃するも歯が立たず、超マウスとイッカクとの連携技である爆速刺しを繰り出すがあっさりかわされ、流れ弾を受けて怒り狂った育ちすぎたポチの攻撃を受ける。蛇口全開放で最大水圧で相殺を試みるも、全く太刀打ちできずに掻き消された。
必殺技は自身と超マウスとイッカクの3体による「三鬼一体・爆速串刺し」。
超マウス
災害レベル鬼。村田版にのみ登場。怪人協会メンバー。元実験用のマウスで、様々な過酷な実験を生き抜いてきた。優れた知性と膨大な筋量、尋常ではない再生能力を誇る。キリサキングに倒された後に怪人協会アジトに侵入してきたガロウを、シャワーヘッド、イッカクと共に攻撃するも歯が立たず、シャワーヘッドとイッカクとの連携技である爆速刺しを繰り出すがあっさりかわされ、流れ弾を受けて怒り狂った育ちすぎたポチの攻撃を受ける。自身の再生能力に自信があり、復活できる可能性を信じて身構えたが全く太刀打ちできずに掻き消された。
必殺技は自身とシャワーヘッドとイッカクの3体による「三鬼一体・爆速串刺し」。
イッカク
災害レベル鬼。村田版にのみ登場。怪人協会メンバー。世界最硬を自称する長い角を有している。シャワーヘッド、超マウスと共にガロウを攻撃するも歯が立たず、他の2人がガロウと会話している間に体全体を串のような形状に変化させ、シャワーヘッドと超マウスとの三鬼一体の連携技である爆速刺しでガロウを攻撃するもあっさりかわされ、前方にいた育ちすぎたポチに角が刺さってしまい、怒りを買ってバラバラにされてしまった。
必殺技は自身と超マウスとシャワーヘッドの3体による「三鬼一体・爆速串刺し」。
ジャガン
災害レベル不明。村田版にのみ登場。怪人協会メンバー。元は貧弱な超能力者だったが、ギョロギョロによってヒーローによって殺された怪人たちの眼を体に埋め込まれ、残留思念である怨念を寄り集めることで力を増幅させることに成功し、ビルを数本も自在に浮かばせて攻撃できる。
人質救出作戦のために怪人協会アジトの場所まで乗り込んできたヒーローたちの前に現れ、タツマキを相手に数分健闘してみてたものの、歯が立たず畳みこまれた後に掻き消された。ギョロギョロにとってはタツマキ以外のヒーロー協会側の戦力を観察するための時間稼ぎの捨て石に過ぎなかった。
バキューマ
災害レベル鬼。村田版にのみ登場。怪人協会メンバー。ヒンドゥー教の神のガネーシャに似た外見をしている。後に描き直された話では、鼻ではなく腕が複数本になりスーツを着用しているなどデザインが一新されている。
ぷりぷりプリズナーと対戦してその耐久力に勝てる見込みが無いと撤退しようとした怪人の雑兵たちを食べて特殊能力を取り込み、パワーアップする。取り込んだ特殊能力が使えるのは、消化して排泄されるまでとのこと。
取り込んだ能力を纏めた攻撃をぷりぷりプリズナーに放つも、ダメージの蓄積で新しい戦闘スタイルを身に付けたぷりぷりプリズナーの攻撃で粉砕された。
剣鬼ブッタギリー
災害レベル不明。村田版にのみ登場。怪人協会メンバー。刃に魂を捧げたと豪語する。
アトミック侍の一閃を防ぐなど、ある程度の実力を有するようだが、斬り合いでは相手にならず、自分がバラバラに切られている事に気づかないまま絶命した。
マナコ
災害レベル不明。村田版にのみ登場。怪人協会メンバー。一つ目の怪人で、目は光らせる事も可能。最初の一人称は「俺」だが、途中から「わたし」になっており、性別が女性ということが明言されている。
S級ヒーローと戦うのを恐れトイレにこもってやり過ごそうとしていたが、運悪く道に迷っている最中のサイタマとフラッシュがトイレの壁をぶち壊して出会ってしまう。その後、怪人王への案内係として同行させられるも、その最中に何度もサイタマとフラッシュに命を救われるなど結果として生きながらえている状態となり、タツマキの強力な超能力で閉じ込められた際は、脱出する為に一時的とはいえ互いに協力しており、サイタマからも名前で呼ぶ間柄になるなど根っからの悪ではない様子。
ビルブッパ
災害レベル鬼。村田版にのみ登場。怪人協会メンバー。ダイナマイト・プランジャー(発破の起爆スイッチ)の様な形をした小柄な怪人。高いテンションと高飛車な性格が特徴で、笑い声は「ハッパッパッ」。小柄な体型とは裏腹に爆発力はかなりのもので、複数のビルを同時に倒壊させるほど強力なもの。
自身の爆発能力でビルを倒壊させ、唯一の仲間の出入り口を塞ぐという戦略を見せるが、倒壊したビルとマンホール越しに、サイタマにビルごと殴り飛ばされ、そのままの勢いで遥か彼方へと吹っ飛ばされた。
毒トカゲ姉妹
村田版にのみ登場。怪人協会メンバー。トカゲの姿をした女怪人。
頭に数本の角に、ストレートナイフを持っているのが姉。
頭に2本の角に、ロングナイフを持っているのが妹。
レプテラ（姉）
災害レベル不明。149話で登場。仲間と共にぷりぷりプリズナーと戦うも、尋常じゃないタフさに恐れて逃走。それを目撃したバキューマーによって吸収されるが、ぷりぷりプリズナーによって倒されたことで吸収された怪人たちは排出された。
ラプトラ（妹）
災害レベル不明。138話で登場。ヒーローたちが来たことで人質の価値はないと判断し、ワガンマを殺そうとするが、童帝の毒ガス兵器に倒された。
マスター・ジョー
災害レベル虎。村田版にのみ登場。怪人協会金庫番。あらゆる鍵を持て歩いており、自身の体もカギに変える事ができる一つ目の怪人。
体は意外と頑丈で、数発の銃弾を打たれても倒れない程のタフさを持つ。仲間がやられた後は追い詰められ、最後の手段としてエビル天然水を解放する。
最後は力尽きるのと同時に、エビル天然水に共生するマッドドクターフィッシュに食い殺された。
なお、災害レベル自体は高くないが、金庫番という肩書きを持つため、怪人協会の中では重要な存在であることがうかがえる。
大怪蟲ムカデ仙人
災害レベル【不明】。村田版にのみ登場。ムカデ長老の更に巨大な超生物。本人曰く「父なる大地の化身」。一人称は「吾輩」。
ガロウと対峙する際にタレオの乗ったヘリを人質をして扱い、エビル海洋水との連携でガロウを追い詰めるもサイタマがエビル海洋水を吹っ飛ばしたことで戦況は一変する。更に金属バットの参入により追い詰められるが、本人もダメージを受ける度に脱皮、再生するため簡単には倒れず再びタレオたちの乗ったヘリを捕らえ人質を取るが、ガロウと金属バットの連携やヘリに乗ったヒーローたちの機転によりヘリを手放た上に、再生能力の役割を果たす心臓をガロウに抜き取れた挙句に遠く投げ飛ばされ、最期は自分の心臓を取り戻すのと同時にガロウに瓦割りの要領で自身の体が一撃で真っ二つに割られ絶命する。
必殺技は自身の6666本の脚を連携した突進攻撃「六千六百六十六足大穿孔(ムカデだいせんこう)」。

#### 「組織」の怪人
機神ヅシモフ（村田版ではG4）
声 - 木内太郎
災害レベル鬼。「組織」によって造られたロボット怪人。キングを発見し戦いを挑むも便意を口実に逃げられ、その場に居合わせたジェノスと交戦する。圧倒的な火力でジェノスを追い詰めるも、激闘の末に敗れる。その残骸は彼の強化改造の部品として再利用された。
村田版では内部に小型ロボットが存在しており、頭部から複数のレーザーを照射し小柄ながらも腕力はジェノスに匹敵する。レーザー照射口にはワイパー付き。
機神G5
災害レベル鬼。村田版にのみ登場。怪人協会に加勢するべく「組織」から派遣された鎧武者姿のロボット怪人。
攻撃手段は主に剣で、目から人の腕なら簡単に消し飛ぶ威力のレーザーを放つ。
単純な戦闘力では鬼の中では群を抜いており、アトミック侍とまともに斬り合えた数少ないロボット怪人である。機神G4と同じように中に本体が入っており、本体の強度はアトミック侍の「アトミック斬」を食らっても耐えるほど頑丈である。
ワガンマを救出した童帝と交戦し、足止めをくらいワガンマと童帝を見失ってしまう。その後雑兵を瞬殺していたアトミック侍と交戦、最初は互角のように斬り合っていたが、超高性能な人工知能によるシミュレーションがあってもアトミック侍との剣の打ち合いには勝てなかった。アトミック斬をまともに受け外殻を破壊されたが、中の本体はアトミック斬でも斬れず、逃走した。その後怪人協会幹部のニャーンを倒した駆動騎士のところに現れ、その場にいたセキンガルの息の根を止めようとするが、そこに現れた強化したジェノスに強力なキックをお見舞いされ頭から変形してめりこみ敗北した。
必殺技はアトミック侍の剣術のコピーに加え、それを二刀流で切り刻む「アトミック斬　二刀流」。しかしアトミック侍には及ばず、倒された。

#### 機神シリーズ
最高級のAIで作られた高い知性を持った機械怪人。上述の「組織」との関係性は不明だが、それを示唆するような発言がいくつか見られる。現時点で全員が災害レベル「鬼以上」という高い戦闘力を持っており、都市やヒーローたちに甚大な被害を出している。その目的は「計画」の妨げとなるイレギュラー要素の排除や、戦闘データと改造兵士用などの素材集めである。
機神ミラー
災害レベル【竜】。Y市に現れた怪人。S級ヒーローとA級ヒーローのデータを持っており、無数の腕から前述のホームレス帝が用いた光弾を放つ。機神G4、機神G5とは「組織」に関連していると思われる。スイコとバタフライDXと鎖ガマからボディにかすり傷をつけられたことで怒り、圧倒する。その後、駆けつけたヒーローネーム被害者の会に格の違いを見せつけるも、サイタマのヒーローネームである「（ハゲ）マント」という言葉が彼の怒りを買い、一撃で倒された。
機神ボディ
災害レベル【竜】。テックとレイを連れてクセーノ博士を襲った機械怪人。自分の力に絶対的な自信を持っている。
序盤は凄まじい剛力でジェノスを圧倒するが、テックとレイが倒され、自身も追い詰められる。破壊された2体の部品を自身に取り入れて戦闘力を上げ、三機一体として再び挑むも、ジェノスの渾身の一撃によってバラバラになり死亡した。
機神テック
災害レベル【竜】。クセーノ博士を襲った機械怪人。戦闘の際は剣を使用する。
序盤は見事な剣捌きでジェノスを苦しめるが、超焼却砲により焼死した。
機神レイ
災害レベル【竜】。クセーノ博士を襲った機械怪人。相手の実力や体温などを分析し、自分たちが優位に立つよう計算する。
序盤は計算式な戦術や兵器でジェノスを翻弄するが、メテオストライクを喰らって木端微塵に破壊された。
機神マグネサウザ
災害レベル【不明】。腕がない代わりに無数の剣を自在に操る機械怪人。
日雇い労働をしているガロウを襲うも、腹に風穴を開けられた上に頭部をもぎ取られて死亡した。
機神スライス
災害レベル【不明】。頭部から下が包帯のようなものを巻き付けている機械怪人。戦闘の際は、それを伸ばすことで相手や街などを切断することが可能で、攻撃範囲は714メートルという裁断射程を誇る。また女性っぽい口調で話すが、性別は不明。
ぷりぷりプリズナー率いる囚人たちを改造兵士の有効活用として狙うが、ぷりぷりプリズナーの一撃で頭部を粉々に破壊され倒された。
機神エグロ
災害レベル【不明】。ゾンビマンを片手で持ち上げるほどの怪力と巨体な機械怪人。
ジーナス博士の拠点を襲撃した後はゾンビマンを難なく倒し、彼を改造兵士として組織本部まで連れ去った。
機械シュンポゥ
災害レベル【竜】。機神シリーズ最速の剣士で、ゴーグルとちょんまげ風な髪形という侍のような印象と口調で話す機械怪人。戦闘の際は頭部のちょうんまげが、プロペラのように回転する。
手始めにソニックを襲い、マッハ3のスピードで彼に切りかかるも、新しく手に入った妖刀と十三影葬の技でバラバラにされた。

#### E市の動物怪人
原作版に登場した動物の怪人。発生源は「E市わくわく動物パーク」で、園内の下克上で覇権を握り怪獣化した動物たちが暴れて騒動になる。
動物とはかけ離れた姿をした怪人もいれば、動物本来の姿をしたままの怪人もいる。
獅子喰いシマウマ
災害レベル鬼。二足歩行できるシマウマの怪人。重戦車フンドシを手負いにさせるが、駆動騎士に背中を切られ、ジェノスに頭を吹き飛ばされて死亡した。
人肉に飢えたシカ
災害レベル狼。鋭い目つきをしたシカの怪人。駆動騎士の「銀」によって身体を横半分に切られて倒された。
串刺しガゼル
災害レベル狼。つぶらな瞳で相手を串刺しにするガゼルの怪人。
血浴びスイギュウ
災害レベル狼。3つの目が特徴の水牛の怪人。駆動騎士の「角」によって殴り飛ばされた。
暴食リス
災害レベル狼。4つの目が特徴のリスの怪人。推定17匹いる。
撲殺カンガルー
災害レベル鬼。筋肉で膨れ上がった腕で相手を殴るカンガルーの怪人。戦闘スタイルはボクシング。駆動騎士の「金」によって焼き殺された。
如意キリン
災害レベル鬼。首の丈が非常に長いキリンの怪人。駆動騎士の「飛車」によって首から上を吹き飛ばされた。
客全殺しパンダ
災害レベル鬼。体格が大きいパンダの怪人。駆動騎士の「銀」によって滅多切りにされた。
頂点ウサギ
災害レベル竜。巨大な体格に無数の牙が生えてる禍々しい姿をしたウサギの怪獣。ジェノスと駆動騎士の連携によって倒された。

#### 番外編に登場する怪人
村田版に登場したおまけの怪人。単行本の終盤辺りに少しだけ番外編として登場しており、本編では見ない怪人が多く描かれている。
瞬殺される怪人もいれば、手こずらせる怪人もいるため、強さの幅は広い。
豚の貯金バコン
災害レベル狼。村田版の番外編『200円』に登場。大きな豚の貯金箱にたくましい手足が生えた怪人。「小銭を出せ」と脅し、体内に小銭を入れさせると走り去っていく。「ブヒュヒュ（笑）」などと笑う。まだヒーロー教会がなかった頃だったため、自衛隊の連携により撃破される。
電気のヒモの化身
災害レベル虎（自称「災害レベルは神」）。村田版の番外編『じぶんみがき』に登場。メガネをかけボクサーのような風貌をした怪人。部屋の電気のヒモでシャドーボクシングをしすぎて怪人になった。まだ修行中のサイタマに倒される。
17万年ゼミ
災害レベル鬼。村田版の番外編『夏』に登場。
17万年ゼミ幼虫
巨大なセミの幼虫のような姿をしており、頭部には人間の赤ん坊のような顔がある。トイレを求めていたまだ修行中のサイタマに退治される。
17万年ゼミ成虫
巨大なセミのような姿をしており、頭部には成人男性のような顔がある。ヒーローになったサイタマと対峙し、その後の詳細は不明だが退治されたと思われる。
扇風鬼
災害レベル鬼。村田版の番外編『吹き込む新風』に登場。プロペラの付いた四本足のロボットのような怪人。実はプロペラが本体であり、そこが無事なら自己再生が可能。相性でフブキを負かした後はタツマキに退治されたかと思いきやプロペラは無事だったため自己再生し、駆けつけたサイタマを襲撃するもプロペラごと破壊される。
奇襲梅
推定災害レベル鬼。村田版の番外編『カツ丼』に登場。元は人間だったが薬物所持（単行本では飲酒運転）で警察に捕まり、家族も職も失う。そのことを逆恨みし怪人化、夜間警ら中の警察官襲撃を4件起こし、Z警察署へカツ丼の出前に変装して侵入。復讐として警察官たちに襲いかかった。たまたまカツ丼を食べに警察署に来ていたサイタマにより退治される。死体は警察官になりすましたサイタマに担がれ、駆けつけたヒーローたちの前に差し出されたことで警察のプライドが保たれたこととなった。
グリズニャー
災害レベル鬼。村田版の番外編『迷い猫』に登場。ヒーロー協会の役員が無許可で飼育していた猫の怪人。親と複数の子供が存在し、子供でも災害レベル鬼相当の実力を持つ。脱走した際にジェノスとA級ヒーロー数名が、極秘裏の依頼としてこの怪人の駆除を指示された。
子供はジェノスが1体焼却し、雷光ゲンジとスティンガーのコンビが1体の片腕を奪う。その直後に親個体が出現しサイタマに襲い掛かるも殴り倒された。
ガメベロス
災害レベル鬼。村田版の特別編『センス』に登場。飼育に飽きた飼い主の便所に流され、下水道の汚染物によって怪人化したカメ。
ヒーローコスチュームコンテスト会場を襲撃しヒーロー数人を吹き飛ばすが、サイタマに一撃で倒された。
ハエトリノ
災害レベル鬼。村田版の特別編『数字』に登場。人間に蜘蛛が寄生したことにより変貌した怪人。下半身は蜘蛛、上半身は人間である。そのため下半身と上半身で戦闘能力が大きく異なる。
上半身の戦闘能力値だけを見たA級ヒーローらを蹂躙し童帝までも弾き飛ばすが、バング、ジェノス、サイタマの連携の前に敗れる。このときとどめを刺したサイタマは糸まみれになった。
死骸からは幼体の蜘蛛が大量に出現し町人に寄生する危険が生じるも、フブキの念動力によって子蜘蛛をかき集め握り潰され退治した。
ホホジロウ
災害レベル不明。村田版の番外編『キャッチ＆スマッシュ』に登場。海人族の生き残りで、K市広域自然公園内の池に潜伏していた。宣戦布告と共に池から姿を現すや否やサイタマに一撃で倒された。
究極生命体ギガギガン
災害レベル不明。村田版の番外編『タツマキの休日』に登場。マグマに埋もれてエネルギーを貯め込み、千年の時を超えて目覚めた意思を持つ奇岩。
千年の間に同胞である鉱物が人間によって採掘され、道具に加工されて自然界から姿を消した無念を晴らすために人類撲滅を果たそうとするが、能書きを垂れている間にタツマキによって粉々にされ敗北した。
ホットドッグ
災害レベル狼。村田版の番外編『タツマキの休日』に登場。ホットドッグの怪人で人間を挟んでケチャップまみれにし、塩分過剰摂取で殺す。
アーマード係長が対戦しようとするも、暇を持て余していたタツマキの手によって瞬殺された。
ウロコドン
災害レベル鬼。村田版の番外編『戦隊』に登場。背中の鱗が特徴で、剥がした鱗は高値で取り引きされる。表向きには鱗は医療に役立つとされているが、嘘である。
元々は災害レベル狼で身長164センチメートル、体重100キログラムだったが鱗を再生させるため栄養価の高い餌を与えられ続けた結果、体が大きくなり災害レベルも上がった。
B級ヒーローがチームを組んで捕獲任務に出るが、予想以上に強力になっていたことでチームは全員呑み込まれてしまう。サイタマが体内から腹を破り脱出、チームは救出された。
ブラックバイセン
災害レベル虎。村田版の番外編『災害レベル』に登場。コーヒーカップの怪人。高濃度カフェインブレスを使って相手を不眠症にする。エアーによって倒された。
マッチョダイコン
災害レベル不明。村田版の番外編『災害レベル』に登場。巨大なダイコンの怪人。当初は災害レベル鬼とされたが、スマイルマン・クライングマン・アングリーマンの3兄弟にあっけなく倒され、倒した本人たちからも見た目だけで脆かったと評されており、実際の災害レベルはもっと低いようである。
やせ細りモヤシ
推定災害レベル竜。村田版の番外編『災害レベル』に登場。モヤシの怪人で氷塊を発生させて相手を氷漬けにする。S級とA級の顔は把握しているとのこと。
当初は災害レベル狼とされ、スマイルマン・クライングマン・アングリーマンの3兄弟に対して弱い怪人なので見逃してほしいと懇願する素振りを見せて油断させ、3兄弟を氷漬けにする。たまたまその場で通りかかったサイタマに対しても、顔に覚えがないことからB級以下であることに油断するが、念のため弱々しい素振りを見せて氷漬けにしようとする。当然ながらサイタマには全く通用せずあっさりと倒される。その後、スマイルマンによって協会に災害レベル竜相当であったことと現場にいたヒーローらしき人物の目撃情報が報告されるも、協会側の認識として災害レベル竜は極々稀にしか発生しない怪人であり、また無名のヒーローが災害レベル竜を簡単に倒したとなるとヒーロー業界の勢力バランスが崩壊することに加え、誰が倒したのか分からない怪人にも災害レベルの高かった怪人が相当数含まれていた可能性が高まり、協会が収集しているデータが全く当てにならなくなるという協会側の都合によって災害レベルを一つ引き上げた虎として記録されることとなった。
テンベスト三兄弟
災害レベル不明。村田版の番外編『現実パンチ』に登場。「地元で知らない奴はいない」と豪語する3人組の怪人。リーダー格と思われる怪人がサイタマが読んでいた漫画の敵に似た容姿だったことから真っ先に倒され、その光景を目の当たりにした2人も戦意を喪失して地元へ帰っていった。
ダーク
災害レベル不明。村田版の番外編『強一般人』に登場。日々の暮らしに不満を抱いていたら肉体が変異したらしい。怪人になりたてで、いずれは世界最強の怪人として世界に名を馳せようとする。手始めにS級ヒーローのクロビカリを狙うも、彼とそのファンたちの圧倒的な力を見て驚愕してしまい、以降は静かに暮らすようにしている。

#### その他の怪人
狂サイボーグ（村田版では暴走サイボーグ）
災害レベル不明。ジェノスやクセーノ博士の発言でたびたび登場する、ジェノスの故郷を奪ったサイボーグ。現時点で姿は明かされていない。ジェノスは「もし（サイタマが）戦っていれば強かった相手として記憶に残っているはず」と評している。
ジェノス曰く、ヒーロー協会設立以後のデータを見ても情報は確認できなかったが、事件当時の記憶は残っており指定凶悪怪人としてヒーロー協会に登録されているとのこと。
昆布インフィニティ
声 - 内藤有海
災害レベル虎。村田版にのみ登場。頭部から鋼鉄並みの強度の昆布を生やした怪人。鞭のように昆布をしならせて攻撃する。本体から切り離された昆布は食用可能（しかし味は「不味い」らしい）。
Z市郊外のゴーストタウンにて黄金ボールとバネヒゲを圧倒するが、偶然通りかかった買い物帰りのサイタマを襲い返り討ちに遭う。死亡するほどの状態にはならなかったもののサイタマに全身の昆布をむしり取られ、昆布出汁として使用された。
巨大隕石
災害レベル竜。Z市に向かって落下してきた隕石。サイタマの右ストレートで破壊された直後に無数の破片が降り注いだため、Z市は甚大な被害を受けた。
これによってサイタマはC級342位からC級5位へと大幅に順位を上げることになったが、タンクトップタイガーとブラックホールの悪巧みによってZ市の住人からは街を半壊させた犯人扱いされる羽目になった。
シタノビール
声 - 野坂尚也
災害レベル狼。爬虫類を愛するあまり爬虫類に変異した怪人。自分の子種を植え付けようと女性を付け狙うが、たまたま通りかかったキングを見て戦意を喪失。
原作100撃目で協会本部地下13階に収監されていたが、タツマキとフブキの戦闘で檻が破壊されたことで脱走、その直後にフブキの放った「地獄嵐」の巻き添えになり、同じく収監されていたビールッパラーや人喰いカピバラと共に死亡した。
巨大黒鳥
災害レベル鬼。キングの自宅のあるマンションを襲撃した巨大怪鳥。キングの家を訪れていたサイタマに倒される。
タコヅメ男
災害レベル虎。鋭い爪を持った巨大なタコのような怪人で、頭部には人面がある。キングのトレードマークである片目の傷跡は、この怪人によってつけられたもの。まだ修行中のサイタマに倒される。
原始人スッポン
災害レベル不明。流水の中から発見され、研究所で蘇生された原始人。研究所を逃げ出し、近づく人々を無差別に　襲っていたが、アマイマスクに倒される。
闘牛ガエル
災害レベル虎。村田版にのみ登場。スネックの回想に登場した、地中から人間を食べるために出現した巨大なカエル。闘牛のような角を持ち、鼻輪をつけている。明記されてはいないが、スネックに倒されたようである。
ビールッパラー
災害レベル狼。頭部がプリンの様な形状をしている怪人。協会本部地下13階に収監されていたが、フブキの放った「地獄嵐」の巻き添えになり死亡。
人喰いカピバラ
災害レベル虎。協会本部地下13階に収監されていたが、フブキの放った「地獄嵐」の巻き添えになり死亡。
双頭ツチノコ
災害レベル鬼。協会本部地下14階に収監されていた。地下13階に上がり、サイタマに襲い掛かるが、彼に地下14階に戻らされた。その後は他のレベル鬼怪人とともにサイタマに皆殺しにされた模様。
合成獣
災害レベル不明。タツマキの回想に登場した、研究機関にいた合成獣のサンプル。暴走したがブラストに倒された。
ケンザンネズミ
災害レベル竜。H市に出現したハリネズミのような姿をした巨大怪獣。近隣から駆け付けたプロヒーローと警察と消防を全滅状態に追い込み、H市の東側を壊滅させたが、サイタマとタツマキの戦闘の巻き添えを受けて死亡。
ネットサーファーズ
災害レベル「鬼」。ネットの掲示板で馬鹿にされすぎて怪人化した3人組の男性。2本の角の先端がアンテナになっている。
へヴィコングと桃テリーと鉄骨を倒すも、ジェノスと閃光のフラッシュにあっさり倒された。
嫌なピエロ
災害レベル「虎」➡︎災害レベル「鬼以上」➡︎災害レベル「竜」
遊園地に現れた衣装一体系怪人のなりたて。使用する武器は大きな木槌のようなものを使い、実力はなりたてである事から最初は災害レベル「虎」程度の実力しかなかったが、異常に速い成長スピードと周りに注目される程自分が強化される特性があり、実力はS級上位クラスに匹敵するA級1位のアマイマスクと互角以上に渡り合った。
能力は注目される程強くなる能力と、自信の生命活動が停止する程のダメージを受けた場合に自分の持っていた風船を1つ犠牲にする代わりに自分のダメージを全て回復する、持っている風船が全て破裂する回数まで殺さないと死なない、非常にしぶとい怪人。
作中では遊園地に突如現れその場にいた民間人や警備員を虐殺していたが、その場にたまたまいたアマイマスクと戦闘し住民を殴り倒していた木槌を押し返され、一撃で頭を砕かれ死亡したかに思われていたが持っていた風船を犠牲にすることで回復し、二撃目は木槌でガードができるほど成長。それでもアマイマスクが優勢だったが、戦闘中の相手がアマイマスクだとバレると周りに見物人が集まって注目されることで急激なパワーアップに成功し、災害レベル「鬼以上」になる。この時点でアマイマスクは劣勢になるがこれに加えてこの戦闘をヘリコプターでテレビ中継したことでさらに多くの人に注目され、体が急激に膨張する変化が起こり災害レベル「竜」となりアマイマスクを圧倒。観覧車までアマイマスクを殴り飛ばし倒壊させた。
しかし真の姿になったアマイマスクに顔面が凹むほどの攻撃を受け一時は死にかけたが、アマイマスクが真の姿になったため注目がさらに集まったことでさらにパワーアップし胴体に大きな口がある異形の化け物になり、一時は怪人化したアマイマスクに対抗していた。アマイマスクにとどめを刺すために胴体の口で捕食しようとしたがその隙を突かれ、胴体の口を蹴られて破壊され怯んだ隙に頭も砕かれ、さらに体のほとんどを破壊され完全に絶命した。
災害レベル「竜」の評価はあくまでアマイマスクの評価であるため、実際は不明。
下水ワニ
災害レベル「虎」。二足歩行のワニの怪人の群れ。
1匹は大哲人、大半はネオ微炭酸BOYSと他のネオヒーローたち、特に大きな個体はウェビギャザに倒された。
必殺技は突進攻撃の「デスロール」。
爆速カタツムリ
災害レベル「鬼」。巨大なカタツムリの怪物であり新幹線と同じ速度で走行が可能。高速道路上の車両を巻き込みながら暴走していたが、アクセル率いるネオハンターズにより討伐された。
三枚舌
災害レベル「虎」。長い舌が3枚に分かれている3人組の怪人。三日月フトマユゲを苦戦させ、リュウモン率いるリュウモン組と交戦した。
肉団子コネコネ
災害レベル「鬼」。巨大怪人。ゼイダッツを返り討ちにした。その数日後、大都市を蹂躙しまくっているロボット軍団と共に再び現れたが、ジェノスによって全身を輪切りにされて死亡した。
甲殻王
災害レベル「鬼」。ブルーが率いるチームメンバーを全滅させたが、ブルーによって倒された。
甲殻人
災害レベル「狼」。全員ブルーによって倒された。
ヘビースモーカー
災害レベル「竜」。N市に現れた怪人。有害な毒煙を吐き出すことでじわじわと嬲り殺しにする。タンクトップマスターと対峙し最後の手を出させようとするまで追い詰めるも、駆けつけた閃光のフラッシュによって退治された。しかし、死体から大量の毒煙が発生したことで避難区域を拡大せざるを得なくなり、N市は除染作業がままならない状態になっている。
シュウゴウタイ
災害レベル「竜」。P市に現れた怪人。特徴としては、次元違いとも言える夥しい数の昆虫の集合体と思われる。タツマキと対峙し、無傷で倒されるもP市を復興が絶望的な状態に追いやったほか、タツマキが町を破壊した印象を残すことになり、市民からバッシングを受けている。
闇の大家族
災害レベル「竜」。T市に現れた怪人。ジェノスと対峙し、満身創痍の状態まで追い詰めるが退治された。
災害レベルは「竜」と表記されているが、これは『家族全員で竜』であるため、単体は虎以上または鬼未満の可能性がある。
ウナギドラゴン
災害レベル「竜」。L市に現れた怪人。ブルーと対峙し、ブルー曰く効いているのかどうかも分からない攻撃を休まずに与え続らけ、最後は悶えて絶命した。頭部にマイクロチップが埋め込まれていた。
攻撃の特徴としては炎で燃やすというよりは、硫酸の様なものを吐き出し、溶かす形と思われる。
触手マフラー
災害レベル「狼」。刑務サポーターとして野外演習をしている囚人たちに退治された。
ゴゴゴーギゴ
災害レベル不明。頭部に数本の角が生えた特徴の怪人。ニュースによると、アクセル率いるチームに倒されている。
また、手下もいたらしいが、A級に昇格したフブキ率いるチームに倒されている。なお、その手下はフブキ組曰く「鬼に近い虎」と評している。
ソシャキング
災害レベル「竜」。頭部から足元にかけて無数の歯形で相手を噛み殺す咀嚼怪人。
バトルスーツでは勝つ事ができず、S級案件と評価されているが、ブルーによって一撃で体ごと真っ二つにされ死亡した。
ニコチンチン
災害レベル不明。エアーたちによって倒された。

##### アニメオリジナル
バリカスタムよ649ZマークII
声 - 後藤ヒロキ
災害レベル不明。アニメ第1話『最強の男』に登場。サイタマが帰宅途中に遭遇した怪人。レーシングカーを擬人化させたような姿で、股間にナンバープレートが付いている。良質な車のパーツを探しているところをサイタマに発見され、 口封じにサイタマの「ヘッドライト」を「テールランプ」にしようと襲いかかるも、返り討ちに遭い一撃で粉砕された。
古代王
声 - 後藤ヒロキ
災害レベル不明。アニメ第10話『かつてない程の危機』に登場。地底王や深海王、天空王と同じく地球の支配を目論む恐竜族の王。ティラノサウルスのような見た目で巨大。タツマキの超能力によって呼び寄せられた隕石をぶつけられ瞬殺された。
冥界王 プル豚
声 - 上田燿司
災害レベル竜。アニメ第12話『最強のヒーロー』のエピローグに登場。Z市に現れY市へ移動しながら街を破壊するが、サイタマの一撃で粉砕された。
ヤミ金魚
声 - 下山吉光
災害レベル不明。単行本10巻付属のOVA『ロード・トゥ・ヒーロー』に登場。A級賞金首。サイタマの髪がなくなる前、呉服屋のある商店街の地上げをしていた闇金業者。地上げして人から住処を奪うことに快感を感じており、サイタマと対面した際に怪人へと変貌した。作中において明確に人間から怪人への変貌が描かれた数少ない怪人。
メンズエステマン
声 - 手塚ヒロミチ
災害レベル不明。BD/DVD収録のOVA第1話『忍び寄りすぎる影』に登場。B級賞金首。美肌クリームと美顔ローラー型の武器で人間をミイラにする。半年前にサイタマに一撃で倒され自慢の肌をボロボロにされたことを根に持ち、サイタマに復讐するため激しい修行とスキンケアを行い怪人化したが、サイタマにフライドポテトを盗み食いしたと勘違いされ、またも一撃で倒された。

### 賞金首
ハンマーヘッド
声 - 高木渉
スキンヘッドの大男。B級賞金首。常人の何倍も分厚い頭蓋骨を持つ。喧嘩は相当強いらしく過去に何度も暴力事件を起こしており、路上の喧嘩においてたった1人で20人を病院送りにした経歴を持つ。
働くことを断固として嫌がっており「組織」から新型の戦闘スーツを命がけで奪取し、働きたくない者たちを集め「桃原団」と名乗り町一番の大富豪・ゼニールの家を破壊しようとするもサイタマとソニックに敗れ、後に「組織」の構成員から制裁を加えられるが運良く生き延び改心、真面目に働くことを誓った。その後はヒーロー協会の調査で、就活に励んでいるが生来の粗暴さもあって成果は芳しくないことが判明。アニメ第11話では実家暮らしが明らかになった。
バネロ
村田版の番外編『吹き込む新風』に登場。C級賞金首。赤いフードが特徴の連続放火魔。火炎瓶を使って攻撃する。フブキ組に所属するB級ヒーロー20人に包囲され、数の暴力によって倒された。
ブルブル
村田版の番外編『買えないモノ』に登場。強盗団「牛の胃袋」を率いるA級賞金首。並みのC級ヒーローでは歯が立たないほどの強さを持つ。
サイタマが訪れていた銀行を襲い、駆け付けた喪服サスペンダーと十字キーを圧倒。子供を人質にして逃走するも、サイタマによって倒された。
ヒャッハアックス
村田版の番外編『がんばれフブキ組』に登場。C級賞金首。
フブキ組がフブキの送迎車を買うため各自アルバイトに励んでいる間、フブキによって退治された。この賞金はフブキの送迎車の購入費に充てられた。
ビッグアイアン
A級賞金首。N市最大のギャング団「アイアンフィスト」を率いる。組織を追跡するフェザーの存在に勘付き、罠にはめるため恋人のエリカを差し向けた。
瀕死のフェザーにとどめを刺そうとするがサイタマとタツマキが乱入。サイタマに殴り飛ばされた挙句、構成員もタツマキによって全て倒された。
シリアルボマー
BD/DVD収録のOVA第5話『色々ありすぎる姉妹』に登場。A級賞金首。ジェノスとフブキが乗った特急列車に爆弾を仕掛ける。

### 忍者
暗殺者を育てる『忍者の里』出身の人間。
ソニック（音速のソニック）
声 - 梶裕貴
忍者の里出身で、暗殺から用心棒まで何でも請け負う人物。自称「最強の忍者」。25歳。S級賞金首。村田版では中性的な容姿に描かれており、当初は背中まで伸びた長い髪を結い上げ、マフラーを装着した装いをしていた。後にジェノスとの交戦において、マフラーを切り裂かれ結い上げた髪を切られてしまったことで、原作と同じ容姿となった。私服はパンク系。物語序盤では「終わりの44期」唯一の生き残りとされていた。
大変な自信家であり、常に上から目線で相手と会話をする。その名の通りサイタマを除けば作中最速クラスの移動速度を持ち、自身もそのスピードに誇りを持っている。実力は非常に高く、衝撃波を巻き起こすほどの速さで動いたり残像が数体残るほどの移動速度と技術を持っており、フブキの見立てではS級ヒーローと同等の実力を持つとされる。スピードを誇る反面攻撃力に欠けているため、刀や改造を施した手裏剣などで補っている。
サイタマと戦った際に、彼が寸止めで突き出した拳に勢い余って激突し股間を痛打して悶絶するという屈辱的な敗北を喫してしまう。以来サイタマを一方的にライバル視し、暗殺業を休止して執拗に付け回すようになる。なお、このときにサイタマのことを「お前など知らん」と発言したことがサイタマのヒーロー協会入りに繋がるきっかけとなった。怪人ではないためサイタマにとどめこそ刺されないものの、実力差がありすぎるため悉く返り討ちに遭っている。
村田版ではサイタマを倒すべく森で修行をしていたところ、里の出身者の「疾風のウィンド」と「業火のフレイム」に遭遇し、怪人協会に来るように誘われた。怪人化したウィンドのスピードを体験したことで、「このまま修行を重ねてもサイタマに勝てないのでは？」と考え始める。そして、サイタマに勝つために人間をやめる決意をし、ウィンドたちに渡された怪人細胞を食べて怪人になろうとした。しかし、生のまま食べなければ怪人になれないことを知らなかったためフランス料理風のステーキにして食べてしまい、怪人になれず腹を壊してしまった。
サイタマからは「関節のパニック」と名前を間違えられたり、ジェノスからは「『頭痛が痛い』みたいな名前」「執念深い厄介なストーカー」と酷評され「音速のソニック(笑)」「残念忍者」「変質者」と呼ばれている。
強い相手に自分の実力、特に速度をいかんなく誇示して自分の強さを再確認することを至上の喜びとしており、その際に不気味な笑みを浮かべる癖がある（本人は悪いクセとしてできるだけ自重している）。
人間の在り方には一家言あり、感情が死んだ者こそが優秀であるとされていた忍者の里で自我を保っていたことについては「周りは自分を失敗作と言うが、そうではなく心が強いから支配されないのだ」と、ヒーローを嫌う理由としては「ただの人間がヒーローという大義名分で戦うなどおこがましい」など、自分なりの哲学を持っている。忍者の里を抜け出したあとは自由な生活を求めて暗殺業を続けていたが、とあるきっかけで「終わりの44期」で共に生き残ったフラッシュと再会する。修業時代は、落ちこぼれのフリをして己を高めていたフラッシュに気さくに話しかけ、それ以後隠れて連携を取りながら修行しており、感情が鈍化しそうにあったフラッシュにとってはありがたかったという。目標達成のために手段を選ばないフラッシュの機械的なところが気に入らないというが、なんだかんだでお互いの存在を認めている部分はある模様。
必殺技は「風刃脚」「爆裂手裏剣」「殺戮乱陣」「四影葬」「十影葬」「散閃斬」。
【あの御方】
忍者の里の創始者。史上最強の忍者と呼ばれ、かつて暗殺業界の頂点に立ち世界を裏から支配していた人物とのこと。かつてブラストに敗北して意識を失い、15年もの間は回復カプセルで休眠していた。
里の卒業生の中でも、戦闘力に特化した者が集まって結成された忍天党のメンバーが全員がかりでも相手にならないほどの実力者で、かつて経歴を調べたことがある忍天党のメンバー（後日消息不明）によると、少なくとも300年近く生き続けて暗殺業を続けている等、人間では無い可能性が示唆されている。また、本気になればソニックとフラッシュの2人を倒すのに1秒かからないとまで言われている。
しかし、ソニックの隠れ家で2人の首が持ち帰られるのを待っていたところ、ソニックの隠れ家にやってきたサイタマを見つけ襲いかかるもあっけなく倒され、武器や巻き物を没収された。
なお、戦闘における知識はかなりのようで、普通に戦えば苦戦するであろう「竜」レベルの怪人を瞬殺できたのも、彼の持つ秘伝書の巻物があっての存在。これを参考にフラッシュ、ソニックはさらに強さを増している。
村田版では元はブラストの相棒で、かつては虚空のヴォイドと名乗りブラストと共にキューブの探索を行っていた。後に怪人化し、怪人化した後は名前を呼ぶことを許さず周囲の者には「あの御方」で通っている。カミが潜伏する次元に通じるゲート「天の岩戸」を開けることができる唯一の能力者で、ブラストは人間に戻す手段を探っている。

#### 忍天党
歴代忍者の里の卒業生で構成されており、その中でも戦闘力に特化したエリート暗殺チーム。名前の由来は某有名ゲーム会社と思われる。
村田版では天忍党と名乗っており、忍の里の最上位クラスである上忍の更に上を行く天忍のみで結成したエリート暗殺チームとのこと。
絶叫のスクリーム
忍天党の一人。「可能性の5期」。
弾丸のバレット
忍天党の一人。「余裕の9期」。
旋律のメロディ
忍天党の一人。「開花の13期」。
色彩のカラー
忍天党の一人。メロディと同じく「開花13期」。
氷結フリーズ
忍天党の一人。「鉄板の15期」。
均衡のバランス
忍天党の一人。「安定の16期」。
一瞬のモメント
忍天党の一人。「勢いの19期」。
震動のヴァイブ
忍天党の一人。モメントと同じく「勢いの19期」。
狂気のマッド
忍天党の一人。「恐怖の21期」。
混沌のカオス
忍天党の一人。マッドと同じく「恐怖の21期」。
幻影のファントム
忍天党の一人。「決意の22期」。
天空のスカイ
忍天党の一人。「総合力の27期」。
虹色のレインボー
忍天党の一人。スカイと同じく「総合力の27期」。
暗黒のダーク
忍天党の一人。「特選の35期」。
殺戮のスローター
忍天党の一人。「血染めの36期」。
疾風のウィンド
ウィンドを参照。「黄金の37期」
業火のフレイム
フレイムを参照。「黄金の37期」
雷鳴のサンダー
忍天党の一人。ウィンドやフレイムと同じく「黄金の37期」。
筋肉のマッソー
忍天党の一人。「剛の40期」。
破壊のデストロイ
忍天党の一人。「非常の42期」。
暴力のフォース
忍天党の一人。デストロイと同じく「非常の42期」

### 武術家
| 出場者名                     | 拳法名       |
| ---------------------------- | ------------ |
| マックス（イナズマックス）   | ハイパー空手 |
| スネック（蛇咬拳のスネック） | 蛇咬拳       |

ガロウ
声 - 緑川光、真野あゆみ（少年）
怪人覚醒後推定災害レベル竜以上
18歳。バングの元一番弟子。幼少時に受けたヒーローごっこの怪人役を強制された挙句に、自身が悪者扱いされるいじめの経験から、どんなに努力しても怪人が正義のヒーローに勝てない世の中に対して「理不尽さ」を感じており、自ら最強の怪人になってヒーローを倒すことを目標としている。また、ランキングに拘るヒーローの歪んだ価値観などを否定するなど、現在のヒーロー達の欠点などにも怒りを覚えている。そのため、怪人よりも強く、凶悪な存在になることで、いじめや争いが無くなる(いわゆる必要悪)という考えを持つ。一方でいじめられっ子のタレオを助けたり強くなるよう励ましたり、ヒーローを襲いながらも怪人とは違って一般人を殺傷しようとしない点から、蟲神からは中途半端と評価されている。
実力派の弟子たちを再起不能にしたが師匠のバングには勝てず破門されるも、人間でありながら怪人を名乗って「ヒーロー狩り」を開始した。ヒーロー協会からは「人間怪人」と呼称され、怪人協会も彼に目をつけ勧誘しようとした。
主な戦闘手段はバングから学んだ「流水岩砕拳」。バングの元一番弟子とだけあって格闘術の天才であり、戦った相手の戦闘技術をすぐさま学習し適応したり自分の技術に組み込んでいる。さらに最強の怪人になるという強い精神力を持って瀕死を乗り越えて戦い続け、驚異的な速度で強くなっていく。最終的には「流水岩砕拳」以外に、「旋風鉄斬拳」「爆心解放拳」「虎牙烈心拳」「炎舞弾道拳」「空虚深淵拳」「湖割氷河拳」「愚道山脈拳」「八怨鳥極拳」「圧迫面殺拳」「空気未毒拳」「引狐隆盛拳」など数々の武術を習得し、自身で究極の武術『怪害神殺拳』を編み出した。村田版では更にそれらに加えて神の力を借りることで、新たに「宇宙的恐怖【コズミックフィアー】モード」という神形態へと覚醒し、遂には『核攻撃』に匹敵する「核分裂」や、宇宙規模の超破壊力を持つ「ガンマ線バースト」などといった神の技と呼べるほどに至る。この時点で既に相手の行動を予測することができ、その実力は「黄金精子」を秒殺、残ったS級ヒーローやアマイマスクを圧倒した。その後現れたサイタマと戦うことになる。当初は低級ヒーローと侮っていたが、こちらの攻撃を物ともせず圧倒的パワーに脅威を覚え、唯一体術はまるでなってないことに勝機を見るも、それすら通用しないことでさらに追い込まれる。理不尽の力に恐れるなか自分も理不尽なるしかないと悪魔のような怪人へと変貌とげ渇望してやまなかった怪人になれたことに歓喜し挑むが、それでも通用せずより怪人化するも逆に武術がおろそかになり「弱くなってる」と一蹴し敗北する。
ボロボロになったガロウに対し他のヒーロー達がトドメを要求するもサイタマはトドメを拒否する。その様をガロウは不平等を産む正義と非難し、絶対悪こそ人が心を合わせていくための平等な悪であり世界平和に繋がると語り、サイタマに同じ使命感はあるかと問うが、「趣味」と答えるサイタマに愕然とし慌てふためき、泣きじゃくるように「こんなのヒーローじゃない!!」と非難する様見て「お前が本当になりたかったのはヒーローだが、妥協して怪人になったんだ」と看破し、それは成し遂げれないのなら「次」はとサイタマは渇いられ、ガロウは怪人化を解けながら絶望していく。プライドを踏み躙られたアマイマスクや他のヒーローたちが弱体化したガロウの処刑を強行しようとするも、ガロウが助けた子供が止めに入り、｢本物のヒーロー｣だと主張する様見てサイタマは「教えてくれたな、お前が何者なのか」と言葉を投げかけられ再び立ち上がり一瞬で姿を消し、彼は「次」を得た。
滅多に他人に関心を示さないサイタマだが、ガロウことを観察しており、無意識に殺人を避けていたことも理解していためガロウを怪人ではなく、変なコスプレしヒーローごっこする迷惑な隣人」と判断しており、そのため手加減して戦っていた。それでもマジシリーズを二度使用したのは初めての相手でもある。
その後、山奥にある「最果て修行場」にて滝行をしているところをキングに目撃され、また日雇いとして引越し業者で働いていたがネオヒーローのスィリューに襲撃されて、身元がバレてクビになった。だがスィリューに対して反撃せず、また業者の上司やトラックに被害を出さないなど彼の心境の変化が現れている。
覚醒ガロウ　宇宙的恐怖(コズミックフィアー)モード
災害レベル不明。但し、戦闘描写からすると明らかに災害レベル「神」の可能性が極めて高い。村田版にのみ登場。
「神」に触れたことで新たな力に目覚めたガロウの神形態にして最強の姿と言える。顔や身体が影のように覆われ、銀河や星などが映し出されている。
「神」触れたものは意識を飛ばされるらしいが、彼自身の凄まじい精神力と流水の流れをコントロールすることで、「神」の支配を避けている。
戦闘力はサイタマを除けば実質最強で、パンチ一発で核兵器に匹敵し、サイタマと同様に宇宙でも平然と移動したり、更に放射線を出して民間人やヒーロー達を皆殺している。この他にも、遠距離攻撃という名の宇宙最大最強の爆発現象を生み出し、相手の強さや技などを完璧にコピーすることも可能で、最終的にはサイタマとの本気の拳撃が当たった時の衝撃力は、そこを中心とした数百の惑星や星々が消滅するほどに至る。
「神」と自称した力でサイタマと対峙し、序盤はそれなりに手こずらせるもサイタマも戦いの最中に成長し続けるため徐々にその差は大きく開き、敗北する。因みにサイタマは本気を出してはいても、ジェノスのコアを左手で持っているため、左手は使わず上記の理由やタレオの「倒すのではなく止めて欲しい」と言う遺言により殺さない様に戦っていた。
その後は、自身が出した放射線でタレオを殺してしまったことに激しく動揺し泣き叫ぶ。それをなかったことにする為、自身の実力を上回るサイタマに術理をコピーさせて時間の逆行を試みるがそこへ「神」が現れ、力を没収されかける。サイタマに「不吉な未来」の自分を倒すよう頼み、最期は消滅する。しかし、同時に時間の逆行に成功する。そして、自身が放射線を出す前に、時間を遡ったサイタマのゼロパンの一撃によって完全敗北を喫する。
チャランコ
声 - 増田俊樹
20歳。バングの一番弟子。「モテたい」という理由でバングの道場に入門した。実力は低いものの、自分以外の門下生がガロウを恐れて辞退したあとにバングが「一番弟子を名乗っても構わない」と発言したため、一番弟子を名乗っている。
不意打ちをすれば、地元のヤンキーには勝てるらしい。
ヒーロー狩りに巻き込ませたくないバングによって破門されるが、ヒーロー狩りにガロウが関係していることを知ると実力を省みずガロウに挑んで敗北。バングを奮い立たせた。事件解決後は弟子に復帰した様子。
ボンブ
声 - ふくまつ進紗
「旋風鉄斬拳」の達人。バングの兄。性格はバングに似ており、マイペースな一面をもつ。実力はS級最上クラスであるバングに匹敵するかそれ以上の実力者。
S級クラスの実力者たちと同じく、素手で地面を砕き割ったり、並み居る怪人集団の全滅はお手の物。この他にも車以上のスピードで走ることが出来たり、バングとの連携奥義は竜レベルの強さを持つ怪人を黙らせるなど戦闘力は極めて高い。
若き日のボンブは弟のバングとは正反対で、現在と同じく堅物で真面目な人物で「死の風」として知られる。荒れる弟に正しい強さを知ってもらうために決闘を申し込み、勝利する。それをきっかけにバングは考えを改め、彼と同じく道場を開くなどをして真面目になった彼を見直し、和解して現在に至る。
数百人の弟子を抱えていたが全員を破門した。後にバングと共にジェノスと戦闘していたガロウを襲撃。ガロウを援護しに来た怪人協会の怪人たちを相手する。得意技の旋風斬鉄拳は、対象を円形のピラミッド状に切り裂く。
この後ガロウを追い詰めた矢先に突然現れたムカデ長老と対峙する。バングとの連携攻撃や、ジェノスの超必殺技などで幾度か大ダメージを与えることに成功したが、その度に復活する様子を見て苦戦を強いられる。しかしその場にいたキングとサイタマによって九死に一生を得る。
必殺技はバングとの連携奥義「轟気空裂拳」「交牙竜殺拳」。
ニガムシ
声 - 山本格
村田版にのみ登場。かつてはバングの（自称）二番弟子だったが、本性を剥き出しにしたガロウに敗れ、他の門下生たちと共に道場を去った。現在は「ニガムシ流拳法」師範だが、短足なために足技が苦手。近眼で普段はメガネをかけており、メガネを外すと顔の判別がきちんと出来ず、チャランコに変装した背格好の似たサイタマが偽者であることに気づけなかった。
バングの道場では、後輩だったチャランコに対して気絶するまで締め技をお見舞いしていたらしく、意地悪そうな人物として登場するが、20歳という実年齢に似合わぬ強面のせいでおっさん呼ばわりされることを気にしたり試合前に言い訳するなど、根は気の小さい性格である。要所要所でチャランコ（変装したサイタマ）を心配して面倒を見たり、初戦でジャクメンに絞め技で勝利したあともお互いを称え合うなど、それなりの人格は持ち合わせているようである。
第二戦ではサイタマに真剣勝負を挑むも、KO負け。その後、現れた怪人によって病院送りにされる。
スイリュー
声 - 松風雅也
「冥躰拳（めいていけん）」の使い手。飄々とした性格の青年で、過去にスーパーファイトを三連覇したレジェンド。初戦でマックス、第二戦でスネック、第三戦でボルテーンにKO勝ち。決勝ではサイタマが失格負けになったことで優勝。
高い実力を有しているものの、修行時代は師匠の相手を適当にしていただけで、ここ数年は何の練習もしていないなど、目立った努力はしておらず、また自身が強くなろうとした理由は適当に楽して生きていくためで、これといった目標も理念も持ち合わせていない。かわいい女の子をナンパしては遊んで過ごしている。自分のことを「強い奴」と称し、「どんなに頑張ろうとも強い奴らが生き残るだけ」に過ぎず、（自分より）弱者ながらも人々を守ろうとする「ヒーロー」の行うヒーロー活動は気休めに過ぎないと思っていた。
全力を出せば、踏み込みだけで闘技台を破壊し、手刀で闘技台を真っ二つにし、さらに真っ二つになった闘技台を片足の踏み込みだけで引き起こすなど、常軌を逸した身体能力と格闘技術を有している。そのパンチは大型トラックをも粉砕する威力を誇る。
前大会優勝者であるウルフマン（ガロウ）との戦いを密かに望んでいたが、初戦でザッコスを秒殺し、バクザンにも1発でKO勝ちしたサイタマに対し強い興味と対抗心を抱き、決勝までの対戦相手を全て蹴り1発で倒してきた。サイタマとの対決となった決勝では手技を使わないまでも真の実力を解放し、他の出場者とは別格の実力を見せる。サイタマはスイリューとの対戦中に何度か怯んで技を回避するが、それはカツラが吹き飛んでばれたり、自身の反撃によって武術を体験する前に試合が終わってしまうのを避けるためであった。だがヒーローを侮辱する発言をしたスイリューに対してサイタマは寸止めパンチを繰り出し、スイリューはそのパンチに死を覚えサイタマとの圧倒的な実力差を思い知らされることとなる。
そのパンチ後にサイタマがカツラを被っていたことが発覚し規約違反により失格となったことで優勝となるも、サイタマの実力差を知ったことでここからが本番だと手技も解放しサイタマに武術のなんたるかを体に叩き込もうと全力で攻撃を仕掛け、冥躰空龍拳や冥躰震虎拳などスイリューの全力の攻撃を散々受け続けたサイタマが出した結論は、「なんか動きがかっこいいもの」という極めて浅いものに過ぎなかった。
必殺技の冥躰空龍拳を遊び半分で真似ようと回転するサイタマに激怒し攻撃を続けようとするも、回転するサイタマに場外まで弾き飛ばされた。試合自体はサイタマの失格で終わったものの、事実上初めての負けを喫することとなった。その後も今までの考えを特に改めることはできず、女の子との遊びで気持ちを切り替えようとする。
スーパーファイト会場にゴウケツが乗り込み、A級ヒーローのマックスとスネックの2人がゴウケツに一撃で倒された際には、予想通りヒーローは役に立たないと酷評。サイタマとの決勝戦の事を忘れようと、ゴウケツに屈服して怪人化したベンパッツ、ハムキチ、ボルテーンをあっさり倒した後、チョゼと激闘の末にかなりの負傷をするも勝利する。その戦いぶりを見たゴウケツに殺すには少し惜しいと判断され、今ならまだ寝返ってもいいと誘われるも、「ブサイクになりたくない」という理由から誘いを断り闘いを挑むがゴウケツに圧倒され、さらにはゴウケツの部下の三羽ガラスに甚振られてしまう。
ボロボロになったところにヒーロー活動時の衣装に着替えて戻ってきたスネックとマックスと共に三羽ガラスを倒すが、ゴウケツと対決する気力も体力も残っておらず、スネックとマックスが時間稼ぎとして挑んでいる隙に逃げ出そうとしたところを怪人化に成功したバクザンによって戦闘不能にされる。敵を甚振る喜びに目覚めたバクザンに殺されかけるという絶望的な状況下に置かれたことで、死への恐怖や自分より格上の敵と対峙する恐怖、その恐怖と絶望と無力感から救ってくれるヒーローの存在意義をはじめて理解し、大声で「ヒーロー」に助けを求めた。
その後、スイリューの助けを呼ぶ声に反応して登場したサイタマによってバクザンを倒されたことで命を救われる。恩義を感じたスイリューは、ゴウケツには敵わないので今一人で挑むべきではないと忠告するが、怪人の存在を知ったサイタマは倒しに向かうと言う。サイタマの底抜けの強さを知らなかったスイリューは、サイタマがヒーローとしての使命を果たすために死ぬつもりなのだと誤解し、悔し涙を流す。しかし、爆音が鳴り響いた後にゴウケツの首が会場まで飛ばしたあと何事もなかったかのように戻ってきて、嘘をついて大会に出場したことを内緒にしてくれと言うサイタマの軽いノリに思わず笑ってしまう。ヒーローの真価に気づいたことで、人々の希望となれるようなヒーローを目指すことを決意。サイタマに弟子入りを申し入れるもあっさり断られた。
その後は病院で治療を受け、ニガムシ・リンリン・ザッコスらが怪人のいる現場に向かおうとした際は、今の自分達ではヒーロー達の足を引っ張ってしまうと言って彼らを止め、ヒーローの真価とは勇気と覚悟であるということ、そして自身もそんなヒーローになりたいことを語った。
元々は村田版にのみ登場していたが、原作124話にて逆輸入の形で登場している。ネオヒーローズに所属しており、指揮権を得られる重役「ネオリーダー」の1人に選ばれている。
デビュー戦から、支給されたバトルスーツにより災害レベル鬼の怪人を倒す活躍を見せた。
スイコ
スイリューの妹。18歳。「瞑躰拳」の師範であるスイチョーの孫であり弟子。長髪だった兄とは対照的に短髪だが、兄と同様に色黒。ヒーロー協会はスイチョーをS級待遇でスカウトしようとするも既に故人であったため、代わりにスイコが加入を申し出た。
もう1人の弟子である兄より強いと思っており、ヒーローで大活躍して何年も帰っていない兄を驚かせようとしている。
査定の結果、初期ランクはA級からとなった。ヒーローになって初の怪人戦は機神ミラーとであり、最初は凄まじい猛攻を回避する以外何も考えられなくなっていたが、コンビニに放り出されてたまたま見つけた酒を飲み、冥躰拳の真髄である冥躰空龍拳をお見舞いするがまるで通じずに動きが対処され始めた矢先、バタフライDXと鎖ガマが駆けつけ即座に連携をとるも相手にならず悔しさを覚えていたが、ヒーローネーム被害者の会（ほとんどサイタマ）に助けられた。
その後は、助けてもらった感謝も兼ねてサイタマの強さに興味を持つ。直後にスイリューと数年ぶりに再会するが、彼女は再会よりも働いていることに感涙していた。スイリューからネオヒーローズへの移籍を勧められるが「そのダサいスーツ着たくないし」と断った。
必殺技は「瞑躰廻亀拳」。
バクザン
声 - 山口太郎
「闇地獄殺人術」の使い手。「武道家が拳を交えるのは、スポーツではなく命の奪い合い」という考えの持ち主。過去2回スーパーファイトで優勝しており、過去の試合は全て一方的な蹂躙という凄惨な内容で、対戦相手の中には選手生命を絶たれた者もいるが、本人曰くまだ本気を出していないとのこと。レジェンドと評されるスイリューに興味を持ち、スイリューを殺せば自分が現役最強と考えている。
対戦相手のチャランコ（に変装したサイタマ）には全神経を集中させて防御に徹しろと発言している所から、スイリューとは異なりサイタマの実力には気付いておらず、武術を体験したいと言うサイタマに対し、フルコースと称した処刑の内容を事前に説明するも、その際にサイタマの頭（変装用のカツラ）に触れてしまい、反射的に出た彼の一撃で場外まで吹っ飛ばされ、地面に頭から突き刺さった状態でKO負けする。リング側では、バクザンの対戦相手用にドクターと担架が待機していたが、結果としてバクザンに使われることとなった。
決勝戦でのスイリューの戦いぶりを見て、スイリューの実力が自分よりも上で若くて伸びしろを残していることを実感するも、そんなスイリューが怪人相手に死にかけている現状を見て自身も怪人化することを選択する。怪人化して最強の生物になろうと残りの怪人細胞を全て食べるも、取り込み過ぎた怪人細胞に体がもたず、気絶する。その後絶命したかに思われたが結果的に怪人化に成功し、四本腕とゴウケツに匹敵する体躯を手に入れる。その後最後の力を振り絞ってゴウケツから逃げようとするスイリューを甚振り倒す。
ゴウケツの見立てでは推定災害レベル竜に至ったため、ゴウケツから怪人協会のアジトに誘われる。しかし自分に命令をするゴウケツに苛立ちを覚え攻撃を仕掛けるが、全ての攻撃を軽くいなされ圧倒的な実力差を見せつけられたことで身の丈を思い知らされることとなる。
怪人協会には自分よりも強い怪人が多数存在し、そのトップはゴウケツよりも強いことを知り最強を目指すのをあっさり諦め、同時に元々自分よりも弱い者をいたぶることが大好きだったことに気づき、戦意を喪失したスイリューをさらに痛めつける。ヒーロー時の姿で会場に戻ったサイタマを見て試合で自分を倒した相手であることに気づき、復讐のために必殺技のフルコースを浴びせるも、最期までサイタマには思い出してもらえず一撃で上半身を消し飛ばされて死亡した。
チョゼ
声 - 利根健太朗
「選民血脈格闘術」の使い手。事前アンケートでは、全選手を見下す発言が目立ち、観客らを愚民呼ばわりするなど、選民意識の高さがうかがえる。
初戦ではメンタイにギブアップの暇も与えない勢いで圧勝しKO勝ちするが、レフェリーが止めるのがもう少し遅れていたら危なかったと言われるほどであった。第二戦ではデーブにKO勝ち。こちらはレフェリーが止めに入るのが遅れたようで、デーブは流血が止まらないほどの負傷をした。第三戦でサイタマにKO負け。
第三戦の対戦前に、自分の一族は代々優秀な遺伝子のみを掛け合わせて作られてきて、その中でも自分は過去最高傑作で愚民とは全く異なる新しい種族だと語るも、サイタマに2秒で倒された。
怪人化したロジーを瞬殺するがロジーのパワーアップそのものには興味を持ち、究極の力を求め、ゴウケツが持ってきた怪人細胞を食べて怪人化。怪人化したことでゴウケツにも「まぁまぁ上出来」と言われるほど身体能力も向上した他、怪人化によって元々薄かったモラルが完全に消え去るのを感じた後、力試しにジャクメンを裏拳で場外まで吹っ飛ばす。欠伸しながら自分を殴り飛ばしたサイタマに恨みを持っており、復讐することを考えている。
怪人化チョゼ
災害レベル不明。しかし「鬼」相当の実力はある。ゴウケツの命令でスイリューを殺しにかかり、先に倒されたボルテーン・ハムキチ・ベンパッツら3人とは違い互角に渡り合うが、激闘の末にスイリューに敗北する。スイリューからも「危なかった」と実力を高く評価されていた。
必殺技は「劣等種殲滅弾」。頭にある角にエネルギーを貯め放つ技で、スイリューに相手に使用するが受け止められ上空に蹴り上げられてしまった。威力は雲に巨大な風穴できるほど強力である、しかし角を破壊されると使用不可になるようだ。
ザッコス
声 - 竹田海渡
長髪の男性で、「猪突猛真拳（ちょとつもうしんけん）」の使い手。諦めを知らない姿に魅了され支持するファンが増えてきているとのこと。
初戦でチャランコに変装したサイタマにKO負け。恋人にプロポーズする予定だったが、会場に来てくれなかったらしい。
過去に出場した試合は全て初戦敗退で、今大会でも逆シードにされるなど前評判はイマイチで、しかもサイタマにビンタで秒殺されたことで実況から弱すぎると酷評されていた。しかしスイリューから動きは悪くなかったと評されているため、それなりの実力はあるようである。
その後、現れた怪人によって病院に送られる。
リンリン
声 - 紡木吏佐
鈴をつけたチャイナ服の少女で、寡黙だが戦いを好む「掌鈴拳（しょうりんけん）」の使い手。
女子格闘界では戦う相手がいないと嘆いているとのことだが、スーパーファイトでは弱小扱いで逆シードにされていた。初戦でマックスにKO負け。
その後、ゴウケツらがスーパーファイトの会場にやってきて怪人細胞を食べることを強要された際は食べなかったものの、他の怪人細胞を食べなかった選手らと共に三羽ガラスによって倒され病院に送られることとなった。その時の経験から怪人に対して恐怖心ができたようで、ザッコスが病室で怪人に関する話をした際は怯えていた。
ベンパッツ
声 - 相馬康一
弁髪頭が特徴で、「酷道流」の使い手。村田版の番外編『海老』では、市内各地の道場を潰してきた道場破り集団の一人で、バングの道場へ道場破りに訪れた際、偶然鍋を食べに来ていたサイタマとジェノスに同志たちを倒され唖然とし、バングの威圧で撤退する。初戦でスネックにKO負け。
怪人が現れたことで真っ先に逃げ出すも、ゴウケツに倒され試合会場に連れ戻される。怪人細胞を食べなければ殺すとの脅しに屈して、怪人細胞を食べて怪人化してしまう。
災害レベル不明。ゴウケツの命令でスイリューを殺しにかかるも、あっさりと倒される。その後、怪人細胞分離実験の被験者としてヒーロー協会に捕らえられ、実験では数値が安定せず気を失ってしまった。
ボルテーン
声 - 村上裕哉
「雷々拳（らいらいけん）」の使い手。幼少期の落雷事故により、超帯電体質となった。初戦でバズズ、第二戦でガトリンにKO勝ち。第三戦でスイリューにKO負け。
スイリューとの対戦で埋められないほどの差を感じたのもあり、その差を埋める良い機会だと考えゴウケツが持ってきた怪人細胞を食べて怪人化してしまう。怪人化したことにより、超帯電体質がさらに尋常でないものとなった。
災害レベル不明。ゴウケツの命令でスイリューを殺しにかかるも、先に倒されたベンパッツを振りまわされて直接触れずに攻撃され、あっさりと倒される。その後、怪人細胞分離実験の被験者としてヒーロー協会に捕らえられ、実験では数値が安定せず気を失ってしまった。
ハムキチ
声 - 拝真之介
「ひまわり道場の優しい護身術」の使い手。人の良さそうな笑顔と筋肉隆々の肉体が特徴。初戦でガトリンにKO負けしたが、彼に大ダメージを与えるなど、実況からも護身術の強さを評価されていた。
実は以前から儲けの少ない護身術教室には飽き飽きしており、自由な怪人になって欲望のまま生きていこうとゴウケツが持ってきた怪人細胞を食べて怪人化してしまう。怪人化した際の様子から、理性を失ったようである。
災害レベル不明。ゴウケツの命令でスイリューを殺しにかかるも、あっさりと倒される。その後、怪人細胞分離実験の被験者としてヒーロー協会に捕らえられ、理性を取り戻したようで怪人になった事を後悔しており、自分から実験の継続を懇願して実験が行われた際は数値が安定したことから望みがあるとされた。
ロジー
声 - 今井文也
「心理分析格闘術」の使い手。災害レベル不明。相手の心理を分析して誘導し、試合を有利に運び勝利するとのことだったが、初戦で試合開始と同時にデーブにボディプレスをかけられ、心理分析する間もないままKO負けした。
ゴウケツの持ってきた怪人細胞を真っ先に食べて怪人化し、初戦で自分を圧し潰したデーブを遠くまで投げ飛ばすも、チョゼに首をねじ曲げられて倒される。
バズズ
「バズズ流爆拳」の使い手。一撃の破壊力にとことんこだわり、決着はいつも90秒以内で決まるという。初戦でボルテーンにKO負け。
デーブ
「巨漢流圧殺法」の使い手。体格に見合わない高い跳躍力を有し、ボディプレスで何人も病院送りにしてきたとのこと。初戦でロジーにKO勝ち。第二戦でチョゼにKO負け。
怪人化したロジーに、試合で圧し潰されたことへの恨みで遠くまで投げ飛ばされる。
ガトリン
声 - 山口崇浩
「数撃当流術」の使い手。初戦でハムキチにKO勝ちしたものの、次の試合に影響するほどの大ダメージを受ける。第二戦でボルテーンにKO負け。
メンタイ
声 - 若山晃久
「香辛拳」の使い手。刺激の強い香辛料を練り込んだ拳で露骨に相手の目を狙うという、普通なら反則と判断されそうな戦法を使うが、スーパーファイトでは問題無いとのこと。初戦でチョゼにKO負け。
ジャクメン
声 - 藤井隼
「ギガプロレス」のプロレスラー。本人曰く、興行の宣伝目的で参加したという。見た目とは裏腹にメンタルが弱く、「試合が終われば皆友達」というのが理想とのこと。
初戦ではニガムシに絞め技をかけられタップアウトで敗北するも、試合後は互いを讃え合い、実況からも美しいスポーツマンシップと評価された。怪人化したチョゼに、力試しで裏拳で場外まで吹っ飛ばされる。

### 剣聖会
村田版のみ登場。剣の道を極めた武道者の集まり。強者しか認めずその基準が極めて厳しいカミカゼが信頼を寄せる実力者たち。
カミカゼ
カミカゼを参照。
ニチリン
村田版にのみ登場。老人の剣士で盲目である。真の強者しか認めないアトミック侍が実力を認めていること、S級に近い実力を持つA級ヒーローのイアイアン、ブシドリル、オカマイタチが敬意を払っていることから、S級ヒーロー並みの実力者たちであると思われる。また、ニチリン自身も「ワシより強いヒーローとやらが何人いるかのう？」と発している。バネヒゲの師匠でもあり、地面を真っ二つにしたりアトミック侍と同様に一瞬で何度も切りつける技を持つ。Gブサイク大総統の攻撃を受け、半身を溶かされた後、アトミック侍に日輪という秘中の剣を託す。その後の様子から、一命は取り留めたようである。怪人協会との戦闘が終わった後は義体を装備しており、気を巡らせることで自身の体の一部として扱っている。
アマハレ
声 - 相馬康一
村田版にのみ登場。肌が黒く眼鏡をかけた剣士。モデルかどうかは不明だが、志村喬に似た容姿をしている。Gブサイク大総統の攻撃を受けそうになったアトミック侍および彼を助けようとしたイアイアンを蹴り飛ばし、身代わりになって全身を溶かされて死亡した。
ザンバイ
声 - 拝真之介
村田版にのみ登場。顔に傷があるスキンヘッドの剣士。Gブサイク大総統の攻撃をうけ死亡する。
ハラギリ
声 - 田中完
災害レベル不明。村田版にのみ登場。抜刀術の使い手。剣聖会の一員であったが怪人協会に声を掛けられ、強さを求めて怪人細胞を体内に取り込み怪人化、怪人協会に入会した。音速を超える抜刀術を使い、怪人化したことでさらに速度を増したとのこと。
剣聖会の会合に怪人細胞を持ち込み、（怪人協会からの指令で始末する予定にあったアトミック侍以外の）剣聖会のメンバーに怪人細胞を取り込んで怪人になるよう迫り、拒否した者は殺害すると脅した。指令を遂行しようとしたが、細かく切り刻まれて返り討ちに遭い死亡。
ユタ
新生剣聖会のメンバーでアマハレの娘。褐色の肌で二本の曲刀を操るようである。
シドウ
新生剣聖会のメンバーでザンバイの息子。メガネをかけ、父親と同様に顔に傷がある。

### ナリンキ私設部隊
ヒーロー協会がワガンマの救出の遅れに業を煮やし、ナリンキが独自で編成した7人から成る傭兵部隊。
トンガラ
ナリンキ私設部隊の隊長。ナリンキから雇われ、隊員を率いて怪人協会に突入し、怪人2匹を仕留めるも機神G5によって全員捕まる。必死の命乞いをするも弩Sの鞭を受けて洗脳される。その後はイアイアン、オカマイタ、ブシドリルの3人を圧倒するが、そこへアマイマスクが現れる。彼をものにしたい弩Sの命令を受けて彼と対峙するが、アマイマスクによって洗脳されたまま全員惨殺されるという皮肉な最期を遂げる。
しかし後の145話では、イアイアンたちの活躍によって殺されず、更にアマイマスクが弩Sを倒したことで洗脳が解けるという描写に修正された。
その後は地上に出るためイアイアンらと共に行動し、遭遇する怪人を蹴散らすが幹部のエビル天然水が現れ、ブシドリルを庇い致命傷を負う。三剣士に自分の死を悟り、隊員達のことを託して自分をこのまま置いていくよう頼んで彼らを逃がす。最期はマッドドクターフィッシュによって喰い殺された。
ソッシ
ナリンキ私設部隊の隊員。右目が前髪で隠れた髪型をした男性。ブサイク大総統によって片腕をもがれてしまう。
アサミ
ナリンキ私設部隊の隊員。黒の長髪の女性。アマイマスクと出会った際は、身につけてるシャツに直接サインを書いてもらおうとした。
チンピー
ナリンキ私設部隊の隊員。面長で坊主頭の男性。田舎出身のようで、なまった喋り方をする。
ゴマゴ
ナリンキ私設部隊の隊員。ハチマキをした男性。
サンション
ナリンキ私設部隊の隊員。メガネをかけ髭を生やした男性。
ノリア
ナリンキ私設部隊の隊員。ショートヘアの女性。素で喋ると方言が出る。

### その他
破け学ランず
村田版の番外編『200円』に登場。サイタマがZ南中学に入学した当時の3年生二人組の不良。名前のとおり、学ランの袖や裾がビリビリに破けている。
付近一帯の小・中学生はその名を聞くと震え上がるらしく、新入生を校舎裏に呼び出しては金を巻き上げていた。しかし、根は弟思いであり、巻き上げた金は弟たちの給食費に充てていたことから心底の悪人ではなかった模様。
クセーノ博士
声 - 緒方賢一
ジェノスをサイボーグに改造した正義の科学者。マッシュルームのような髪型が特徴。復讐に生きるジェノスを心配している。
占い師
強者を探し求めていたボロスに対し、「遠く離れた星に対等に戦い楽しませることができる者がいる」との予言を示した。
クマさん
村田版の番外編『カツ丼』に登場。Z警察署の刑事で係長。ヒーロー協会のことを快く思っておらず、警察があればヒーロー協会など必要ないとさえ考えている。
不細工な子供（村田版ではタレオ）
声 - 藤原夏海
10歳。いじめられていたところをガロウに救われた少年。それが原因で怪人協会に目をつけられ誘拐されたが、ガロウに救出された。密かにヒーローになることを夢に見ているが、運動は苦手。自分と同い年でヒーローをしている童帝に憧れている。
村田版では、ヒーローや怪人の情報が記載された書籍「ヒーロー名鑑」を持っており、「ヒーロー狩り」のためにヒーローの情報を探るガロウと関わりを持つことになる。また、雷光ゲンジからサインをもらっている。怪人化になったガロウに最初は恐怖したものの、それでも自分を助けてくれた彼は根まで悪ではないという信じており、サイタマにも暴走したガロウ「倒す」ではなく「止めてほしい」と懇願するほどである。
ゼンコ
声 - 真野あゆみ
バッド（金属バット）の妹。ピアノを習っている。気の強い性格で、兄がS級ヒーローであることを学校に自慢することなく、一人の兄として慕っている。また、ガロウを相手に一歩も引かない胆力も持つ。
実況（名前不明）
声 - 手塚ヒロミチ
村田版にのみ登場。スーパーファイトの実況を担当する男性。縦長のアフロヘアーにサングラスが特徴。格闘技の実況を担当しているが、目は節穴で、的外れな内容の物が多いうえに、チャランコ（サイタマ）の実力を終始見抜くことはなかった。
たっちゃん
声 - 関根有咲
ガロウが見た走馬灯の中に登場した、ガロウの少年時代の同級生。クラスの中心的存在だったようで、独りぼっちだったガロウとは対極に位置する存在。友人のさぶちん、よっちゃんらと一緒に「ヒーローごっこ」と称してガロウをいじめていた。
神
現時点では一切の正体が不明な存在。別次元にいる存在らしく、時空を操れる能力者であるブラスト以外にはなす術がないとのこと。ブラストは、20年にわたって相棒や協力者と共に戦っている。
ホームレス帝やガロウに力を与えた存在で、力を没収された者は灰のようになって死んでしまう。謎のキューブを使って人間と交信し、力の付与を持ち掛ける。ブラストは過去にムカデ長老との交戦中にカミと直接接触し、力の付与を持ち掛けられたが拒否して一戦を交えた。その時点ではヒーロー協会が総力をあげても対抗できないほどの存在で、シッチを除く他の職員やヒーローにはカミの存在を認識させない方が狙われるリスクがわずかでも減るとの理由から、表向きは理由を告げずに行方をくらましたことにした。
エリカ
ビッグアイアンの恋人。フェザーが「アイアンフィスト」を追跡していることを勘付いたビッグアイアンに差し向けられ、フェザーに近付くが、いつの間にか彼に対して情が芽生えていた。タツマキが「アイアンフィスト」を一瞬で壊滅させたのを見て、フェザーからタツマキに乗り換えた。
WARN
「世界屈指の画力の低さ」で知られる漫画家。モデルは原作の作者ONE。約2年前に彼が連載していたウェブ漫画の更新が停止していたため不審に感じた知人が訪問するも、既に絶命しており白骨化した姿で発見された。
警察は現場の形跡から犯行主を怪人と断定、捜査を引き継いだヒーロー協会はスネックにWARNを殺害した怪人の捜索および討伐を依頼した。しかしWARNを殺害した怪人は、ヒーロー協会幹部がペット・観賞用として横流しした個体で既に駆除されており、ヒーロー協会の醜聞拡散を防ぐために内々に処理された。
オテント
超能力結社「イレヴン」の首領。タツマキの命を狙っている。

#### アニメオリジナル
呉服屋
声 - チョー
単行本10巻付属のOVA『ロード・トゥ・ヒーロー』に登場。髪がなくなる前のサイタマがヒーロー活動をする中で破れてしまったジャージの修繕を無償でしてもらっていた呉服屋の主人。
闇金業者から助けてくれたサイタマに感謝し、現在サイタマが着ているヒーロースーツを作り、アパートから追い出されたサイタマにZ市のゴーストタウンのことを教えた。
マタギ
声 - 辻親八
BD/DVD収録のOVA第3話『こじれすぎる忍者』に登場。ソニックが森で知り合ったマタギ（猟師）。以前狂暴な大熊に襲われ、以来鉄砲を持つ手が震えるようになった。
イノ
声 - 佐藤奏美
BD/DVD収録のOVA第3話『こじれすぎる忍者』に登場。ソニックが森で助けて懐いたウリ坊（猪の子）。

## 用語解説

### ヒーロー協会関連
ヒーロー協会
とある人物に孫を怪人から救ってもらえた感謝から大富豪アゴーニにより3年前に設立されたヒーロー組織。主な活動は、犯罪者および怪人の掃討。ヒーロー協会に所属するヒーローは「プロヒーロー」と呼称される。所属するプロヒーローの人数は、ヒーロー協会に裏社会の住人が集められた時点（原作45撃目）では、S級17名・A級38名・B級101名・C級390名が所属しており、原作108撃目の時点では約600人。
活動は寄付金によって賄われ、所属するヒーローは働きに応じてその寄付金を受け取っているが、寄付金を有効に使えていないことをアクセルに指摘されており、組織の維持費が膨大でクレームが毎日殺到している。ヒーロー協会のスポンサー企業もあるが、ネオヒーローズに異動するスポンサーもいる他、アマイマスクが怪人であることが発覚した際には損害賠償請求をすると言い出すスポンサーも現れた。
作中における「ヒーロー」とは「ヒーロー協会の名簿に登録されたプロヒーロー」を指し、そうでない者は個人で活動していても自称ヒーローでは「妄言を吐く変態」としか認識されず、白い目で見られる。村田版では武道家からプロヒーローに転身する者は「楽な業界に逃げた」と見なされる風潮にある。ニガムシの発言によれば、バングは「表立ってその実力を見せたことで武道会に恩恵をもたらした」として別格扱いとなっている。
協会に所属するには体力テスト筆記テストによるヒーロー認定試験の受験が必要となる。合格後に、個々の特徴から付けられたヒーロー名（ヒーローネーム）を授与され、多くの者はそれで呼び合っている。
各ヒーローは実績・戦闘能力・社会貢献度・大衆人気などを基準としてS・A・B・C級にランク付けされている。タンクトッパー、フブキ組などの徒党を組む派閥も存在。
弱くても社会貢献が大きければランキングはある程度まで上がり、強くても実績がなければランクは低い。ただしS級は「戦闘力」を基準に選ばれているため、中には人助けを全く考慮しない者もいる。また各ランクの1位には、ひとつ上のランクへ昇格する権利が与えられるが、昇格そのものは任意であり、下位のヒーローの昇格を阻むためにあえて昇格せず1位へ留まる者、無免ライダーの様に昇格した先のランク（B級）では通用しないと判断してC級に留まる者もいる。
設立してから数年の組織であるが、施策や運営体制に疑問を持つ者が多く、一部プロヒーローによる戦闘時の過剰破壊行為と連携が取れず敗北を重ねるプロヒーロー達の姿を見た民衆からの信用を失い、世間のヒーロー協会への不満が高まり、寄付金の横領など職員の不祥事が各メディアにリークされている。童帝によると一部のヒーロー協会幹部が、過去に拘束した怪人・怪獣をペットや観賞用の商品として横流ししており、それらが流通の過程や買い手の元で脱走したり災害を起こしたことが何回もあり、犠牲者も出ている。これがネオヒーローズの設立のきっかけになる。
村田版では警察組織との軋轢や幹部クラスの腐敗などがたびたび描かれており、ヒーロー協会に助けを求める警察に対して挑発的な態度を取った挙句に怪人の襲撃に乗じて警察を陥れつつヒーロー協会の権限拡大を画策する者、寄付金を私物化して豪遊する幹部、ヒーローにランク昇格や特別報酬を餌に個人的な仕事を内密に依頼する重役もいる。また、ヒーロー協会最高顧問で支援者でもあるナリンキの息子ワガンマが怪人協会に誘拐され、さらに怪人によるヒーロー協会本部施設への侵入を許してしまいヒーロー協会幹部が殺害されるという失態が民衆に知れ渡る。
S級ヒーロー
当初A・B・C級しかランクのなかったヒーロー協会において、軍の一個師団並みの戦闘力を持つ稀有な人材を選抜するために設けられた階級。
メンバーの強さは基本的に災害レベル鬼〜竜を単独で対処できるほどだが、強さに重点を置いているため曲者揃いで、協調性は低い。タツマキやメタルナイト（ボフォイ博士）の様に、ヒーロー協会の監視下に置かれているヒーローもいる。
A級ヒーロー
多くのヒーローの最終目標であるランクのヒーロー。一般人の知名度および社会的影響度も高い。メンバーの強さは災害レベル虎を単独で対処できるくらいの実力。
B級ヒーロー
C級から昇格したヒーロー。最大勢力としてフブキ率いる「フブキ組」が存在する。メンバーの強さは災害レベル狼を単独で対処できるくらいの実力。
C級ヒーロー
最下級ランクのヒーロー。所属するヒーローの戦闘能力は一般人より少し強い程度と大差なく、怪人との戦闘ではあまり役に立たないと思われている。普段は主に強盗やひったくりなど、人間の犯罪者を退治して過ごしている。
数が多いために足切りされることが多く、一週間ヒーロー活動を行わなかった者は名簿から除名されてしまう。そのため自主的な活動を行わなければヒーローを続けるのは難しく、挫折して転職する者も多い。

定期災因調査
ヒーロー協会が治安維持のために実施している調査。怪人の発生やテログループの水面下での活動など、不穏な動きが大きな災害に発展する前に事前に情報を掴んでおくことが主な目的である。
地域の危険度に応じた強さや人数のヒーローを現地に派遣し、実態を調査。上がってきた調査内容を基に、協会本部が対策を検討する。
ヒーロー協会本部
シッチがボフォイ博士に当施設の建設を依頼したことで堅固な要塞と化している。ダークマター襲撃事件後はより要塞化され、各地に迅速に駆けつけられるように周辺道路の整備、およびA級以上のヒーローは本部に家賃ゼロで住む権利が与えられるようになった。グリーンによれば数千世帯の収容が可能で、協会関係者のみでは部屋が余り、資金集めのため高級物件として富裕層にも売り出している。アクセルに「金持ち専用のシェルター施設」と皮肉られている。
対怪人災害総合防衛システム
原作96撃目に登場。ボフォイ博士が設計・製作したシステムおよび防衛ロボ。防衛ロボ一台につき約90億円もの開発費がかかっている。
特殊なセンサーにより敷地内に侵入しようとする災害因子に反応して、迎撃および抹消する仕組みで、多様な局面を想定したAIが怪人のレベルに合わせて対応する。ヒーロー協会職員は、説明会に参加した富裕層たちに「メタルナイト曰く、防衛システムだけでA級ヒーロー全員分以上の働きを魅せる」と説明しており、これを聞いたA級ヒーローのグリーンは「これは屈辱的」と呟いた。
刑務サポーター
ヒーロー協会が始めた施策。各地の刑務所から一定以上の戦闘力が見込める囚人を選別してヒーロー活動のサポートをさせる。ぷりぷりプリズナーが指導に従事している。

### その他
怪人
人類に害を成す存在。村田版では、原則として例外なく駆除の対象とされている。ジーナスによると、広義の怪人とは以下のケースに分類される。
- 人間が怪人に変化したケース。ガロウ、カニランテなど。この場合、悪癖の偏重、コンプレックス、変身願望、フラストレーションの爆発、育ってきた境遇などをきっかけに細胞に異常をきたし、突然変異を起こして怪人になる。
- 科学の力によって怪人として作られた、または変化したケース。阿修羅カブト、機神ヅシモフ (G4) など。
- 人間以外の生物が、環境の汚染などをきっかけに怪人に変化したケース。ガメベロスなど。
- 元々そういう生物で、知性を持った人間の天敵だったケース。深海王、ボロスなど。

※ホームレス帝のように何者かに力を与えられた存在や、フェニックス男のように着ぐるみが脱げなくなっただけで怪人になった者もいる。
※村田版では、ハラギリのように「怪人細胞」を体内に取り込み怪人化した者もいる。
怪人同士での情報交換やコミュニティも存在し、ランクの高いヒーローとの戦闘は負けても（生き延びることが前提ではあるが）怪人の間でステータスになることがある。

怪人細胞
村田版にのみ登場。食べた人間を怪人化させる細胞。大きさはぼたもちくらいで突起物があり、脈を打っている。怪人化するには、自分から怪人化することを受け入れた上で生のままで食べる必要があるが、丸呑みにする必要は無く噛み砕きながら食べても効果が発揮される。複数個食べると体が耐えきれずに死亡することもあるが、上手くいけば強力な怪人になることもある。ギョロギョロによると、怪人細胞を使うことで人間を簡易的に怪人化させることができるようにはなったが、元々その個体が持つ才能に準拠した変化しか起きず、それ以上の成長は見込めなかったとのこと。出所の詳細は不明だが、怪人王オロチは自分の肉体は怪人細胞で構成されていることを語っている。
なるべく強い人間が食べた方が強い怪人が誕生しやすいため、戦力拡大を狙う怪人協会の面々によって、強者が集まる場所に怪人を送りこんで怪人細胞を配布し怪人の量産を行っている。また、怪人細胞の配布は、ゴウケツやニャーン、疾風のウィンドなど災害レベル竜相当の怪人が行っている。
ゴウケツや業火のフレイム曰く、常人の場合は気性が荒くなったり知性を失うこともあるが、身体操作法に長けた者は怪人になっても人間の姿を維持できるとのこと。
災害レベル
怪人の脅威度によってランク分けされ、高い方から順に、神・竜・鬼・虎・狼となっている。主に怪人の強さを表す意味で使われる。また、神と竜の間のランクとして竜以上が出てくる。怪人以外に巨大隕石などの自然災害にも災害レベルが適用されるが、疫病などに対しても適用されるかは不明。怪人が現れた際にはヒーロー協会によって即座に災害レベルが設定されるが、実際の災害レベルと一致していない場合も少なく無く、現場にいるヒーローの報告により災害レベルが修正されることもある。また、同じ災害レベルの怪人でも実力はピンからキリまである。
- 神…人類滅亡クラスの危機。
- 竜以上…ヒーロー協会が設定しているランクではないが、ヒーロー大全では竜の範疇を超えたランクとして記載されている。ボロスや覚醒したガロウ、カミの守護獣である神獣などがこのランクに相当する。ガロウ戦時は万全ではなかったとはいえ、タツマキですら対処不可能なレベルであるが、サイタマから見ると他の怪人とは違うレベルだと認識できる程度で強敵とは程遠いようである。ただし竜以上でも強さはピンキリのようで、神獣たちはヴォイドやブラスト、サイタマらに簡単に倒されていた。そのため、個体によってはタツマキも対処可能な可能性がある。
- 竜…いくつもの町が壊滅する危機。このクラスの怪人は極々稀にしか出ないとされているが、実際はサイタマによって瞬殺されている場合も多く、現場のヒーローの報告により竜相当とされた怪人でも、協会側の都合で実際よりも低いレベルで記録されることがある。
- 鬼…一つの町の機能停止もしくは壊滅の危機。目安として、A級10人もしくはS級1人で倒せるレベルとされているが、個体や環境によってはS級ヒーローでも苦戦したり、敗北することがある。原作96撃目では、三日月フトマユゲが「月に1度以上で出現する」と発言している。
- 虎…多くの人命の危機。目安として、B級5人もしくはA級1人で倒せるレベルとされているが、個体や相性次第ではA級ヒーローでも敗北することがある。
- 狼…危険因子となる生物や集団の出現。目安として、C級3人もしくはB級1人で倒せるレベルとされている。個体や相性によってはC級ヒーロー単独でも対処可能で、童帝によると一般人でも人数と道具が揃えば対処可能。また狼未満も一応存在するが、一般人でも簡単に倒せるレベルになっている。

進化の家
ジーナス博士によって設立された「生命体の進化」を研究・追求する組織。研究段階で数々の非道な実験を繰り返し、それゆえに10年前に離反者（ゾンビマン）を一人出し、そして最終的にサイタマに壊滅させられた。
新都団（村田版では桃源団）
ハンマーヘッドに同調した、働く気のない無職で構成されるテロリスト集団。読みは「にいとだん」。
構成員全員がスキンヘッドで、「組織」から盗み出したバトルスーツを着用している。働きたい者だけ働き、それ以外は養ってもらえる理想郷を実現するため、F市で暴動を起こした。ハンマーヘッド以外の構成員がソニックに殺害され、壊滅した。
組織
話の所々でその存在を窺い知ることができる、正体不明の組織。複数のロボットが所属している様子。村田版では、G5を怪人協会に派遣している。
臭蓋獄
村田版の番外編『ぷりズン』に登場。読みは「しゅうがいごく」。
一般の刑務所では手に余るような凶悪な囚人たちの隔離先として使用される収容施設。入口は何重もの重厚な扉、内部は窓のない分厚い鋼鉄の壁で仕切り、外は機動看守隊が監視しているため脱獄は不可能。
収監者も曲者揃いで監獄内のモラルは崩壊しきっていたが、ぷりぷりプリズナーがボスとして君臨するようになってから、全員「仲良くしなさい」という彼の言いつけを守っている。
その後、多くの囚人達がニャーンが持ってきた怪人細胞を食べて怪人化して臭蓋獄を出て行ったが、ボス派と呼ばれる者達は怪人細胞を食べずに臭蓋獄に残ったようである。
酷道流
村田版の番外編『海老』に登場。読みは「こくどうりゅう」。
道場破りを行い、市内各地の道場を潰してきた新興武術家集団。
ジャスティスマン
テレビ番組のヒーロー。ガロウ曰く「ダサいテーマソング」と共に登場する。
敵は世界征服を狙うデビル伯爵。ヒーロー番組らしく「正義は必ず勝つ」という典型的な勧善懲悪もので、それに理不尽さを覚えたことがガロウが人間怪人になるきっかけの一つとなった。
怪人協会
怪人たちの連携組織。村田版では怪人王オロチをトップとした大所帯の組織（ギョロギョロ曰く「総員500名」）となっており、災害レベル虎以下の怪人も多数所属している。ただし、大多数の怪人はオロチに忠誠を誓っているわけではないらしく、あくまでヒーロー協会を潰す目的で集まった集団とのこと。怪人協会への忠誠心は怪人によって異なり、参謀であるギョロギョロを呼び捨てにしている者もいれば様付けで呼ぶ者もおり、仲間同士での殺しも横行しているなど組織としては纏まりに欠ける。また、怪人協会を嫌悪する怪人も少なくない。
オカメちゃん
村田版の番外編『数字』に登場。童帝がヒーロー・怪人の強さをより明確にすべく開発したおかめ型の測定器。
この装置で生物を映すと肉体強度を数値化できるが「弱すぎると数値化できない」「9999までしか測れないため、10000以上の肉体強度を持つ生物は数値化できない」という欠点がある。また、肉体強度しか測れないため、機械（サイボーグ）・超能力といった様々な特殊能力は判定できず、童帝は失敗作として没にした。
スーパーファイト
村田版にのみ登場。異種格闘技大会。賞金300万円。出場資格となるチケットは委員会が認めるほどの名のある団体と個人にのみ配布される。
半年前に行われたこの大会では、ウルフマンというマスク着用選手が優勝したが、大会後にウルフマン本人が控え室のロッカーの中から意識不明の状態で発見され、何者かがウルフマンになりすまして出場していたことが発覚（試合のビデオを見たニガムシは、ガロウがウルフマンになりすました犯人と断定している）。それ以来、本名以外の登録と試合時のマスク着用は完全禁止とされている。（チャランコに変装した）サイタマとニガムシの会話では、替え玉などの不正行為が発覚した場合、上記の事件もあるために資格剥奪では済まされず警察に突き出される模様。
ナリンキ私設部隊
村田版にのみ登場。隊長のトンガラを筆頭に7人で構成されてた部隊。ナリンキが特別なルートから仕入れたバトルスーツを着用している。G5によると、バトルスーツはナリンキ私設部隊用にカスタマイズされていて、他者や怪人が扱うことはできない模様。このバトルスーツは裏取引されている非認可のものらしく、作中の描写によると修復機能も備わっているようである。また、武器なしでも格闘能力は相当高く、ナリンキ曰くそこらのプロヒーローを軽く凌駕するとのこと。
イケメンキャッスル
R市にある、大手芸能事務所。A級1位のヒーローであるイケメン仮面アマイマスクや、C級ヒーロー2人をセンターに擁するアイドルグループ「微炭酸BOYS」が所属している。
微炭酸BOYS
大手芸能事務所「イケメンキャッスル」に所属する、7人組のアイドルグループ。
同事務所のトップアイドルでA級ヒーローのイケメン仮面アマイマスクに倣い、1年に及ぶハードトレーニングを経てC級ヒーローとなったチェリオンとファンタスをセンターに置いている。
ネオヒーローズに移籍、「ネオ微炭酸BOYS」に改名した。
ハンターズ
アクセルが率いる、戦闘に長けている民間の有志53人で結成された私設兵団。その内5人は死亡しており、アクセルがヒーロー協会のスカウトマンと会話をしている時点（原作106撃目）での人数は48人。メンバーの大半が過去の怪人災害で大切な人を失った者たち。災害レベル鬼の怪人を駆除した実績があり、民衆の支持も厚い。
アクセルを含めたハンターズのメンバー全員、ネオヒーローズに所属する。「ネオハンターズ」に改名した。
ネオヒーローズ
「本物のヒーロー」を世の中に示す目的で設立された、新たなヒーロー活動団体。発起人と指導者はファジー。ネオヒーローズに所属しているヒーローは「ネオヒーロー」、指揮権を与えられる重役は「ネオリーダー」と呼称される。総員約2000人。全員にバトルスーツが支給されている。
ジェノスによると、ヒーロー協会内部の人材をヘッドハンティング済みで、怪人対策用のシステムや所属するヒーローへの待遇も優れ、ヒーロー協会が培ったノウハウを流用し協会が犯したミスを反省材料としているとのことで、ヒーロー協会に所属している優秀なプロヒーローにも声を掛けている他、これまで世に出なかった実力者も多数在籍予定である模様。政界への入念な根回しによって法的な許可を得て、ヒーロー的な活動における武器の所持や武力行使が可能となった。
所属ヒーローの安全第一が理念で無茶な要求はせず、低ランクや新人にも充実した装備を支給しノルマも特にない。事件が起こるとAIが瞬時に計算、適した人材を選別して基本3人以上のチームアップで現場に派遣、移動用の装甲車や軽飛行機も各市に多数配備される。制約は規範意識に欠ける者には登録抹消のペナルティがある程度。
忍者の里
7歳以下の孤児を10年以上の歳月をかけて暗殺者に育て上げ、闇社会に出荷する工場。閃光のフラッシュ曰く「地獄と呼ぶに相応しい環境」で一日72時間（睡眠時間は6時間）で食事に味は無い他、外部からの情報は完全に遮断されており全ての課程を終えて卒業許可が下りるまで逃げ出す事はできないという。この里に入所した者は「殺人スキルを学習するだけの機械」と化して毎日を過ごす事を余儀なくされており、感情を表に出すことを許されず、感情の死んだ者が優秀とされている。点数の低い者にはより過酷な教育プログラムが組まれ、壊れる寸前まで追い込まれるが、忍者の里にとって入所した者は貴重な商品であるため壊すことはしない。秘伝の法で調合された薬物などにより生命を保全され、自殺すらもできない。
イレヴン
11人構成の超能力結社。首領はオテント。赤子に薬物を投与して超能力者を作り出す実験をしている。警察も捜査していたが、担当捜査班が1人残らず消息不明になっている。
廃界の衆
仕事としての暗殺業ではなく、独自の観念で人口減らしを終生の目的としている組織。
キューブ（仮）
キューブ状の通信機。ブラストによると触れると空間がねじれてヤツとの交信が可能になるとのことだが、ヤツが何者かについては現時点では不明。ただし、没収という言葉からホームレス帝に力を与えた存在であることが窺える。ブラストは趣味であちこちにバラまかれたキューブを回収しているとのこと。サイタマやブラストは軽そうに扱っていたが、地面にめり込むほどの重さがある。

### 市
A市
サイタマが物語冒頭でワクチンマンと交戦した市で、現在はヒーロー協会本部が設立されている。
S級ヒーローの緊急集会中にダークマターの宇宙船による砲撃を受け、ヒーロー協会本部を残して消滅。その後はボフォイ博士が単独で市内の全面工事を行い、ヒーロー協会本部から伸びる道路でどの町にも迅速に駆けつけることができるようになった。
B市
サイタマに討伐されたマルゴリが転倒し、消滅した市。その後の復興はあまり進んでいない。
C市
スーパーファイトが行われている市。
D市
マルゴリが出現し、腕を一振りしただけで消滅した市。B市同様、その後の復興はあまり進んでいない。雷光ゲンジの管轄内。
E市
『E市わくわく動物パーク』という動物園がある市。
F市
ハンマーヘッドら新都団（桃源団）がテロ行為を行った市。スネックの管轄内。
G市
シババワの在住していた市。
J市
海人族がサイタマ、スティンガーと交戦し、その後深海王がヒーローを次々に撃破した市。
避難用シェルターが存在しているが、深海王によって一部分を破壊されている。
L市
ウナギドラゴンが出現した市。ブルーによって倒され、街も半壊で収まった。
M市
中央公園付近でジェノスが機神ヅシモフ (G4) と交戦した市。キングの住むアパートがある。
N市
ヘビースモーカーが現れた市。撃退することはできたが、ヘビースモーカーの毒煙により、除染作業が出来ず避難区域を拡大することになった。
P市
シュウゴウタイが現れた都市。タツマキによって全滅したが、都市を食い尽くされ、タツマキが戦闘の際に街を破壊したと誤解を招く結果になる。
Q市
村田版にのみ登場。災害発生件数、出現怪人の平均レベルともに圏内屈指のホットゾーン。番犬マンの管轄内。
R市
イケメン仮面アマイマスクと微炭酸BOYSが所属しているイケメンキャッスルが存在する市。
S市
ムカデ長老が現れた市。金属バットとの戦闘の最中に重大な被害をもたらし街が停止した。
Y市
村田版にのみ登場。童帝のラボが存在する市。機神ミラーによって周囲を破壊されたが、全壊は免れる。
Z市
サイタマやジェノスの在住した市。怪人協会の拠点でもあった。
村田版では最近怪人発生件数が急増しているため人々が引っ越して一部がゴーストタウン化している上、（主にサイタマが原因で）並の怪人すら寄り付かなくなっており、サイタマの住居や怪人協会本部もそのゴーストタウンの中にある。郵便も落下傘やドローンで投函されるなど物騒であるが、それゆえに家賃がとても安い。避難用シェルターも存在するが、避難時に尿意を抑えきれず外に出ようとしたサイタマが破壊してしまった。
サイタマの一撃で破壊された巨大隕石の破片によって甚大な被害を受けたものの、奇跡的に死者は出なかった。
後に怪人協会とヒーロー協会の戦闘の余波を受けた結果ゴーストタウンも壊滅、サイタマは住居を失った。

## 書誌情報
- ONE（原作）・村田雄介（漫画） 『ワンパンマン』 集英社〈ジャンプ・コミックス〉、既刊34巻（2025年8月4日現在）
  1. 「一撃」2012年12月9日発行（12月4日発売[集 1]）、ISBN 978-4-08-870701-3
  2. 「強さの秘訣」2012年12月9日発行（12月4日発売[集 2]）、ISBN 978-4-08-870702-0
  3. 「噂」2013年4月9日発行（4月4日発売[集 3]）、ISBN 978-4-08-870724-2
  4. 「巨大隕石」2013年8月7日発行（8月2日発売[集 4]）、ISBN 978-4-08-870871-3
  5. 「ズタボロに輝く」2013年12月9日発行（12月4日発売[集 5]）、ISBN 978-4-08-880083-7
  6. 「大予言」2014年5月7日発行（5月2日発売[集 6]）、ISBN 978-4-08-880128-5
  7. 「戦い」2014年12月9日発行（12月4日発売[集 7]）、ISBN 978-4-08-880262-6
  8. 「あの人」2015年4月8日発行（4月3日発売[集 8]）、ISBN 978-4-08-880382-1
  9. 「なめんな！」2015年8月9日発行（8月4日発売[集 9]）、ISBN 978-4-08-880530-6
    - ドラマCD同梱版 2015年8月9日発行（8月4日発売[集 10]）、ISBN 978-4-08-908248-5 - スピンオフドラマCD「桃太郎？」（原案 ONE）と特典シールが付属。

  10. 「気合い」2015年12月9日発行（12月4日発売[集 11]）、ISBN 978-4-08-880577-1
    - アニメDVD同梱版  2015年12月9日発行（12月4日発売[集 12]）、ISBN 978-4-08-908260-7 - オリジナルアニメDVD「ロード・トゥ・ヒーロー」が付属。

  11. 「大怪蟲」2016年6月8日発行（6月3日発売[集 13]）、ISBN 978-4-08-880646-4
  12. 「強い奴ら」2016年12月7日発行（12月2日発売[集 14]）、ISBN 978-4-08-880785-0
  13. 「怪人細胞」2017年4月9日発行（4月4日発売[集 15]）、ISBN 978-4-08-881103-1
  14. 「絶望の果て」2017年8月9日発行（8月4日発売[集 16]）、ISBN 978-4-08-881231-1
  15. 「暗躍する者たち」2017年12月9日発行（12月4日発売[集 17]）、ISBN 978-4-08-881431-5
  16. 「出し尽くす」2018年4月9日発行（4月4日発売[集 18]）、ISBN 978-4-08-881451-3
  17. 「ハゲマントだからか？」2018年8月8日発行（8月3日発売[集 19]）、ISBN 978-4-08-881556-5
  18. 「リミッター」2018年12月9日発行（12月4日発売[集 20]）、ISBN 978-4-08-881690-6
  19. 「白菜消滅」2019年4月9日発行（4月4日発売[集 21]）、ISBN 978-4-08-881813-9
  20. 「行くぞ！」2019年7月9日発行（7月4日発売[集 22]）、ISBN 978-4-08-881814-6
  21. 「一瞬」2019年12月9日発行（12月4日発売[集 23]）、ISBN 978-4-08-881815-3
  22. 「光」2020年9月9日発行（9月4日発売[集 24]）、ISBN 978-4-08-882292-1
  23. 「真贋」2021年1月9日発行（1月4日発売[集 25]）、ISBN 978-4-08-882455-0
  24. 「生贄」2021年12月8日発行（12月3日発売[集 26]）、ISBN 978-4-08-883002-5
  25. 「駆動騎士」2022年5月7日発行（5月2日発売[集 27]）、ISBN 978-4-08-883136-7
  26. 「未知」2022年6月8日発行（6月3日発売[集 28]）、ISBN 978-4-08-883137-4
  27. 「タツマキ全開」2022年11月9日発行（11月4日発売[集 29]）、ISBN 978-4-08-883336-1
  28. 「深淵へ」2023年6月7日発行（6月2日発売[集 30]）、ISBN 978-4-08-883586-0
  29. 「捲土重来」2023年11月7日発行（11月2日発売[集 31]）、ISBN 978-4-08-883742-0
  30. 「最大の壁」2024年3月9日発行（3月4日発売[集 32]）、ISBN 978-4-08-883863-2
  31. 「煉獄無双爆熱波動砲」2024年7月9日発行（7月4日発売[集 33]）、ISBN 978-4-08-884098-7
  32. 「祝福」2024年11月6日発行（11月1日発売[集 34]）、ISBN 978-4-08-884267-7
  33. 「二乗」2025年4月4日発売[集 35]、ISBN 978-4-08-884479-4
  34. 「夜明け」2025年8月4日発売[集 36]、ISBN 978-4-08-884676-7
- 「ワンパンマン ヒーロー大全」2015年10月8日発行（10月3日発売[集 37]）、ISBN 978-4-08-880549-8 - アニメ化を記念して製作されたファンブック。

## テレビアニメ
テレビ東京ほかにて、第1期は2015年10月から12月まで放送された。
第2期は同局ほかにて2019年4月から7月まで放送された。AT-Xを除く全局では、開始前週に戸田恵子のナレーションによる特番『一撃でわかる！TVアニメ「ワンパンマン」マジ振り返り！』が放送された。第2期からはテレビ愛知が追加された一方で1期を放送していたTVQ九州放送とBSテレビ東京が放送局から外れた。
第3期は2022年8月に制作が発表された。2025年10月より放送予定。
ストーリーは村田版をベースにしつつ、アニメオリジナルシーンも多く挿入されている。

### スタッフ
|                               | 第1期                            | 第2期                            | 第3期                |
| ----------------------------- | -------------------------------- | -------------------------------- | -------------------- |
| 原作                          | ONE、村田雄介                    | ONE、村田雄介                    | ONE、村田雄介        |
| 監督                          | 夏目真悟                         | 櫻井親良                         | 未公表               |
| シリーズ構成                  | 鈴木智尋                         | 鈴木智尋                         | 鈴木智尋             |
| キャラクターデザイン          | 久保田誓                         | 久保田誓                         | 久保田誓             |
| キャラクターデザイン          | N/A                              | N/A                              | 黒田新次郎、白川亮介 |
| 美術監督                      | 池田繁美、丸山由紀子             | 池田繁美、丸山由紀子             | 未公表               |
| 美術設定                      | 池田繁美、大久保修一、友野加世子 | 池田繁美、大久保修一、友野加世子 | 未公表               |
| 美術設定                      | N/A                              | 乗末美穂                         | 未公表               |
| 色彩設計                      | 橋本賢                           | 店橋真弓                         | 未公表               |
| 撮影監督                      | 伏原あかね                       | 大河内喜夫                       | 未公表               |
| 編集                          | 木村佳史子                       | 後藤正浩                         | 未公表               |
| 音響監督                      | はたしょう二                     | 岩浪美和                         | 未公表               |
| 音楽                          | 宮崎誠                           | 宮崎誠                           | 宮崎誠               |
| 音楽プロデューサー            | 川島麻衣                         | 川島麻衣                         | 未公表               |
| 音楽プロデューサー            | 伊藤善之、櫻井優香、大久保隆一   | 竹山茂人                         | 未公表               |
| 音楽制作                      | ランティス                       | ランティス                       | 未公表               |
| プロデューサー                | 松井千夏、細谷伸之               | 松井千夏、細谷伸之               | 未公表               |
| プロデューサー                | 小玉慶太、田口亜有理             | 佐藤奏太、福田浩平               | 未公表               |
| アニメーション プロデューサー | 福士裕一郎                       | 藤代敦士                         | 未公表               |
| アニメーション制作            | マッドハウス                     | J.C.STAFF                        | J.C.STAFF            |
| 製作                          | ヒーロー協会本部                 | ヒーロー協会本部                 | ヒーロー協会本部     |

### 主題歌

#### オープニングテーマ
歌唱はJAM Projectによる。
「THE HERO !! 〜怒れる拳に火をつけろ〜」
第1期オープニングテーマ。作詞・作曲は影山ヒロノブ、編曲は宮崎誠。
「静寂のアポストル」
第2期オープニングテーマ。作詞は森雪之丞、作曲はヒカルド・クルーズ、編曲は宮崎誠。

#### エンディングテーマ
テレビ本編
「星より先に見つけてあげる」
第1話から第11話のエンディングテーマ。作詞は畑亜貴、作曲・編曲は前山田健一、歌は森口博子。
「悲しみたちを抱きしめて」
第12話のエンディングテーマ。作詞は畑亜貴、作曲・編曲は飯塚昌明、歌は森口博子。
「地図が無くても戻るから」
第2期エンディングテーマ。作詞は畑亜貴、作曲・編曲は本多友紀、歌は古川慎。

OVA
「ワンパン音頭」
第1期OVAエンディングテーマ。楽曲名の頭には歌唱するキャラクターの名前がつき、第6話のみ「ミンナの」と表記される。作詞は結城アイラ、作曲・編曲は宮崎誠。歌唱は第1・4話がサイタマ（古川慎）、第2話がジェノス（石川界人）、第3話が音速のソニック（梶裕貴）、第5話が戦慄のタツマキ（悠木碧）と地獄のフブキ（早見沙織）、第6話が第5話までの面々に加えてキング（安元洋貴）と無免ライダー（中村悠一）が担当する。

### 各話リスト
アニメ本編のサブタイトルは「○○の××」、OVA第1期は「ロード・トゥ・ヒーロー」を除く各エピソードが「○○すぎる××」で統一されており、各話に登場する事柄を含んだものとなっている。

#### 本編
| 話数  | サブタイトル       | 脚本     | 絵コンテ            | 演出                       | 作画監督 | アクション作画監督 | 総作画監督                                     | 初放送日       |       |       |       |       |       |       |       |       |       |       |       |       |       |       |       |       |
| 第1期 | 第1期              | 第1期    | 第1期               | 第1期                      | 第1期 | 第1期              | 第1期                                          | 第1期          | 第1期 | 第1期 | 第1期 | 第1期 | 第1期 | 第1期 | 第1期 | 第1期 | 第1期 | 第1期 | 第1期 | 第1期 | 第1期 | 第1期 | 第1期 | 第1期 |
| ----- | ------------------ | -------- | ------------------- | -------------------------- | --- | ------------------ | ---------------------------------------------- | -------------- | ----- | ----- | ----- | ----- | ----- | ----- | ----- | ----- | ----- | ----- | ----- | ----- | ----- | ----- | ----- | ----- |
| 1     | 最強の男           | 鈴木智尋 | 夏目真悟            | 夏目真悟                   | 久保田誓 | -                  | -                                              | 2015年 10月5日 |       |       |       |       |       |       |       |       |       |       |       |       |       |       |       |       |
| 2     | 孤高のサイボーグ   | 鈴木智尋 | 夏目真悟            | 牛嶋新一郎                 | 小嶋慶祐 | 久貝典史           | 久保田誓                                       | 10月12日       |       |       |       |       |       |       |       |       |       |       |       |       |       |       |       |       |
| 3     | 執念の科学者       | 鈴木智尋 | 夏目真悟 八田洋介   | 八田洋介                   | 石橋翔祐 | 亀田祥倫           | 久保田誓                                       | 10月19日       |       |       |       |       |       |       |       |       |       |       |       |       |       |       |       |       |
| 4     | 今時の忍者         | 鈴木智尋 | 柴田勝紀 牛嶋新一郎 | 武藤信宏                   | 金世俊 | 小田剛生           | 久保田誓                                       | 10月26日       |       |       |       |       |       |       |       |       |       |       |       |       |       |       |       |       |
| 5     | 究極の師           | 鈴木智尋 | 吉沢俊一            | 吉沢俊一                   | RYU SEUNGCHEOL 澤田英彦 | -                  | 久保田誓                                       | 11月2日        |       |       |       |       |       |       |       |       |       |       |       |       |       |       |       |       |
| 6     | 最恐の都市         | 鈴木智尋 | 牛嶋新一郎          | 牛嶋新一郎                 | 小嶋慶祐 | -                  | 久保田誓                                       | 11月9日        |       |       |       |       |       |       |       |       |       |       |       |       |       |       |       |       |
| 7     | 至高の弟子         | 鈴木智尋 | 八田洋介            | 八田洋介                   | 石橋翔祐 RYU SEUNGCHEOL | 久貝典史           | 久保田誓                                       | 11月16日       |       |       |       |       |       |       |       |       |       |       |       |       |       |       |       |       |
| 8     | 深海の王           | 鈴木智尋 | 川尻善昭            | 武藤信宏                   | 吉田南 大舘康二 | 小田剛生           | 久保田誓                                       | 11月23日       |       |       |       |       |       |       |       |       |       |       |       |       |       |       |       |       |
| 9     | 不屈の正義         | 鈴木智尋 | 川尻善昭            | 吉沢俊一                   | 亀田祥倫 | -                  | 久保田誓                                       | 11月30日       |       |       |       |       |       |       |       |       |       |       |       |       |       |       |       |       |
| 10    | かつてない程の危機 | 鈴木智尋 | 川尻善昭            | 牛嶋新一郎                 | 小嶋慶祐 RYU SEUNGCHEOL | -                  | 久保田誓                                       | 12月7日        |       |       |       |       |       |       |       |       |       |       |       |       |       |       |       |       |
| 11    | 全宇宙の覇者       | 鈴木智尋 | 川尻善昭            | 八田洋介                   | 金世俊 石橋翔祐 | -                  | 久保田誓                                       | 12月14日       |       |       |       |       |       |       |       |       |       |       |       |       |       |       |       |       |
| 12    | 最強のヒーロー     | 鈴木智尋 | 夏目真悟            | 夏目真悟                   | 久保田誓 | 小田剛生           | -                                              | 12月21日       |       |       |       |       |       |       |       |       |       |       |       |       |       |       |       |       |
| 第2期 |                    |          |                     |                            | |                    |                                                |                |       |       |       |       |       |       |       |       |       |       |       |       |       |       |       |       |
| 13    | ヒーローの帰還     | 鈴木千尋 | 櫻井親良            | 宮崎修治                   | 石原恵治 大野良成 谷川亮介 | -                  | 谷川亮介                                       | 2019年 4月10日 |       |       |       |       |       |       |       |       |       |       |       |       |       |       |       |       |
| 14    | 人間の怪人         | 鈴木千尋 | 櫻井親良 滝川和男   | 奥野浩行                   | 中山由美 加藤愛 角谷知美 | -                  | 谷川亮介 松浦麻衣 石原惠治 大野良成 藤井昌宏   | 4月17日        |       |       |       |       |       |       |       |       |       |       |       |       |       |       |       |       |
| 15    | 狩りの始まり       | 稲本達郎 | 安藤良              | 安藤良                     | 大野良成 加藤愛 中山由美 星野守 村上雄 小川浩司                                                                                  | -                  | 谷川亮介 石原惠治 藤井昌宏                     | 4月24日        |       |       |       |       |       |       |       |       |       |       |       |       |       |       |       |       |
| 16    | 金属のバット       | 稲本達郎 | 櫻井親良            | 福島利規 石田美由紀 則座誠 | 中山由美 星野守 林央剛 加藤愛 大野良成 村上雄 安田祥子 石原恵治                                                                  | -                  | 谷川亮介 松浦麻衣                              | 5月1日         |       |       |       |       |       |       |       |       |       |       |       |       |       |       |       |       |
| 17    | 武術の大会         | 鈴木千尋 | 櫻井親良 大久保政雄 | 神谷智大 海宝興蔵          | 安田祥子 迫由里香 谷川亮介 関本美穂 大野良成 中山由美 加藤愛 佐野隆雄 林あすか 山中いづみ                                        | -                  | 藤井昌宏 石原恵治 前田ゆり子                   | 5月8日         |       |       |       |       |       |       |       |       |       |       |       |       |       |       |       |       |
| 18    | 怪人の蜂起         | 鈴木千尋 | 髙田耕一            | 岡本英樹                   | 渡辺浩二 星野守 秋月彩 大野良成 中山由美                                                                                         | -                  | 谷川亮介 松浦麻衣                              | 5月15日        |       |       |       |       |       |       |       |       |       |       |       |       |       |       |       |       |
| 19    | S級のヒーロー      | 稲本達郎 | 渡部高志            | 粟井重紀                   | 安田祥子 小野和美 加藤愛 星野守 林あすか                                                                                         | 神谷智大           | 藤井昌宏 石原恵治 前田ゆり子 谷川亮介 松浦麻衣 | 5月22日        |       |       |       |       |       |       |       |       |       |       |       |       |       |       |       |       |
| 20    | 強い奴の抵抗       | 稲本達郎 | 櫻井親良 髙田耕一   | 鈴木吉男                   | 中山由美 安田祥子 林央剛 小川浩司 林あすか 前田ゆり子 加藤愛 関本美穂 園瀬基 村上雄 伊藤葉子 坂本哲也 高橋みか 石原恵治 大野良成 | -                  | 谷川亮介 松浦麻衣                              | 5月29日        |       |       |       |       |       |       |       |       |       |       |       |       |       |       |       |       |
| 21    | 最強の悩み         | 鈴木千尋 | 古田ジョージ        | 宮崎修司                   | 大野良成 渡辺浩二 加藤愛 藤井昌宏 松浦麻衣 谷川亮介 中山由美                                                                     | -                  | 石原恵治 松浦麻衣 藤井昌宏 谷川亮介            | 6月12日        |       |       |       |       |       |       |       |       |       |       |       |       |       |       |       |       |
| 22    | 正義の包囲網       | 鈴木千尋 | 安藤良              | 安藤良                     | 大野良成 加藤愛 中山由美 | 青木健一郎         | 前田ゆり子 石原惠治 松浦麻衣 谷川亮介          | 6月19日        |       |       |       |       |       |       |       |       |       |       |       |       |       |       |       |       |
| 23    | それぞれの矜持     | 稲本達郎 | 沖田宮奈            | 桜美かつし 櫻井親良        | 中山由美 大野良成 井本由紀 小川浩司 林あすか 加藤愛                                                                              | 神谷智大           | 石原惠治 谷川亮介 藤井昌宏 前田ゆり子 松浦麻衣 | 6月26日        |       |       |       |       |       |       |       |       |       |       |       |       |       |       |       |       |
| 24    | 弟子の尻拭い       | 鈴木千尋 | 櫻井親良            | 則座誠 鈴木洋平 櫻井親良   | 渡辺浩二 加藤愛 中山由美 大野良成 前田ゆり子 藤井昌宏 松浦麻衣                                                                   | 神谷智大           | 石原惠治 谷川亮介 藤井昌宏 前田ゆり子 松浦麻衣 | 7月3日         |       |       |       |       |       |       |       |       |       |       |       |       |       |       |       |       |

#### OVA
| 話数                      | サブタイトル                                  | 脚本                     | 絵コンテ                 | 演出                     | 作画監督                                                  | 総作画監督               |                          |                          |                          |                          |                          |                          |                          |                          |                          |                          |                          |                          |                          |                          |                          |                          |                          |                          |
| 原作第10巻限定版付属作品  | 原作第10巻限定版付属作品                      | 原作第10巻限定版付属作品 | 原作第10巻限定版付属作品 | 原作第10巻限定版付属作品 | 原作第10巻限定版付属作品                                  | 原作第10巻限定版付属作品 | 原作第10巻限定版付属作品 | 原作第10巻限定版付属作品 | 原作第10巻限定版付属作品 | 原作第10巻限定版付属作品 | 原作第10巻限定版付属作品 | 原作第10巻限定版付属作品 | 原作第10巻限定版付属作品 | 原作第10巻限定版付属作品 | 原作第10巻限定版付属作品 | 原作第10巻限定版付属作品 | 原作第10巻限定版付属作品 | 原作第10巻限定版付属作品 | 原作第10巻限定版付属作品 | 原作第10巻限定版付属作品 | 原作第10巻限定版付属作品 | 原作第10巻限定版付属作品 | 原作第10巻限定版付属作品 | 原作第10巻限定版付属作品 |
| ------------------------- | --------------------------------------------- | ------------------------ | ------------------------ | ------------------------ | --------------------------------------------------------- | ------------------------ | ------------------------ | ------------------------ | ------------------------ | ------------------------ | ------------------------ | ------------------------ | ------------------------ | ------------------------ | ------------------------ | ------------------------ | ------------------------ | ------------------------ | ------------------------ | ------------------------ | ------------------------ | ------------------------ | ------------------------ | ------------------------ |
| -                         | ロード・トゥ・ヒーロー                        | 鈴木智尋                 | 立川譲                   | 山岡実                   | 東亮太 南井尚子 梁博雅 三島詠子 緒方歩惟                  | 久保田誓                 |                          |                          |                          |                          |                          |                          |                          |                          |                          |                          |                          |                          |                          |                          |                          |                          |                          |                          |
| 第1期（映像商品各巻収録） |                                               |                          |                          |                          |                                                           |                          |                          |                          |                          |                          |                          |                          |                          |                          |                          |                          |                          |                          |                          |                          |                          |                          |                          |                          |
| 1                         | 忍び寄りすぎる影                              | 鈴木智尋                 | 武藤信宏                 | 武藤信宏                 | 嶋謙一                                                    | 久保田誓                 |                          |                          |                          |                          |                          |                          |                          |                          |                          |                          |                          |                          |                          |                          |                          |                          |                          |                          |
| 2                         | 話ベタすぎる弟子                              | 鈴木智尋                 | 武藤信宏                 | 武藤信宏                 | 戸田麻衣                                                  | 久保田誓                 |                          |                          |                          |                          |                          |                          |                          |                          |                          |                          |                          |                          |                          |                          |                          |                          |                          |                          |
| 3                         | こじれすぎる忍者                              | 鈴木智尋                 | 久木晃嗣                 | 久木晃嗣                 | 谷口宏美                                                  | 久保田誓                 |                          |                          |                          |                          |                          |                          |                          |                          |                          |                          |                          |                          |                          |                          |                          |                          |                          |                          |
| 4                         | 強引すぎるバング                              | 鈴木智尋                 | 久木晃嗣                 | 久木晃嗣                 | 南井尚子                                                  | 久保田誓                 |                          |                          |                          |                          |                          |                          |                          |                          |                          |                          |                          |                          |                          |                          |                          |                          |                          |                          |
| 5                         | 色々ありすぎる姉妹                            | 鈴木智尋                 | 芦野芳晴                 | 八田洋介                 | 久保田誓                                                  | -                        |                          |                          |                          |                          |                          |                          |                          |                          |                          |                          |                          |                          |                          |                          |                          |                          |                          |                          |
| 6                         | 不可能すぎる殺人事件                          | 鈴木智尋                 | 芦野芳晴                 | 八田洋介                 | 南井尚子 東亮太 緒方歩惟 三島詠子 梁博雅                  | 久保田誓                 |                          |                          |                          |                          |                          |                          |                          |                          |                          |                          |                          |                          |                          |                          |                          |                          |                          |                          |
| 第2期（映像商品各巻収録） |                                               |                          |                          |                          |                                                           |                          |                          |                          |                          |                          |                          |                          |                          |                          |                          |                          |                          |                          |                          |                          |                          |                          |                          |                          |
| 1                         | サイタマとそこそこの能力者達                  | 稲本達郎                 | 高田耕一                 | 海宝興蔵                 | 中山由美 渡辺浩二                                         | 藤井昌宏                 |                          |                          |                          |                          |                          |                          |                          |                          |                          |                          |                          |                          |                          |                          |                          |                          |                          |                          |
| 2                         | おっさん達と釣り                              | 稲本達郎                 | 沖田宮奈                 | 田中瑛                   | 藤井昌宏 中山由美                                         | 藤井昌宏                 |                          |                          |                          |                          |                          |                          |                          |                          |                          |                          |                          |                          |                          |                          |                          |                          |                          |                          |
| 3                         | ジェノスと記憶喪失                            | 鈴木智尋                 | 櫻井親良                 | 海宝興蔵                 | 中山由美 小川浩司 藤井昌宏                                | 藤井昌宏                 |                          |                          |                          |                          |                          |                          |                          |                          |                          |                          |                          |                          |                          |                          |                          |                          |                          |                          |
| 4                         | ゲームとライバル達                            | 稲本達郎                 | 岡本英樹                 | 石田美由紀               | 藤井昌宏 中山由美 小川浩司 金正男 山中いづみ              | 藤井昌宏                 |                          |                          |                          |                          |                          |                          |                          |                          |                          |                          |                          |                          |                          |                          |                          |                          |                          |                          |
| 5                         | ぷりぷりプリズナーと脱獄囚人達                | 鈴木智尋                 | 櫻井親良 鈴木恭兵        | 石田美由紀               | 藤井昌宏 中山由美 小川浩司 山中いづみ 小野和美 都築裕佳子 | 藤井昌宏                 |                          |                          |                          |                          |                          |                          |                          |                          |                          |                          |                          |                          |                          |                          |                          |                          |                          |                          |
| 6                         | ゾンビマン殺人事件２ 〜吹雪の山荘と寒がり達〜 | 稲本達郎                 | 櫻井親良                 | 海宝興蔵                 | 小野和美 中山由美 小川浩司 金正男 山中いづみ              | 藤井昌宏                 |                          |                          |                          |                          |                          |                          |                          |                          |                          |                          |                          |                          |                          |                          |                          |                          |                          |                          |

### 放送局
| 放送期間                 | 放送時間                     | 放送局      | 対象地域   | 備考                      |
| ------------------------ | ---------------------------- | ----------- | ---------- | ------------------------- |
| 2015年10月5日 - 12月21日 | 月曜 1:05 - 1:35（日曜深夜） | テレビ東京  | 関東広域圏 | 製作参加                  |
| 2015年10月6日 - 12月22日 | 火曜 1:05 - 1:35（月曜深夜） | テレビ大阪  | 大阪府     |                           |
|                          | 火曜 2:00 - 2:30（月曜深夜） | TVQ九州放送 | 福岡県     |                           |
| 2015年10月7日 - 12月23日 | 水曜 0:00 - 0:30（火曜深夜） | KBS京都     | 京都府     |                           |
|                          | 水曜 0:58 - 1:28（火曜深夜） | BSジャパン  | 日本全域   | BS放送                    |
| 2015年10月8日 - 12月24日 | 木曜 21:30 - 22:00           | AT-X        | 日本全域   | CS放送 / リピート放送あり |

| 配信開始日    | 配信時間                     | 配信サイト               | 備考                                                    |
| ------------- | ---------------------------- | ------------------------ | ------------------------------------------------------- |
| 2015年10月5日 | 月曜 1:05 - 1:35（日曜深夜） | ニコニコ生放送           | TVでCM放送中はおまけ番組『ワンパン☆はみ出し劇場』を配信 |
| 2015年10月6日 | 火曜 12:00 更新              | バンダイチャンネル GYAO! |                                                         |

| 放送期間                | 放送時間                     | 放送局     | 対象地域   | 備考                      |
| ----------------------- | ---------------------------- | ---------- | ---------- | ------------------------- |
| 2019年4月10日 - 7月3日  | 水曜 1:35 - 2:05（火曜深夜） | テレビ東京 | 関東広域圏 | 製作参加                  |
|                         |                              | テレビ愛知 | 愛知県     |                           |
|                         |                              | テレビ大阪 | 大阪府     |                           |
| 2019年4月12日 - 7月5日  | 金曜 21:30 - 22:00           | AT-X       | 日本全域   | CS放送 / リピート放送あり |
| 2019年4月30日 - 7月16日 | 火曜 1:25 - 1:55（月曜深夜） | 青森テレビ | 青森県     |                           |
| 2019年5月13日 - 7月29日 | 月曜 1:20 - 1:50（日曜深夜） | 長崎放送   | 長崎県     |                           |

| 配信開始日    | 配信時間                     | 配信サイト |
| ------------- | ---------------------------- | --- |
| 2019年4月10日 | 水曜 1:35 - 2:05（火曜深夜） | ニコニコ生放送 あにてれ |
| 2019年4月11日 | 木曜 12:00 更新              | Netflix dアニメストア Amazonプライム・ビデオ GYAO!ストア J:COMオンデマンド TSUTAYA TV DMM.com ニコニコ動画 HAPPY!動画 ひかりTV ビデオパス ビデオマーケット milplus music.jp ムービーフルPlus Rakuten TV |
| 2019年4月18日 |                              | アニメ放題 dTV バンダイチャンネル Hulu U-NEXT |

### BD / DVD
映像特典としてONE原案による完全オリジナルストーリーのOVAを収録。
| 巻 | 発売日         | 収録話                                                           | 規格品番  | 規格品番  |
| 巻 | 発売日         | 収録話                                                           | BD限定版  | DVD限定版 |
| -- | -------------- | ---------------------------------------------------------------- | --------- | --------- |
| 1  | 2015年12月24日 | 第1話 - 第2話、OVA第1話、ワンパン☆はみだし劇場 第1話 - 第2話     | BCXA-1038 | BCBA-4720 |
| 2  | 2016年1月29日  | 第3話 - 第4話、OVA第2話、ワンパン☆はみだし劇場 第3話 - 第4話     | BCXA-1039 | BCBA-4721 |
| 3  | 2016年2月24日  | 第5話 - 第6話、OVA第3話、ワンパン☆はみだし劇場 第5話 - 第6話     | BCXA-1040 | BCBA-4722 |
| 4  | 2016年3月25日  | 第7話 - 第8話、OVA第4話、ワンパン☆はみだし劇場 第7話 - 第8話     | BCXA-1041 | BCBA-4723 |
| 5  | 2016年4月22日  | 第9話 - 第10話、OVA第5話、ワンパン☆はみだし劇場 第9話 - 第10話   | BCXA-1042 | BCBA-4724 |
| 6  | 2016年5月27日  | 第11話 - 第12話、OVA第6話、ワンパン☆はみだし劇場 第11話 - 第12話 | BCXA-1043 | BCBA-4725 |

| 巻 | 発売日         | 収録話                      | 規格品番  | 規格品番  |
| 巻 | 発売日         | 収録話                      | BD限定版  | DVD限定版 |
| -- | -------------- | --------------------------- | --------- | --------- |
| 1  | 2019年10月25日 | 第13話 - 第14話、OVA2 第1話 | BCXA-1461 | BCBA-4961 |
| 2  | 2019年11月26日 | 第15話 - 第16話、OVA2 第2話 | BCXA-1462 | BCBA-4962 |
| 3  | 2019年12月25日 | 第17話 - 第18話、OVA2 第3話 | BCXA-1463 | BCBA-4963 |
| 4  | 2020年1月28日  | 第19話 - 第20話、OVA2 第4話 | BCXA-1464 | BCBA-4964 |
| 5  | 2020年2月27日  | 第21話 - 第22話、OVA2 第5話 | BCXA-1465 | BCBA-4965 |
| 6  | 2020年3月27日  | 第23話 - 第24話、OVA2 第6話 | BCXA-1466 | BCBA-4966 |

### Webラジオ
『ワンパンマン 正義執行！マジラジオ！』は、2015年11月13日から2016年10月14日までHiBiKi Radio Stationにて配信されていたWEBラジオ番組。隔週金曜更新。パーソナリティは古川慎（サイタマ 役）。
2016年3月27日に発表された第2回アニラジアワードにおいて、「BEST MALE RADIO 最優秀男性ラジオ賞（新人枠）」を受賞した。2016年5月29日にアニメイト新宿にて公開録音が行われ、ラジオCD第2巻に収録された。
コーナー
- ふつおた - アニメ、ラジオの感想など、普通のお便りを紹介するコーナー。
- 20文字以内で簡潔にまとめて出直してこい！ - お題に対する説明を20文字以内にまとめ、発表するコーナー。
- 正義執行！お悩み粉砕！言葉のワンパンチ！ - リスナーからのお悩み相談コーナー。パーソナリティが一撃必殺のパンチのような明快な解決法を伝授する。
- あなたのヒーロー活動報告!!! - リスナーからヒーローに準じた活動・能力を募集して発表するコーナー。パーソナリティとゲストが、その活動・能力をC級、B級、A級、S級にランク付けをし、A級以上はヒーローネームが授与される。

ゲスト
- 2撃目！・3撃目！：石川界人（ジェノス 役）
- 4撃目！・5撃目！・21撃目！・22撃目！：小野坂昌也（ぷりぷりプリズナー 役）
- 6撃目！・7撃目！：津田健次郎（アトミック侍 役）
- 8撃目！・9撃目！：上田燿司（駆動騎士 役）
- 10撃目！・11撃目！：山路和弘（シルバーファング 役）
- 12撃目！・13撃目！：日野聡（超合金クロビカリ 役）
- 14撃目！・15撃目！：森川智之（ボロス 役）
- 16撃目！・17撃目！：悠木碧（タツマキ 役）
- 18撃目！・19撃目！：高山みなみ（童帝 役）
- 23撃目！・24撃目！：増田俊樹（チャランコ 役）
- 25撃目！：ONE（原作者）、村田雄介（リメイク版 作画担当）

| Vol. | 発売日        | 新規録り下ろし特別版ゲスト            | 過去配信回      | 規格品番  |
| ---- | ------------- | ------------------------------------- | --------------- | --------- |
| 1    | 2016年4月27日 | 小山力也（深海王 役）                 | 1撃目 - 9撃目   | HBKM-0082 |
| 2    | 2016年7月27日 | 石川界人、梶裕貴（音速のソニック 役） | 10撃目 - 17撃目 | HBKM-0083 |
| 3    | 2017年2月22日 | 石川界人                              | 18撃目 - 25撃目 | HBKM-0084 |

| テレビ東京 月曜 1:05 - 1:35（日曜深夜） | テレビ東京 月曜 1:05 - 1:35（日曜深夜） | テレビ東京 月曜 1:05 - 1:35（日曜深夜） |
| 前番組                                  | 番組名                                  | 次番組                                  |
| --------------------------------------- | --------------------------------------- | --------------------------------------- |
| フレンチ・キスのキス旅2                 | ワンパンマン（第1期）                   | シュヴァルツェスマーケン                |
| テレビ東京 水曜 1:35 - 2:05（火曜深夜） |                                         |                                         |
| おそ松さん（第2期・再放送）             | ワンパンマン（第2期）                   | NARUTO THE BEST SELECTION               |

## ゲーム

### トレーディングカードゲーム
ONE PUNCH MAN ハチャメチャカードゲーム
2015年11月21日にタカラトミーから発売。

### コンピュータゲーム
ONE PUNCH MAN A HERO NOBODY KNOWS
2020年2月27日にPlayStation 4とXbox One用のゲームソフトとしてバンダイナムコエンターテインメントから発売。開発はスパイク・チュンソフト。
ONE PUNCH MAN 一撃マジファイト
2020年10月29日にスマートフォン用（iOS・Android）のゲームアプリとしてグリーから配信開始。開発はOurpalm。
先行して『ワンパンマン:最強の男（ONE PUNCH MAN: The Strongest/一拳超人：最强之男）』のタイトルで2019年6月19日に中国版が正式リリース、日本版リリースを経て、2021年3月16日に韓国版がリリースされている。
One Punch Man World
2024年2月1日にPC、スマートフォン用（iOS・Android）のゲームとしてパーフェクトワールドゲームズ社から東南アジア版がリリース。2024年2月時点では日本展開は未定。

### リアル脱出ゲーム
リアル脱出ゲーム×ワンパンマン 怪人復活災害からの脱出
2020年12月23日からSCRAPナゾビル吉祥寺（現・リアル脱出ゲーム吉祥寺店）、2021年1月6日からアジトオブスクラップ大阪ナゾビル（現・リアル脱出ゲーム大阪恵美須町店）、2021年1月8日からナゾ・コンプレックス名古屋（現・リアル脱出ゲーム名古屋店）にて開催。施設内外を探索する周遊型の体験型ゲームイベント。リアル脱出ゲーム（SCRAP）主催・企画制作、よだかのレコード謎制作。大阪と名古屋会場は2022年12月31日、吉祥寺会場は2024年3月31日をもって終了。